# Elezioni presidenziali negli Stati Uniti d'America del 1860
Le elezioni presidenziali negli Stati Uniti d'America nel 1860 furono la 19ª elezione quadriennale per la scelta del presidente e del vicepresidente degli Stati Uniti d'America; si svolsero martedì 6 novembre e videro la vittoria dei candidati del Partito Repubblicano Abraham Lincoln e Hannibal Hamlin.
Il Collegio elettorale fu composto da 303 grandi elettori, basandosi sui dati del censimento del 1850; la maggioranza era quindi di 152 voti. I voti per i quattro principali concorrenti diedero i seguenti risultati: Lincoln (180), John C. Breckinridge (72), John Bell (39) e infine Stephen A. Douglas (12).
La vittoria di Lincoln condusse all'immediata secessione di sette Stati federati, tutti appartenenti al Profondo Sud i quali giunsero a costituire gli Stati Confederati d'America nel febbraio dell'anno seguente. Le ulteriori azioni del nuovo presidente portarono altri quattro Stati sudisti ad aderire alla Confederazione allo scoppio della guerra di secessione americana.
La nazione si era trovata gravemente divisa nel corso degli anni 1850 sulle questioni riguardanti la produzione e le imposte sul cotone oltre che sui diritti dei proprietari di schiavi; il presidente uscente, il democratico James Buchanan e il suo predecessore Franklin Pierce erano stati uomini del Nord con spiccate simpatie nei confronti del Sud. Buchanan raccomandò al giudice della Corte suprema Robert Cooper Grier di votare a favore della schiavitù nel caso Dred Scott contro Sandford del 1857. Questo era risultato talmente impopolare da costare la ricandidatura a Buchanan, permettendo al contempo al neonato Partito Repubblicano di conquistare la maggioranza alla Camera dei rappresentanti nel 1858 e il pieno controllo del Congresso degli Stati Uniti d'America nel 1860; Buchanan venne così costretto a ritirarsi. Tali eventi spaccarono i democratici in una fazione settentrionale e una meridionale; nacque infine un "Constitutional Union Party".
Di fronte agli avversari politicamente divisi i Repubblicani si poterono assicurare la maggioranza dei Grandi elettori, insediando Lincoln alla Casa Bianca seppur senza essere riusciti ad ottenere alcun sostegno dal Sud; le divisioni degli avversari non furono comunque di per sé risolutive per assicurarsi la conquista della presidenza. Lincoln ricevette meno del 40% dei voti popolari, ma ebbe maggioranze assolute in Stati determinanti.
Questa elezione segnò la fine del predominio politico del Sud sulla nazione. Tra il 1789 e il 1860 i meridionali avevano espresso il presidente degli Stati Uniti, il presidente della Camera e il presidente pro-tempore del Senato per circa i due terzi del tempo; inoltre a partire dal 1791 gran parte della Corte suprema era del Sud. Nel periodo di transizione, tra l'elezione e l'insediamento di Lincoln, gli Stati schiavisti proclamarono la loro separazione dall'Unione. Le manovre militari e le contese per il possesso delle fortificazioni sparse nel territorio confederato culminarono nella battaglia di Fort Sumter; la situazione precipitò in aperta guerra civile; il conflitto durò fino al 1865. Le elezioni presidenziali del 1860 furono l'ultima di una serie di cinque consecutive in cui il presidente uscente non era il candidato alle elezioni presidenziali.
Nella cartina a fianco: in rosso gli Stati vinti da Lincoln/Hamlin; in verde da Breckinridge/Lane; in arancio da Bell/Everett e in blu da Douglas/Johnson.

## Contesto

### Candidature
Le Convention nazionali per indicare i candidati presenziali per le elezioni di novembre si rivelarono insolitamente tumultuose, ciò fu dovuto in particolare al fatto che i democratici si spaccarono nettamente sulle posizioni da adottare; la frattura condusse pertanto alla tenuta di convenzioni rivali.

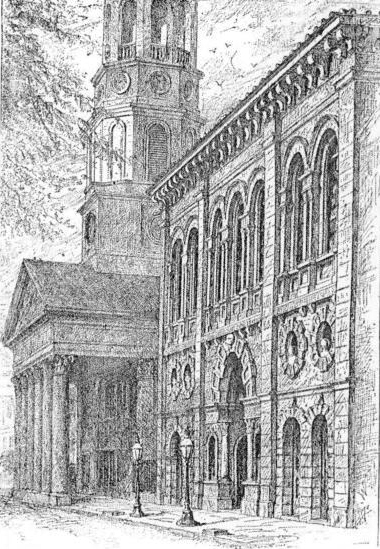
Il "South Carolina Institute" a Charleston (Carolina del Sud). L'istituto ha ospitato la
Convention nazionale democratica del 23 aprile-3 maggio e la Convention secessionista di dicembre.

#### Democratici Nordisti
(Raimondo Luraghi.)
I candidati alla Nomination tra i Democratici rimasti fedeli all'Unione furono inizialmente i seguenti:
- Stephen A. Douglas, senatore per l'Illinois.
- James Guthrie, ex segretario al tesoro per il Kentucky.
- Robert Mercer Taliaferro Hunter, senatore per la Virginia.
- Joseph Lane, senatore per l'Oregon.
- Daniel Stevens Dickinson, ex senatore per lo Stato di New York.
- Andrew Johnson, senatore per il Tennessee.

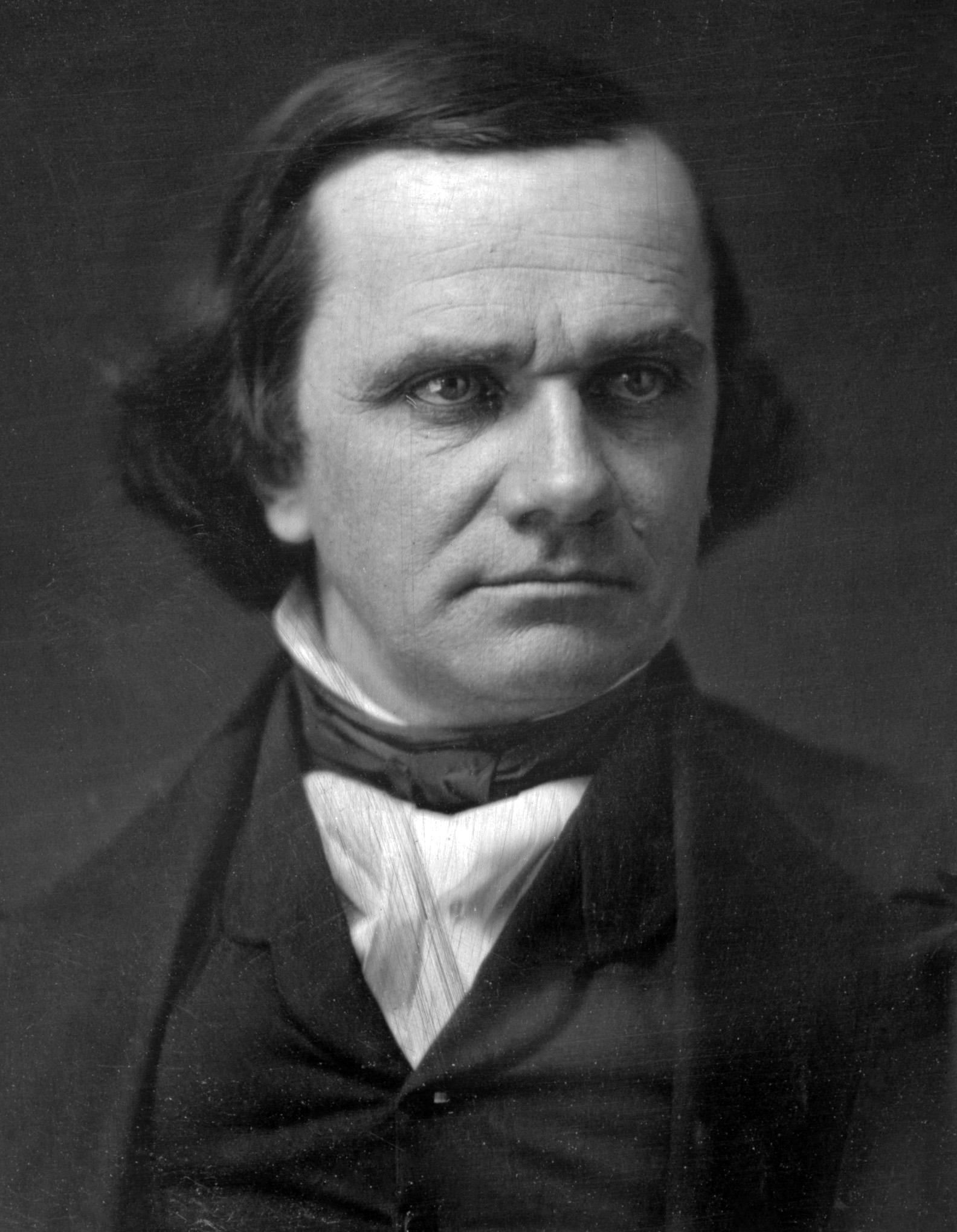
Stephen A. Douglas
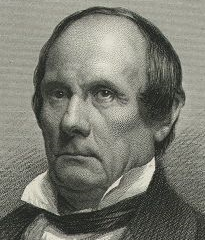
James Guthrie
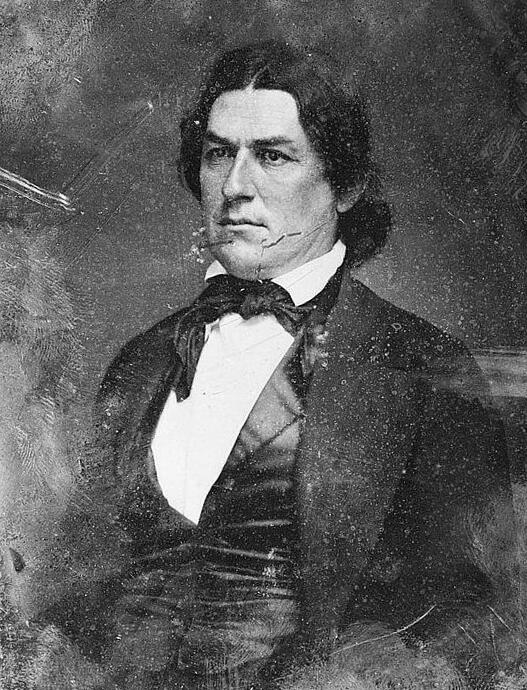
Robert Mercer Taliaferro Hunter
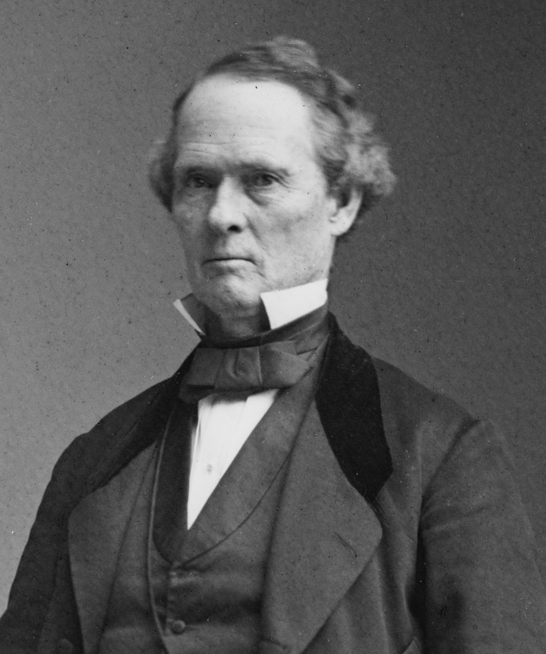
Joseph Lane
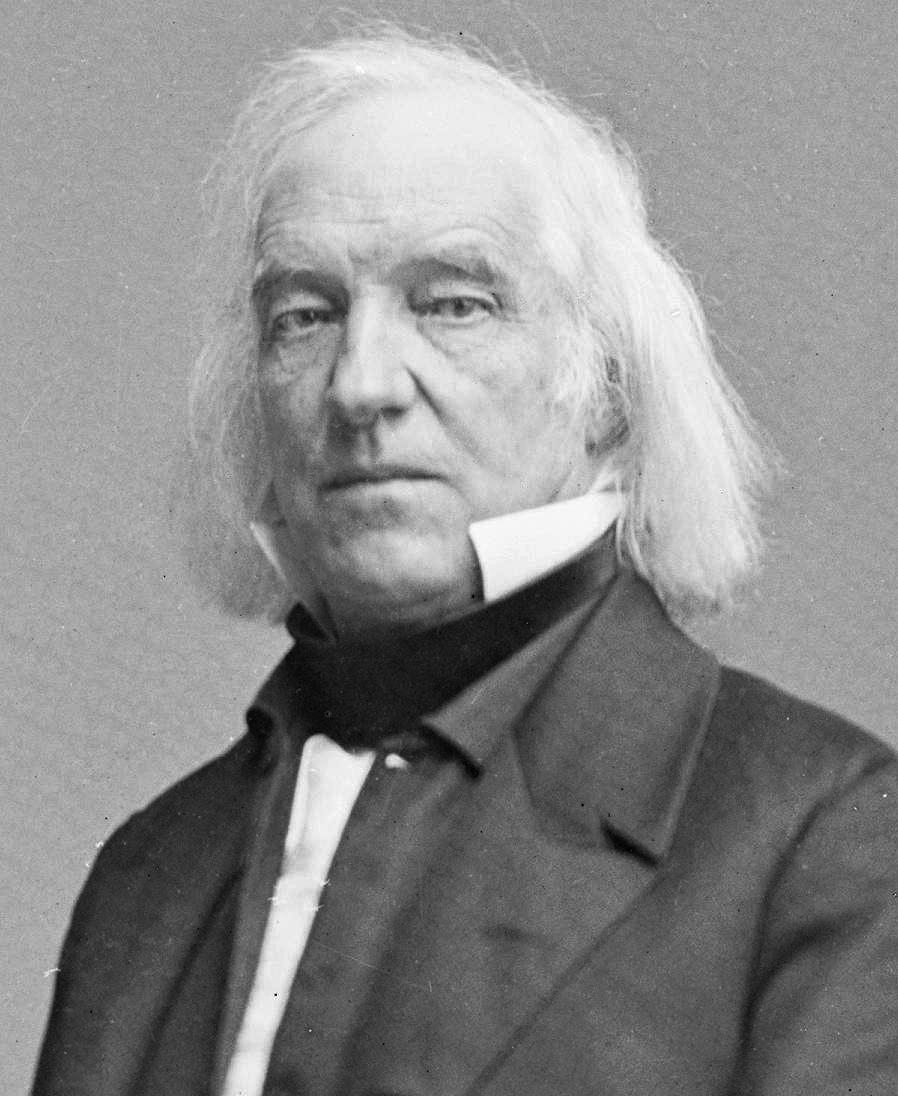
Daniel S. Dickinson
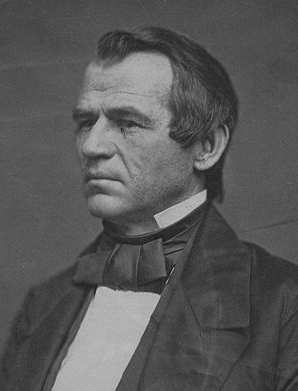
Andrew Johnson
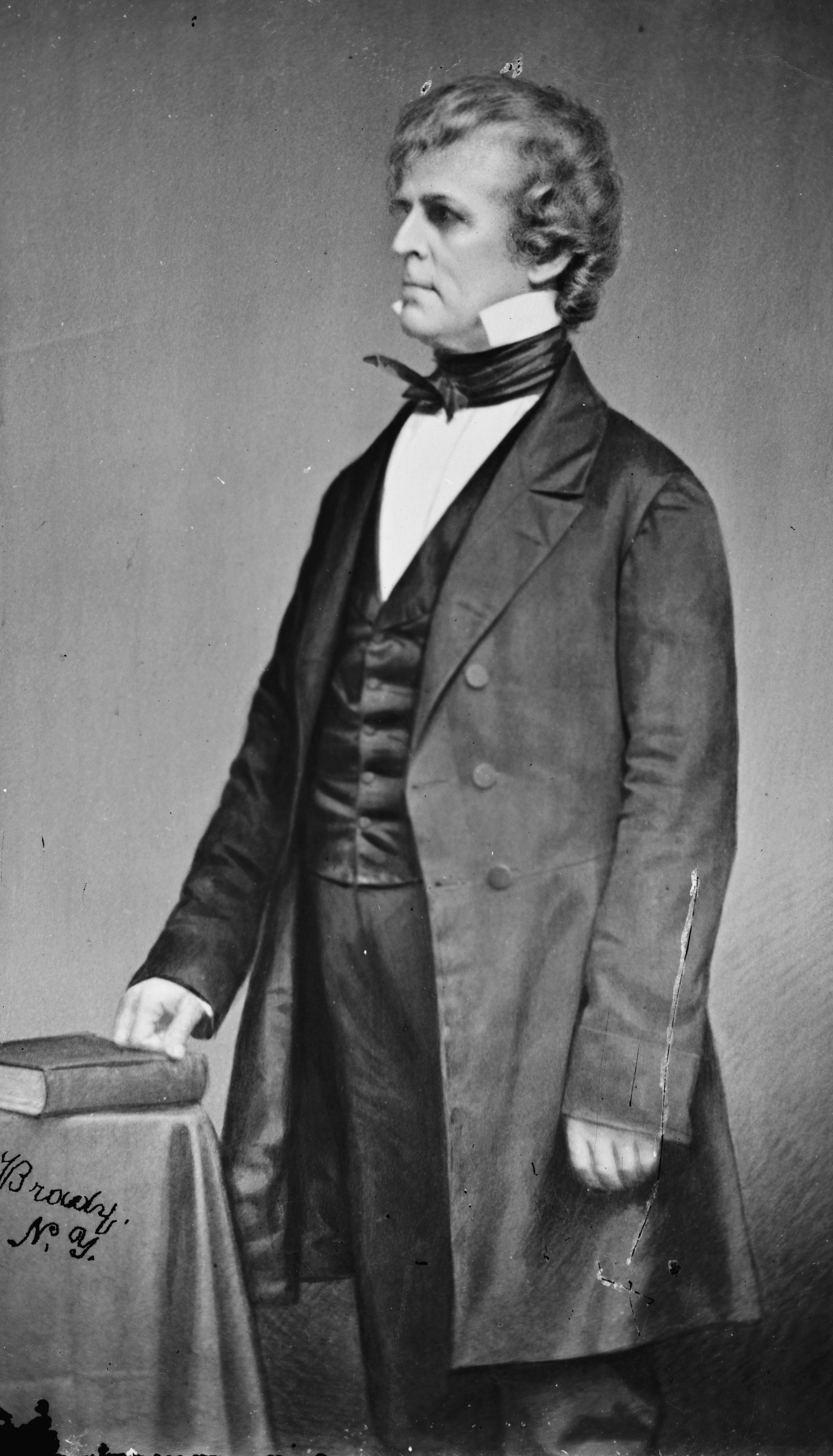
Isaac Toucey, segretario alla Marina in carica.
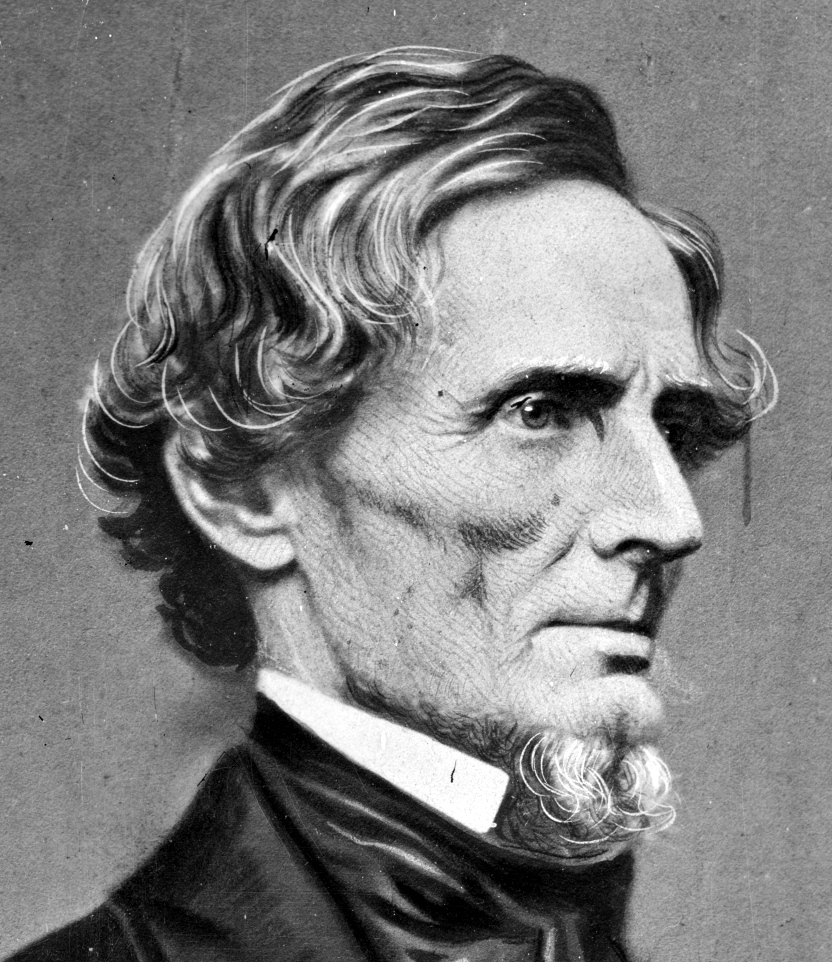
Jefferson Davis senatore per il Mississippi
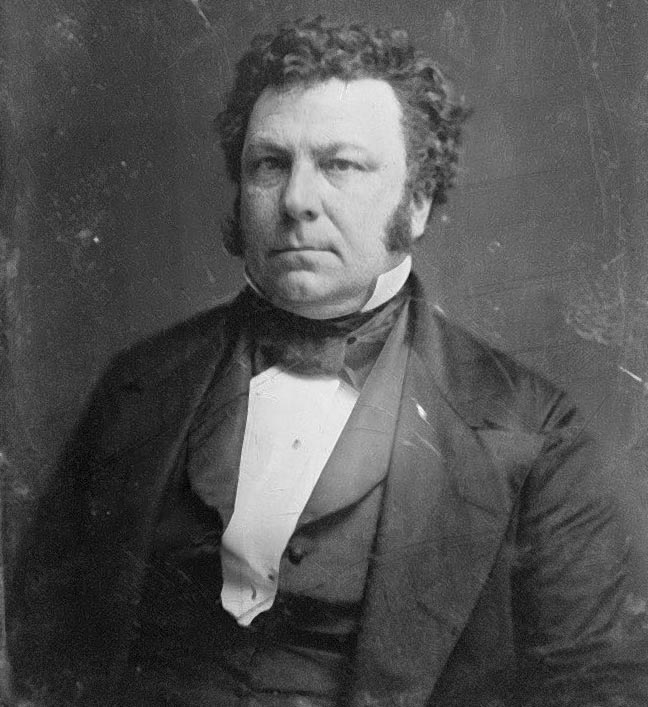
James Alfred Pearce, senatore per il Maryland

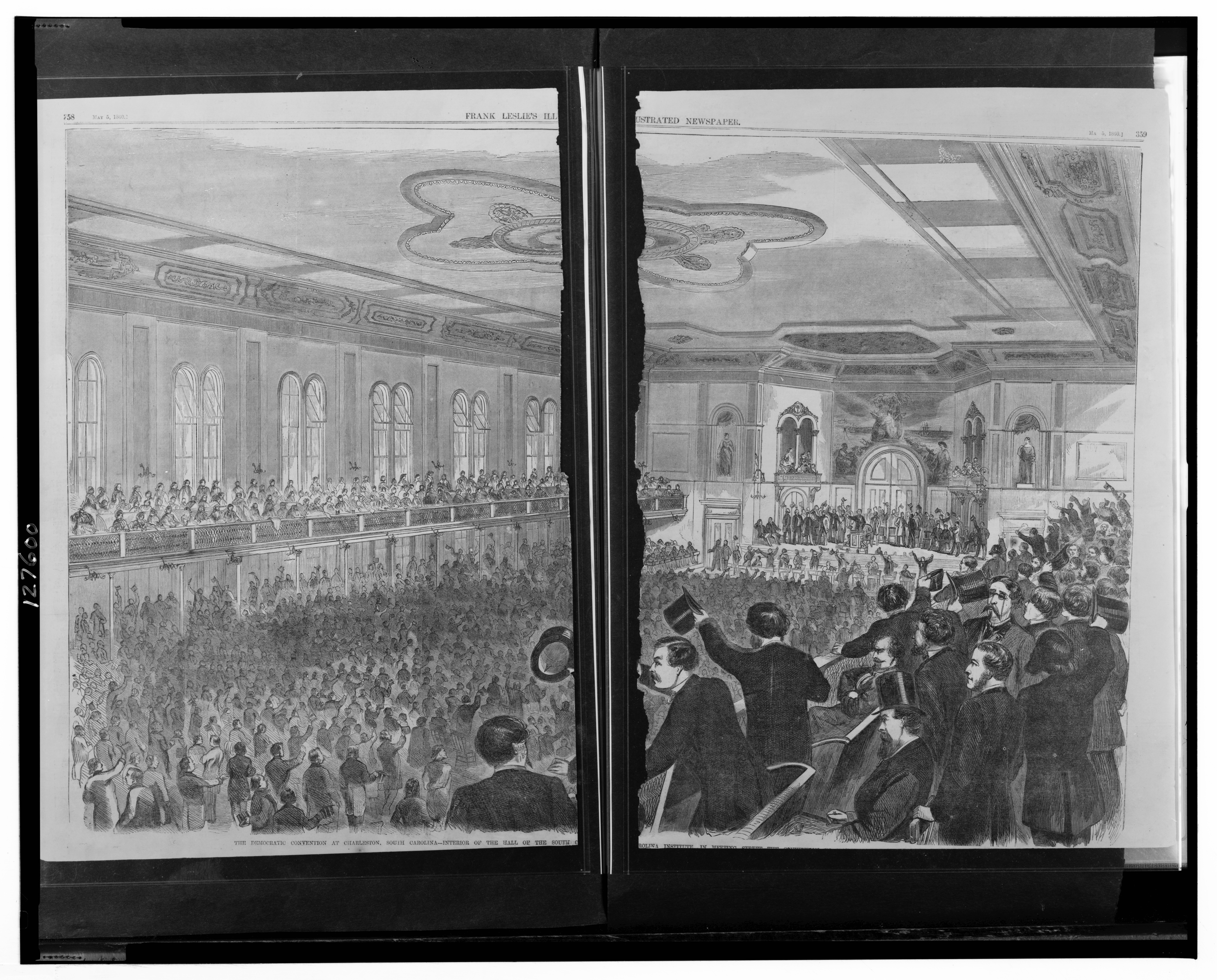
Convention nazionale Democratica di Charleston.

La Convention nazionale democratica si tenne inizialmente all'"Institute Hall" di Charleston (Carolina del Sud) tra il 23 aprile e il 3 maggio; i delegati sudisti si prepararono a un'accesa disputa sul programma politico da presentare. Il giudice William Waightstill Avery propose, ma senza trovare molto successo, un documento politico che includeva una dichiarazione esplicita pro-schiavitù. Si presentarono sei candidati, ma anche altri tre ricevettero voti: I. Toucey del Connecticut, J. A. Pearce e J. Davis (futuro presidente degli Stati Confederati d'America). Douglas, un moderato sulla questione della schiavitù e propugnatore della "sovranità popolare", dopo lo spoglio della prima votazione si classificò al primo posto, non fu però abbastanza per assicurargli la nomina, per la dura opposizione degli schiavisti.
I cosiddetti "Fire-Eaters", cioè gli estremisti favorevoli alla schiavitù, come il giornalista William Lowndes Yancey e i rappresentanti dell'Alabama furono tra coloro che abbandonarono per primi la convenzione; furono seguiti dai delegati della Florida, della Georgia, della Louisiana, del Mississippi, della Carolina del Sud, del Texas, a cui si aggiunsero tre dei quattro delegati dell'Arkansas e da uno dei tre del Delaware. Al 57° ballottaggio Douglas rimaneva ancora in vantaggio, ma non riuscì ad ottenere la Nomination. Il 3 maggio, in uno stato di profondo scoramento, i delegati concordarono di porre termine alle votazioni e di aggiornare la Convention.
| Votazioni per la presidenza di Charleston |     |     |     |     |     |     |     |     |     |     |     |     |     |     |      |     |     |      |      |     |     |     |     |     |     |
| Votazione                                 | 1°  | 2°  | 3°  | 4°  | 5°  | 6°  | 7°  | 8°  | 9°  | 10° | 11° | 12° | 13° | 14° | 15°  | 16° | 17° | 18°  | 19°  | 20° | 21° | 22° | 23° | 24° | 25° |
| S A. Douglas                              | 145 | 147 | 148 | 149 | 149 | 149 | 150 | 150 | 150 | 150 | 150 | 150 | 149 | 150 | 150  | 150 | 150 | 150  | 150  | 150 | 150 | 150 | 152 | 151 | 151 |
| J. Guthrie                                | 36  | 36  | 42  | 37  | 38  | 40  | 39  | 39  | 41  | 40  | 40  | 40  | 40  | 41  | 41.5 | 42  | 42  | 41.5 | 41.5 | 42  | 42  | 42  | 42  | 42  | 42  |
| R. M. T. Hunter                           | 42  | 42  | 36  | 42  | 41  | 41  | 41  | 40  | 40  | 39  | 38  | 38  | 28  | 27  | 26   | 26  | 26  | 26   | 26   | 26  | 26  | 26  | 25  | 25  | 35  |
| J Lane                                    | 6   | 6   | 6   | 6   | 6   | 7   | 6   | 6   | 6   | 5   | 6   | 6   | 20  | 20  | 21   | 20  | 20  | 20   | 20   | 20  | 20  | 20  | 19  | 19  | 9   |
| D. S Dickinson                            | 7   | 7   | 7   | 5   | 5   | 3   | 4   | 5   | 1   | 4   | 4   | 4   | 1   | 1   | 1    | 1   | 1   | 1    | 1    | 1   | 1   | 1   | 1   | 2   | 2   |
| A. Johnson                                | 12  | 12  | 12  | 12  | 12  | 12  | 11  | 11  | 12  | 12  | 12  | 12  | 12  | 12  | 12   | 12  | 12  | 12   | 12   | 12  | 12  | 12  | 12  | 12  | 12  |
| I. Toucey                                 | 2   | 2   | 0   | 0   | 0   | 0   | 0   | 0   | 0   | 0   | 0   | 0   | 0   | 0   | 0    | 0   | 0   | 0    | 0    | 0   | 0   | 0   | 0   | 0   | 0   |
| J. Davis                                  | 2   | 1   | 1   | 1   | 1   | 0   | 1   | 1   | 1   | 2   | 2   | 2   | 2   | 1   | 1    | 1   | 1   | 1    | 1    | 1   | 1   | 1   | 1   | 1   | 1   |
| A. Pearce                                 | 1   | 0   | 0   | 0   | 0   | 0   | 0   | 0   | 0   | 0   | 0   | 0   | 0   | 0   | 0    | 0   | 0   | 0    | 0    | 0   | 0   | 0   | 0   | 0   | 0   |

| Votazioni per la presidenza di Charleston |     |     |     |     |     |     |     |     |     |      |     |     |     |     |     |     |     |     |     |     |     |     |     |     |     |
| Votazione                                 | 26° | 27° | 28° | 29° | 30° | 31° | 32° | 33° | 34° | 35°  | 36° | 37° | 38° | 39° | 40° | 41° | 42° | 43° | 44° | 45° | 46° | 47° | 48° | 49° | 50° |
| Douglas                                   | 151 | 151 | 151 | 151 | 151 | 151 | 152 | 152 | 152 | 152  | 151 | 151 | 151 | 151 | 151 | 151 | 151 | 151 | 151 | 151 | 151 | 151 | 151 | 151 | 151 |
| Guthrie                                   | 41  | 43  | 42  | 42  | 45  | 48  | 48  | 48  | 48  | 47.5 | 48  | 65  | 66  | 67  | 67  | 67  | 67  | 66  | 66  | 66  | 66  | 66  | 66  | 66  | 66  |
| Hunter                                    | 25  | 25  | 25  | 25  | 25  | 32  | 22  | 22  | 22  | 22   | 22  | 16  | 16  | 16  | 16  | 16  | 16  | 16  | 16  | 16  | 16  | 16  | 16  | 16  | 16  |
| Lane                                      | 9   | 8   | 8   | 8   | 6   | 6   | 15  | 15  | 13  | 13   | 13  | 12  | 13  | 12  | 12  | 13  | 13  | 13  | 13  | 13  | 13  | 13  | 13  | 14  | 14  |
| Dickinson                                 | 12  | 12  | 13  | 13  | 13  | 3   | 3   | 3   | 5   | 5    | 5   | 6   | 5.5 | 6   | 5.5 | 5   | 5   | 5   | 5   | 5   | 5   | 5   | 5   | 4   | 4   |
| Johnson                                   | 12  | 12  | 12  | 12  | 11  | 11  | 11  | 11  | 11  | 12   | 12  | 1   | 0   | 0   | 0   | 0   | 0   | 0   | 0   | 0   | 0   | 0   | 0   | 0   | 0   |
| Davis                                     | 1   | 1   | 1   | 1   | 1   | 1   | 1   | 1   | 1   | 1    | 1   | 1   | 0   | 0   | 0   | 0   | 0   | 1   | 1   | 1   | 1   | 1   | 1   | 1   | 1   |

| Votazioni per la presidenza di Charleston |     |     |     |     |     |     |     |
| Votazione                                 | 51° | 52° | 53° | 54° | 55° | 56° | 57° |
| Douglas                                   | 151 | 151 | 151 | 151 | 151 | 151 | 151 |
| Guthrie                                   | 66  | 66  | 66  | 61  | 66  | 66  | 66  |
| Hunter                                    | 16  | 16  | 16  | 21  | 16  | 16  | 16  |
| Lane                                      | 14  | 14  | 14  | 16  | 14  | 14  | 14  |
| Dickinson                                 | 4   | 4   | 4   | 2   | 4   | 4   | 4   |
| Davis                                     | 1   | 1   | 1   | 1   | 1   | 1   | 1   |

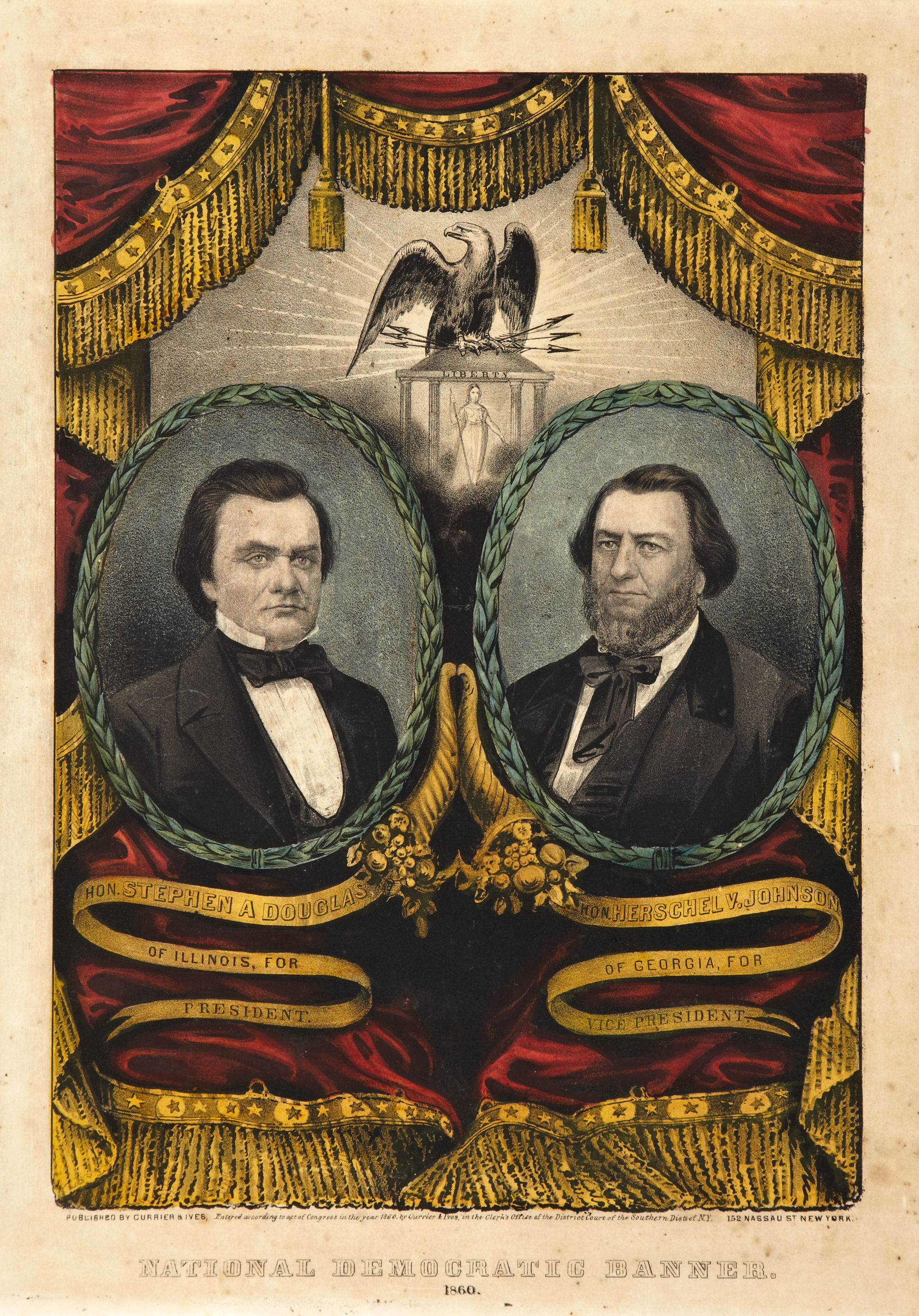
Poster per la campagna presidenziale di Douglas e Johnson

Si ritrovarono nuovamente al "Front Street Theater" di Baltimora il 18 giugno. Questa volta tutti i rappresentanti meridionali abbandonarono la sala quando si resero conto che la Convention non avrebbe adottato una risoluzione a sostegno dell'estensione della schiavitù nei territori del West. Alcuni considerarono Horatio Seymour come un buon candidato di compromesso; egli scrisse però una lettera al direttore del suo giornale locale dichiarando senza riserve che non si considerava disponibile a essere candidato, né a presidente né a vicepresidente.

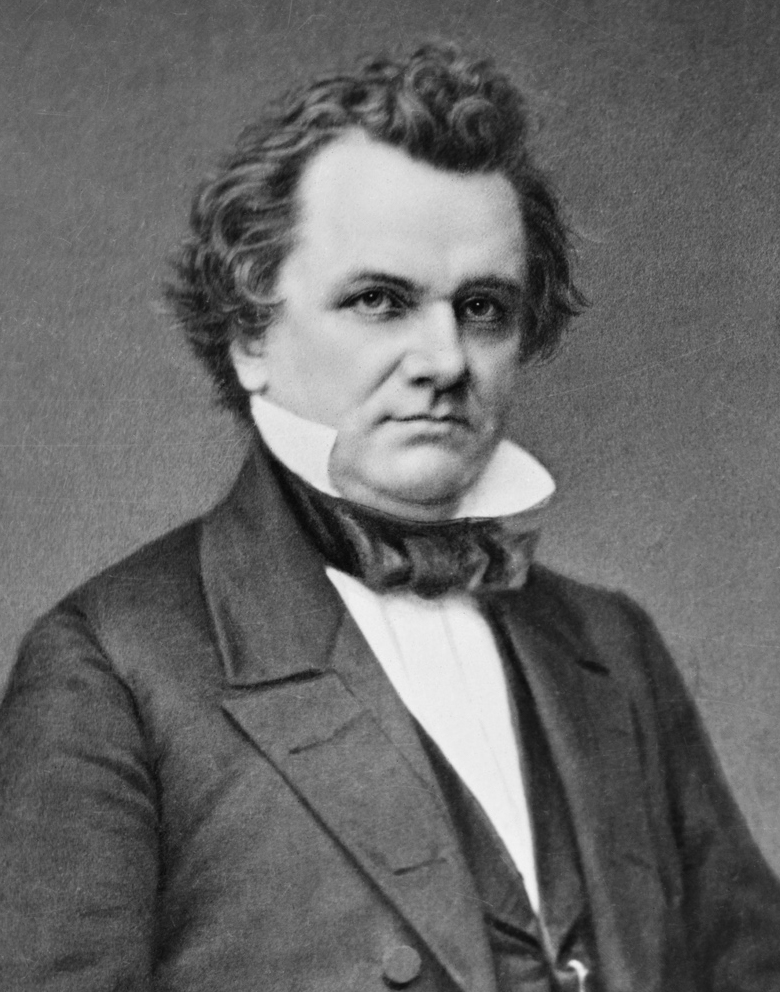
Stephen A. Douglas
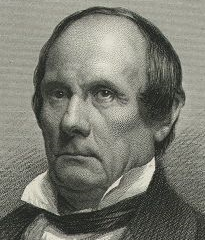
James Guthrie
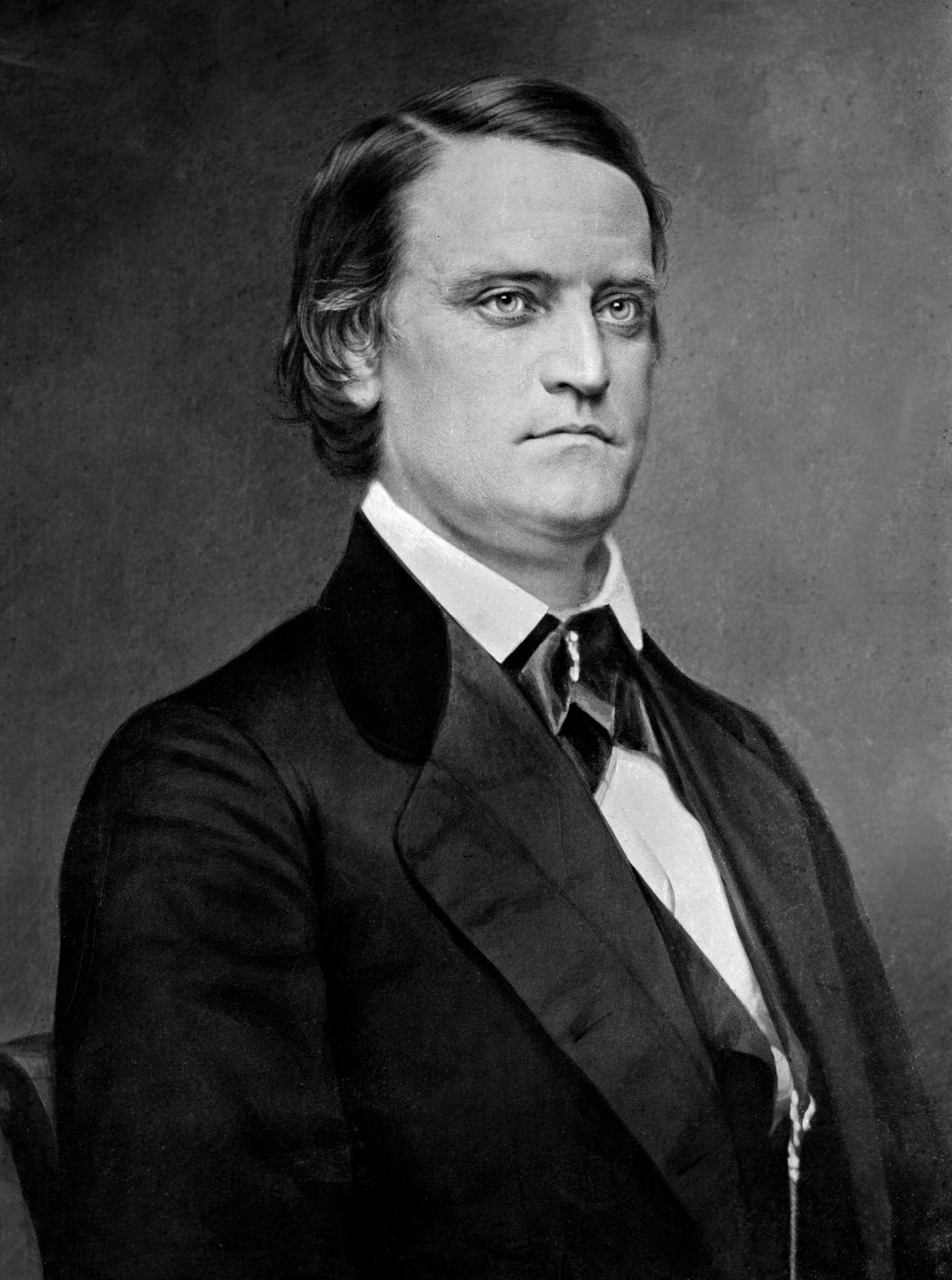
John C. Breckinridge
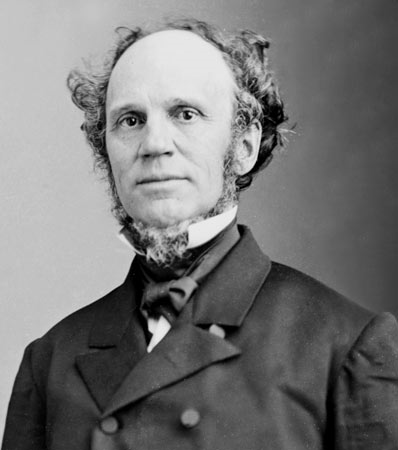
Horatio Seymour, governatore di New York
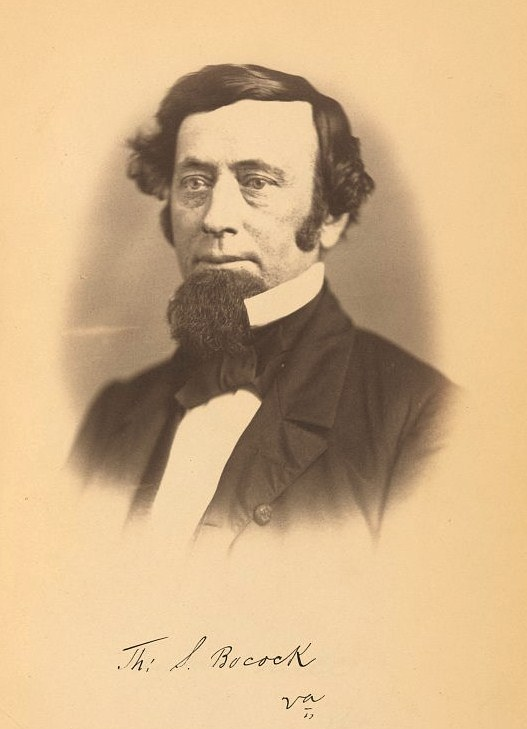
Thomas Salem Bocock, deputato per la Virginia
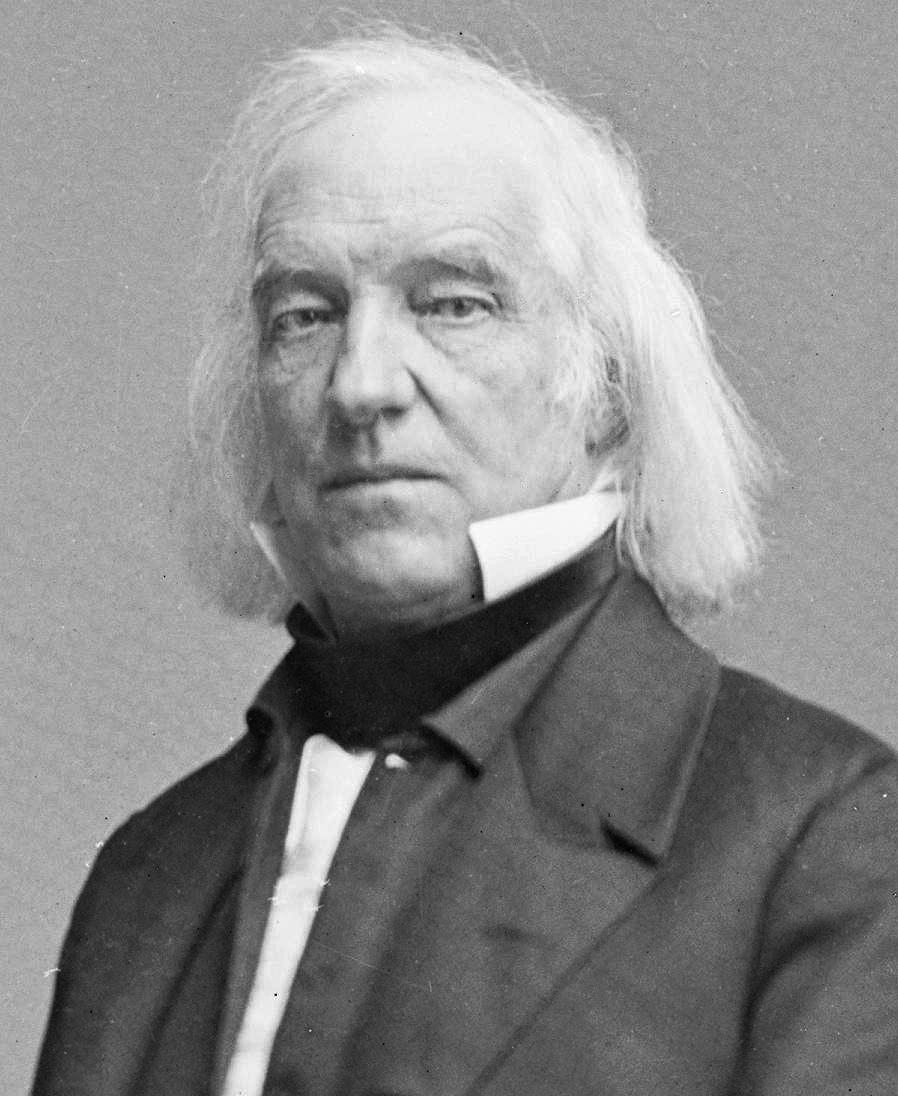
Daniel S. Dickinson
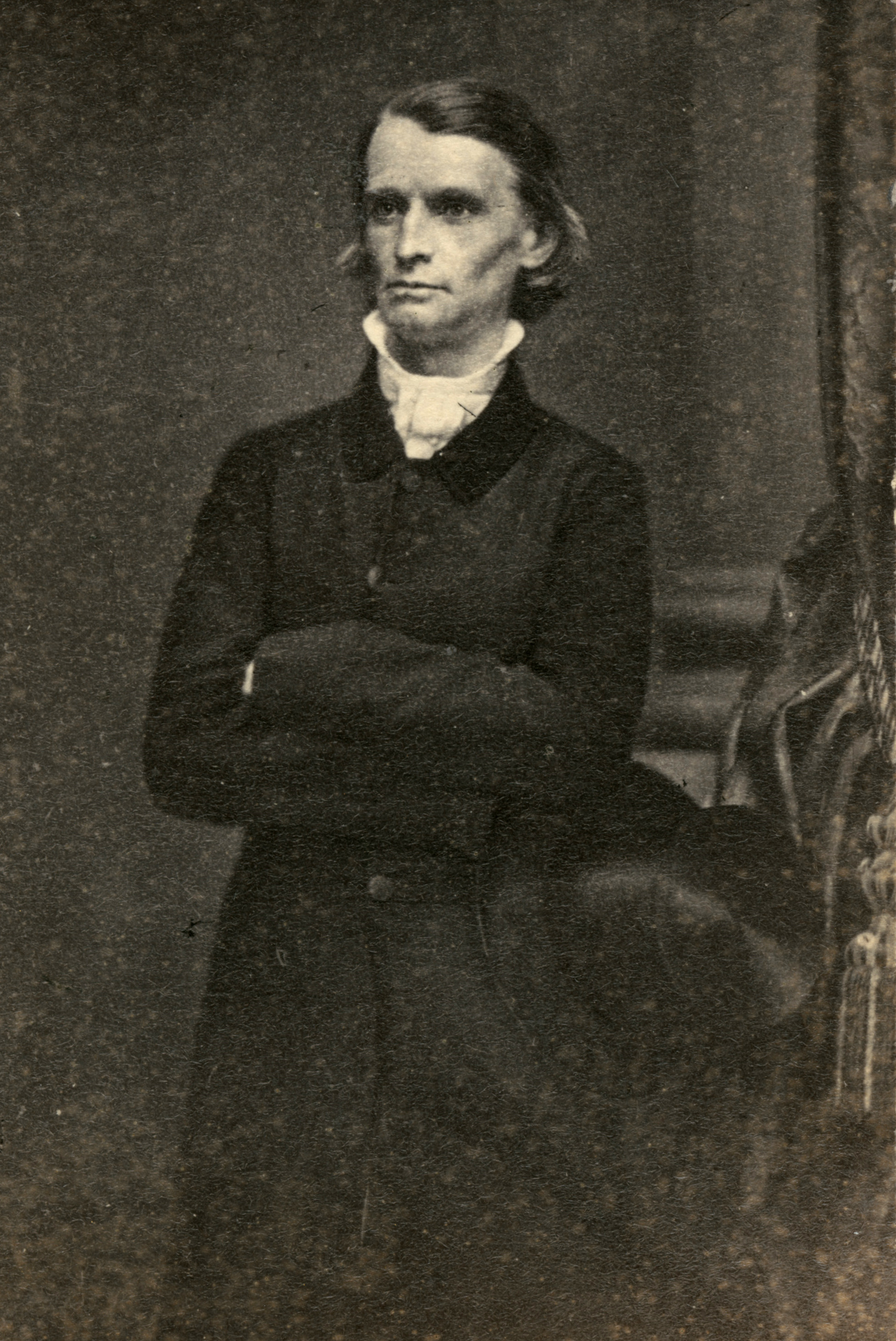
Henry Alexander Wise, governatore della Virginia

| Votazioni per la presidenza di Baltimora |     |     |
| Votazione                                | 1°  | 2°  |
| Douglas                                  | 173 | 181 |
| Guthrie                                  | 9   | 6   |
| J. C. Breckinridge                       | 5   | 7   |
| H. Seymour                               | 1   | 0   |
| T. S Bocock                              | 1   | 0   |
| D. S. Dickinson                          | 1   | 0   |
| H. A. Wise                               | 1   | 0   |

Dopo due ulteriori votazioni i democratici rimasti elessero Douglas, affiancato da Benjamin Fitzpatrick (senatore dell'Alabama); quest'ultimo rifiutò la proposta, cosicché la nomina venne dirottata su Herschel V. Johnson (ex governatore della Georgia). Era il 23 giugno.

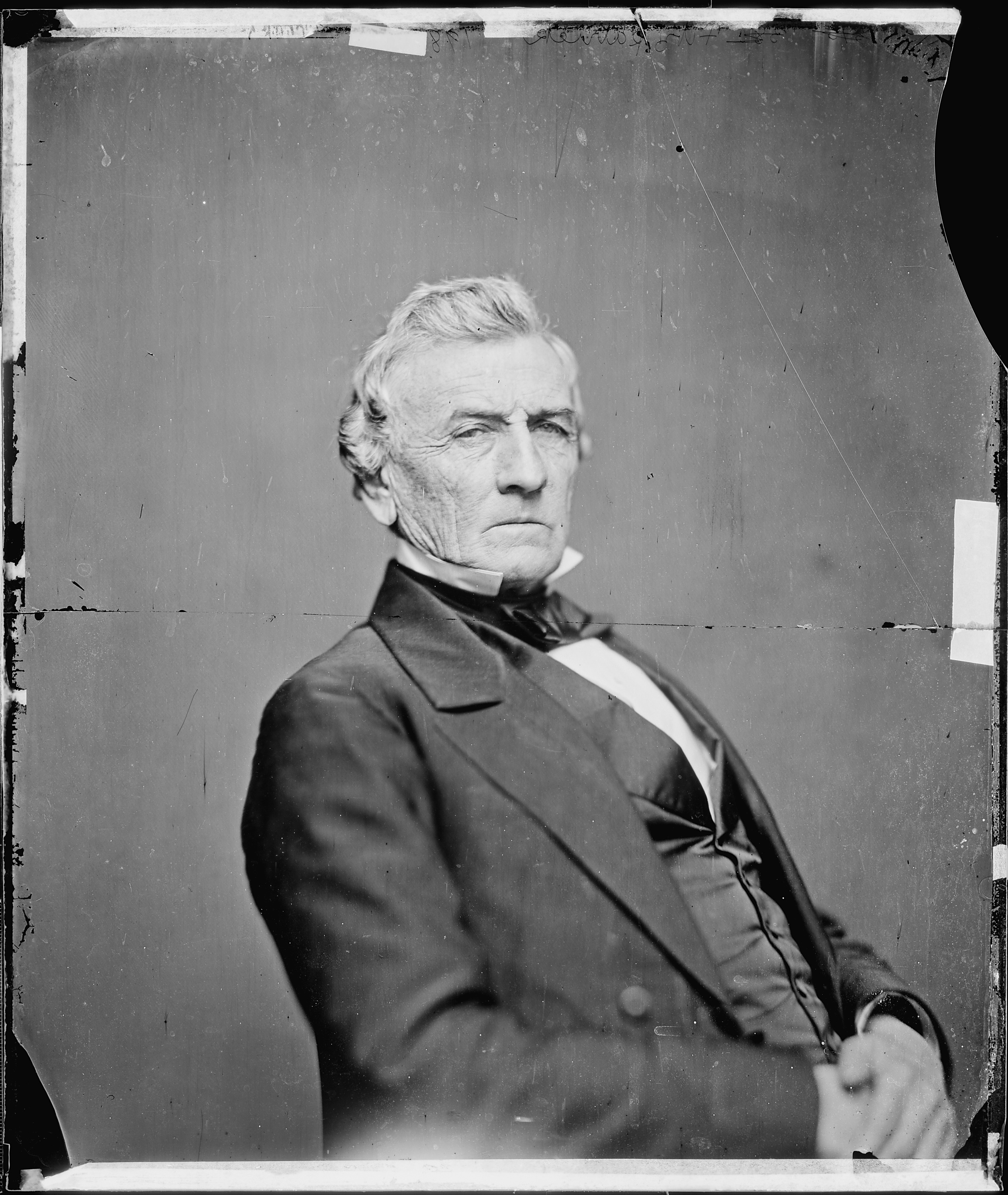
Benjamin Fitzpatrick, senatore per l'Alabama

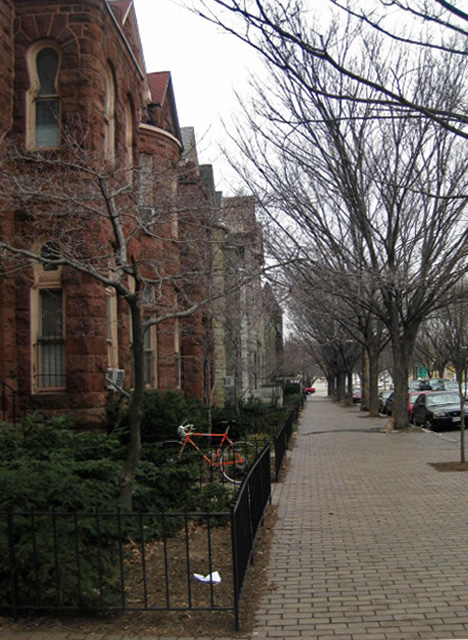
Alla "Maryland Institute Hall" di Baltimora (abbattuta nel 1907) i delegati che abbandonarono Charleston candidarono Breckinridge prima della votazione secessionista di Richmond.

| Votazioni per la vicepresidenza |     |
| Votazione                       | 1°  |
| Fitzpatrick                     | 199 |

| Candidati del Partito Democratico, 1860 |                                           |
| Stephen A. Douglas                      | Herschel V. Johnson                       |
| per Presidente                          | per Vice Presidente                       |
|                                         |                                           |
| Senatore per l'Illinois (1847-1861)     | 41° Governatore della Georgia (1853-1857) |

#### Democratici Sudisti
I candidati democratici sudisti furono i seguenti:
- John C. Breckinridge, vicepresidente degli Stati Uniti in carica.
- Daniel Stevens Dickinson.
- Robert Mercer Taliaferro Hunter.
- Joseph Lane.
- Jefferson Davis.

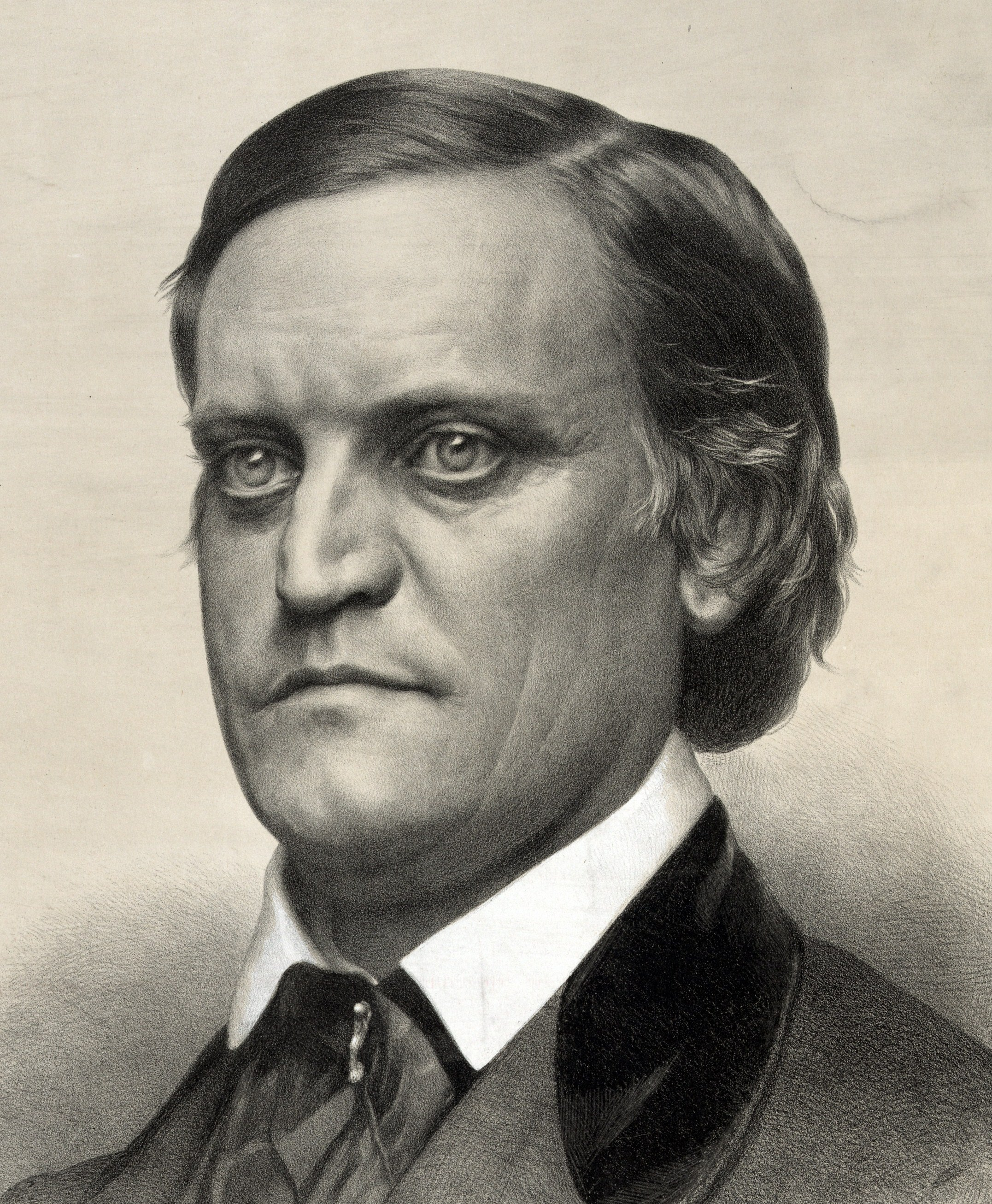
John C. Breckinridge
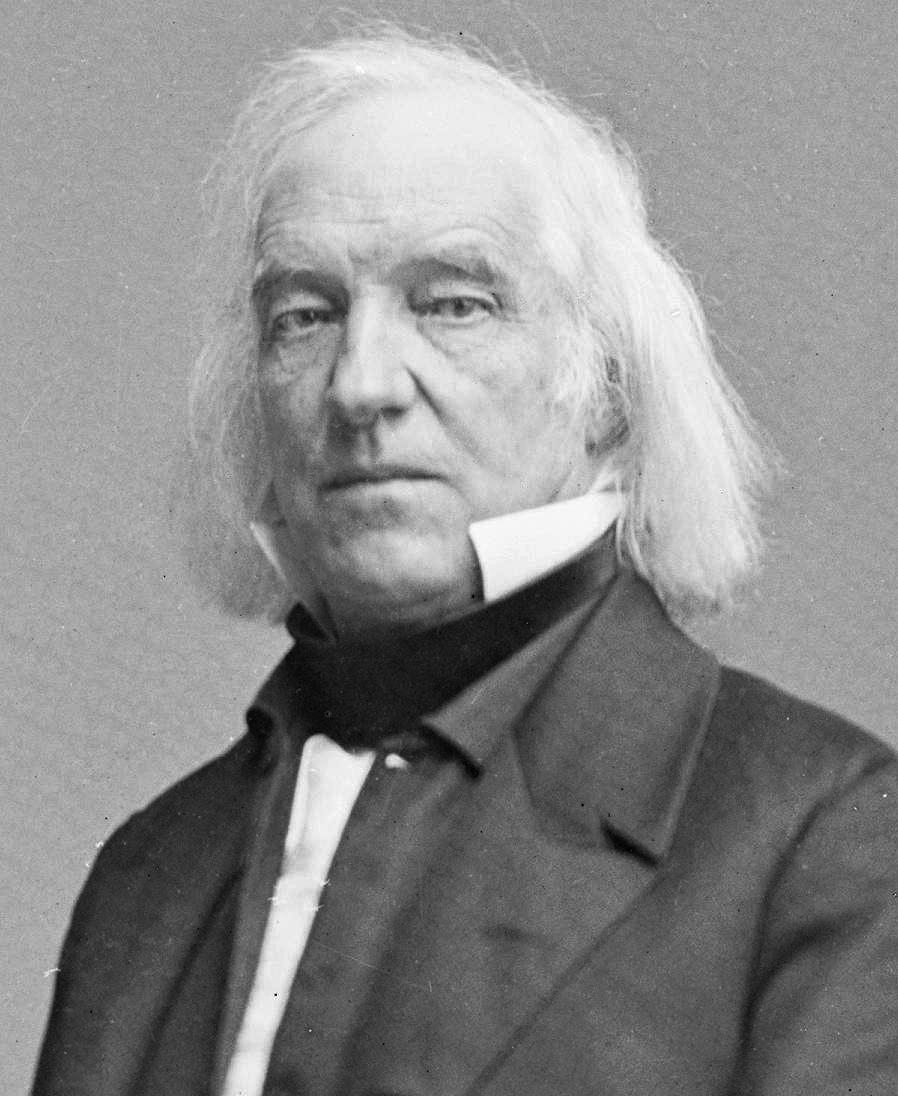
Daniel S. Dickinson
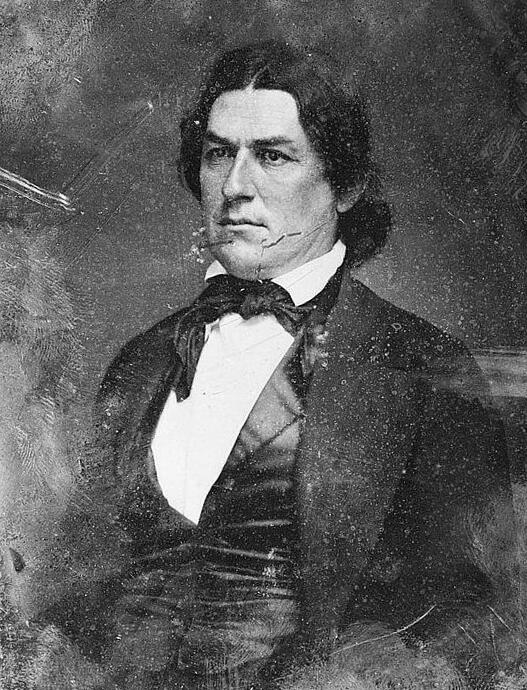
Robert Mercer Taliaferro Hunter (declina l'invito)
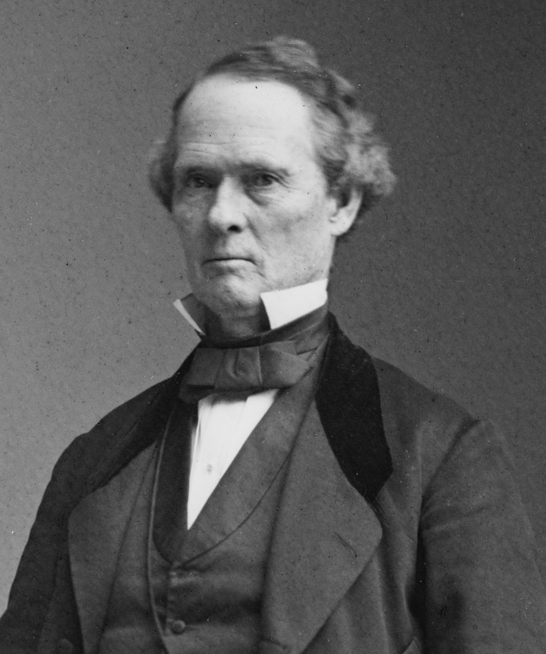
Joseph Lane (declina l'invito)
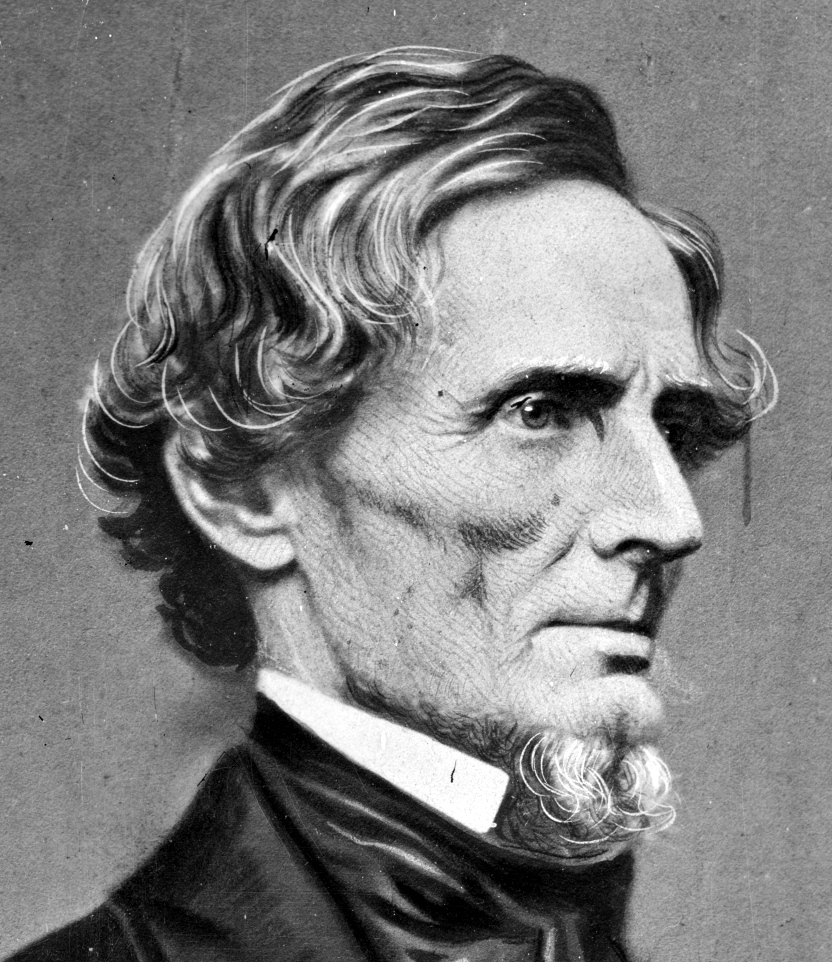
Jefferson Davis (declina l'invito)

I secessionisti di Charleston si riunirono a Richmond (Virginia) l'11 giugno, ma quando gli altri democratici si ritrovarono a Baltimora si ricongiunsero ad essi (con l'eccezione dei rappresentanti del Sud Carolina e della Florida, che rimasero a Richmond). Dopo che la Convention sostituì queste due delegazioni il 18 giugno, i Sudisti se ne andarono ancora una volta, ora accompagnati da quasi tutti i delegati meridionali oltre che dal precedente presidente di Convention, il diplomatico Caleb Cushing (ex membro del governo di Franklin Pierce). Questo gruppo s'incontrò immediatamente all'"Institute Hall", sotto la presidenza dello stesso Cushing. Adottarono in toto la piattaforma pro-schiavista respinta a Charleston e nominarono il vicepresidente in carica John C. Breckinridge alla candidatura presidenziale, affiancato da Joseph Lane. Yancey e alcuni altri, tutti appartenenti al Profondo Sud, si incontrarono il 28 giugno a Richmond insieme alle delegazioni di Florida e Sud Carolina; questa Convention finì con l'approvare le nomine di Breckinridge e Lane.
| Votazioni per la presidenza dei Sudisti |    |
| Votazione                               | 1° |
| Breckinridge                            | 81 |
| Dickinson                               | 24 |

| Candidati del Partito Democratico Sudista, 1860 |                                   |
| John C. Breckinridge                            | Joseph Lane                       |
| per Presidente                                  | per Vice Presidente               |
|                                                 |                                   |
| 14º Vicepresidente (1857-1861)                  | Senatore per l'Oregon (1859-1861) |
|                                                 |                                   |

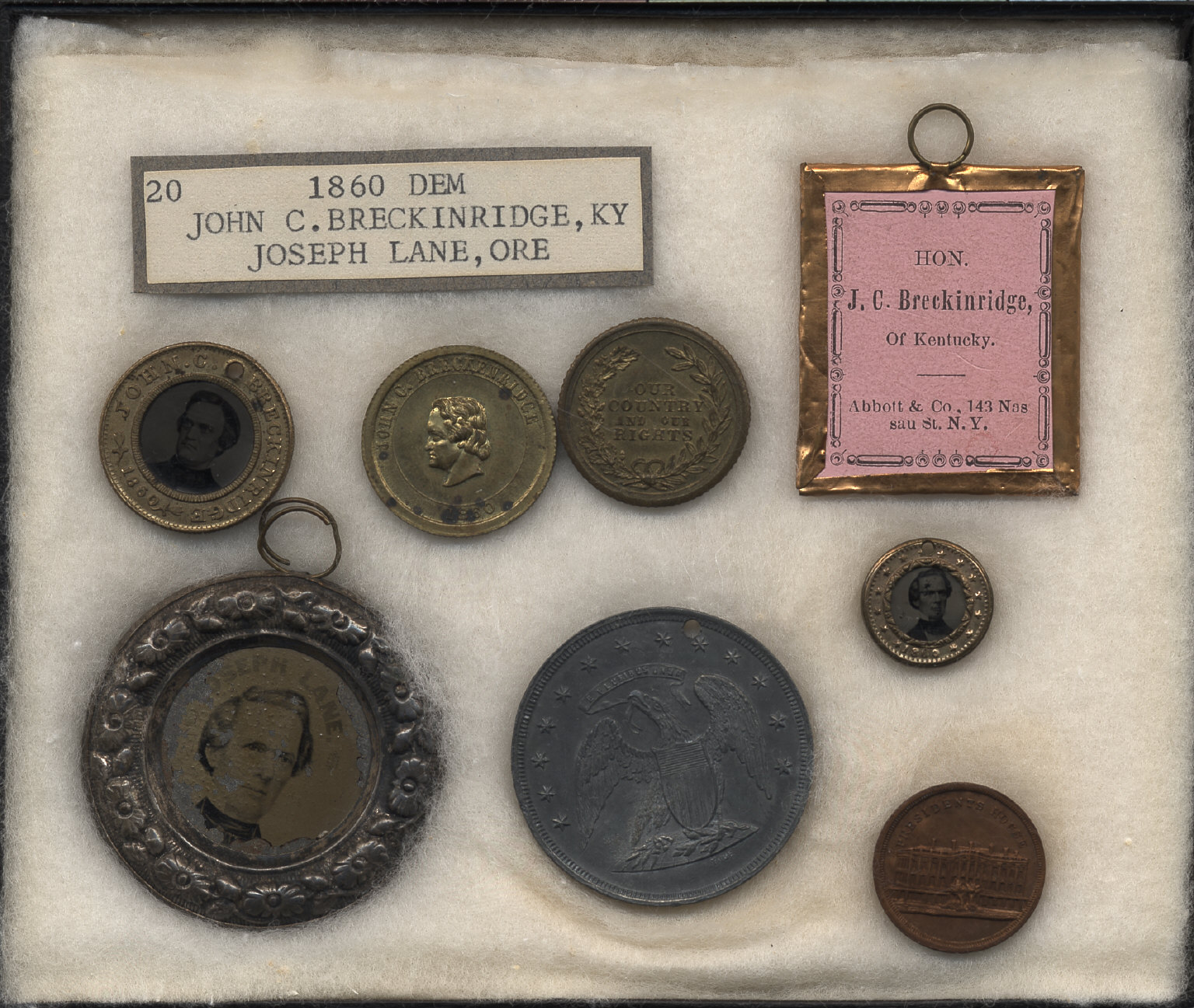
Cimeli della campagna democratica sudista.

Oltre ai democratici sudisti, i candidati Breckinridge/Lane furono sostenuti anche da James Buchanan. Il prestigio di lunga data del presidente nel suo Stato d'origine, la Pennsylvania, assicurò che Breckinridge sarebbe stato il principale candidato democratico in quella popolosa regione. Breckinridge fu l'ultimo vicepresidente in carica che conquistò la candidatura fino a quella di Richard Nixon nelle elezioni del 1960.

#### Repubblicani

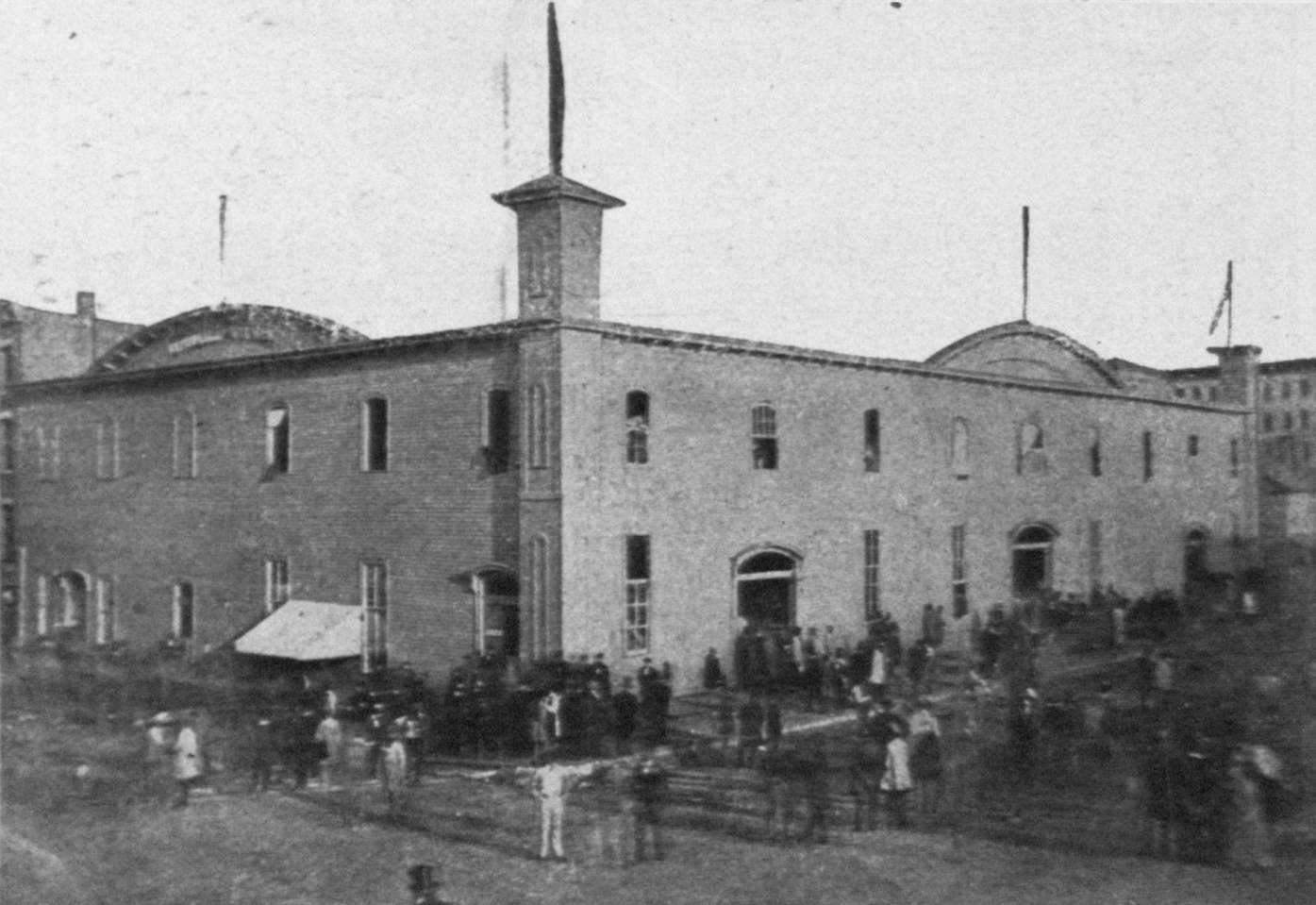
Il "Wigwam" a Chicago (qui nel 1905), sede della Convention Repubblicana.

* William H. Seward, senatore per lo Stato di New York.
- Abraham Lincoln, ex deputato per l'Illinois.
- Simon Cameron, senatore per la Pennsylvania.
- Salmon Portland Chase, governatore dell'Ohio.
- Edward Bates, ex deputato per il Missouri.
- John McLean, giudice associato della Corte Suprema.
- Benjamin Wade, senatore per l'Ohio.
- William Lewis Dayton, ex senatore per il New Jersey.

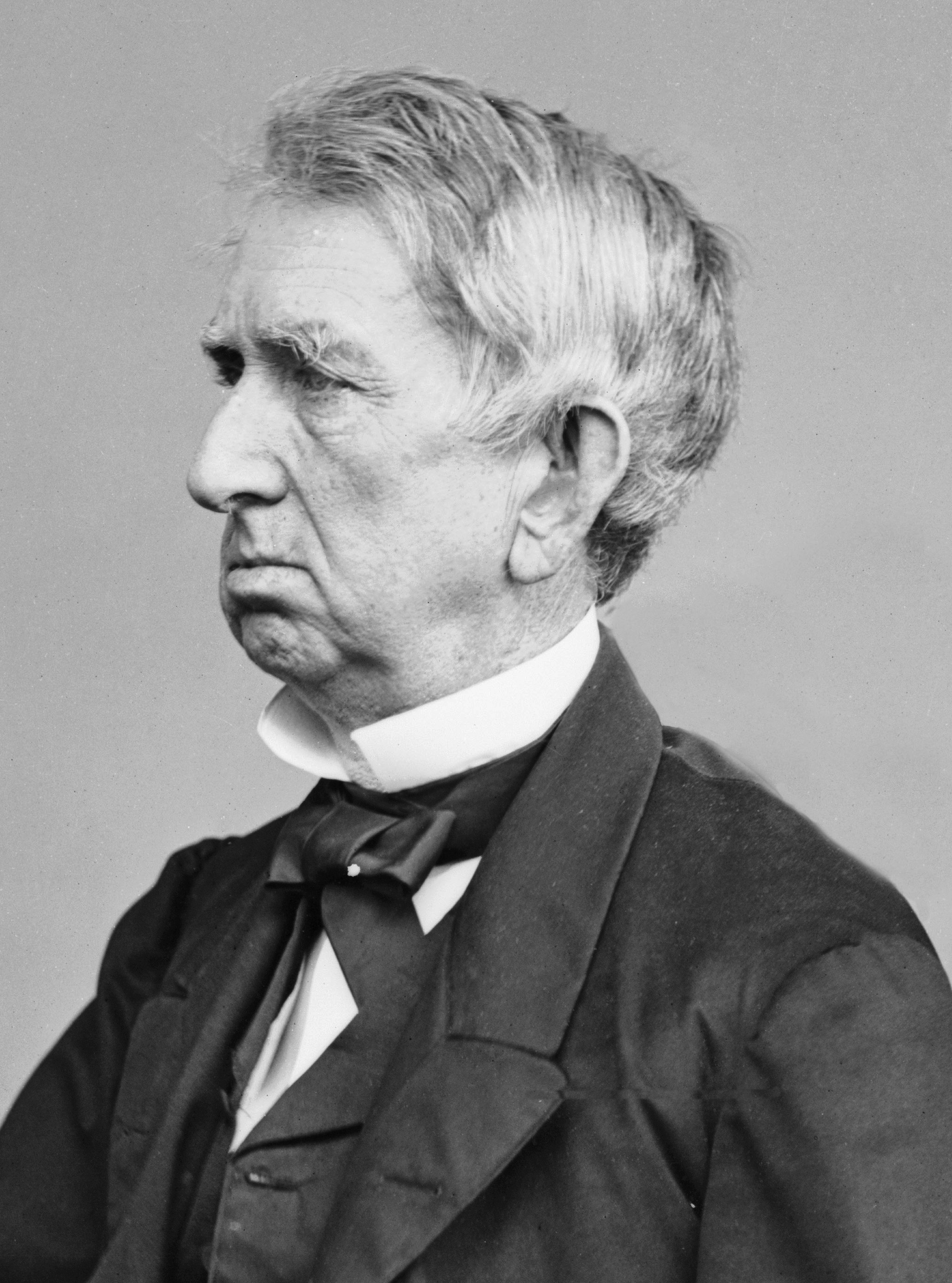
William H. Seward
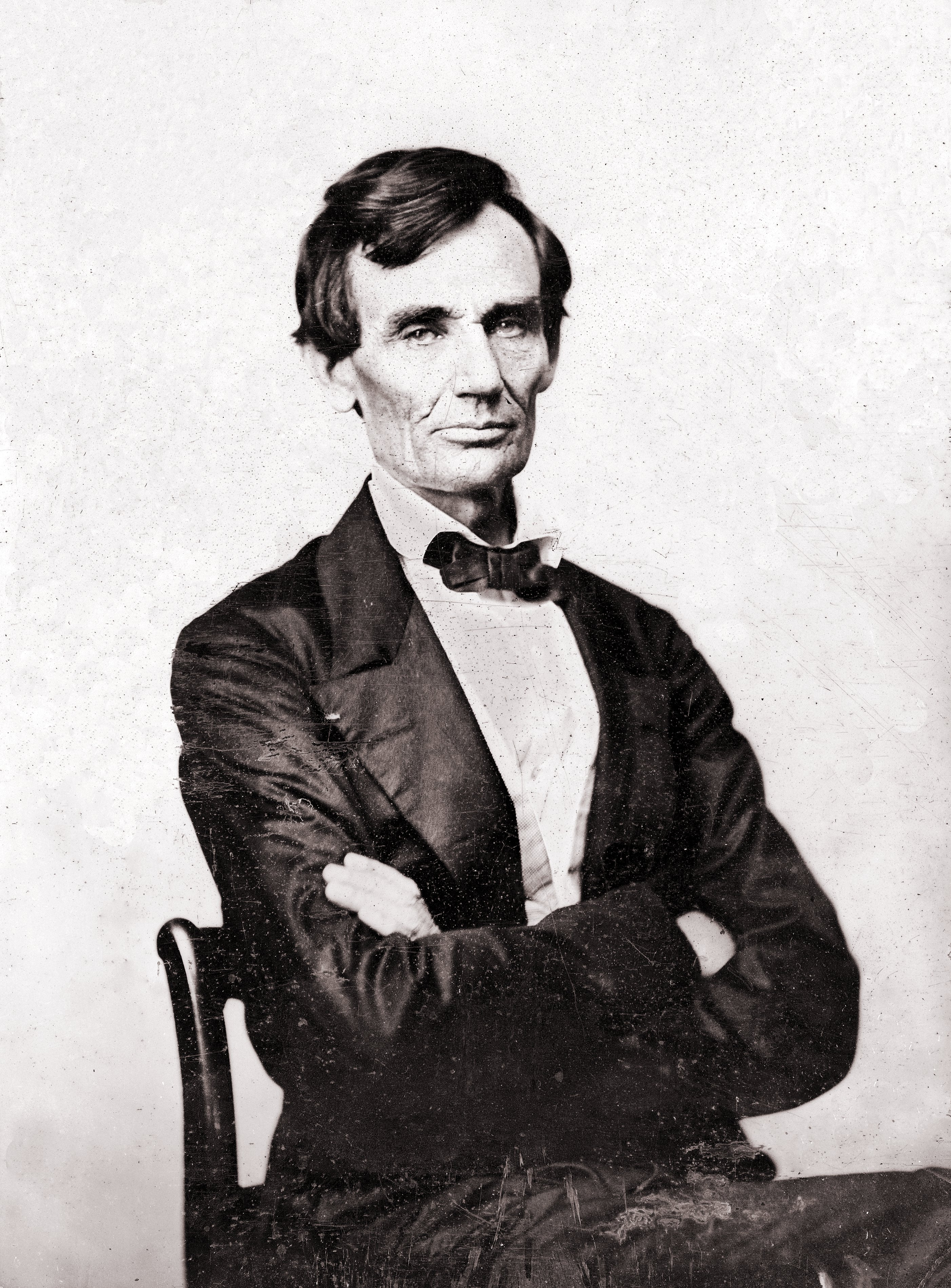
Abraham Lincoln
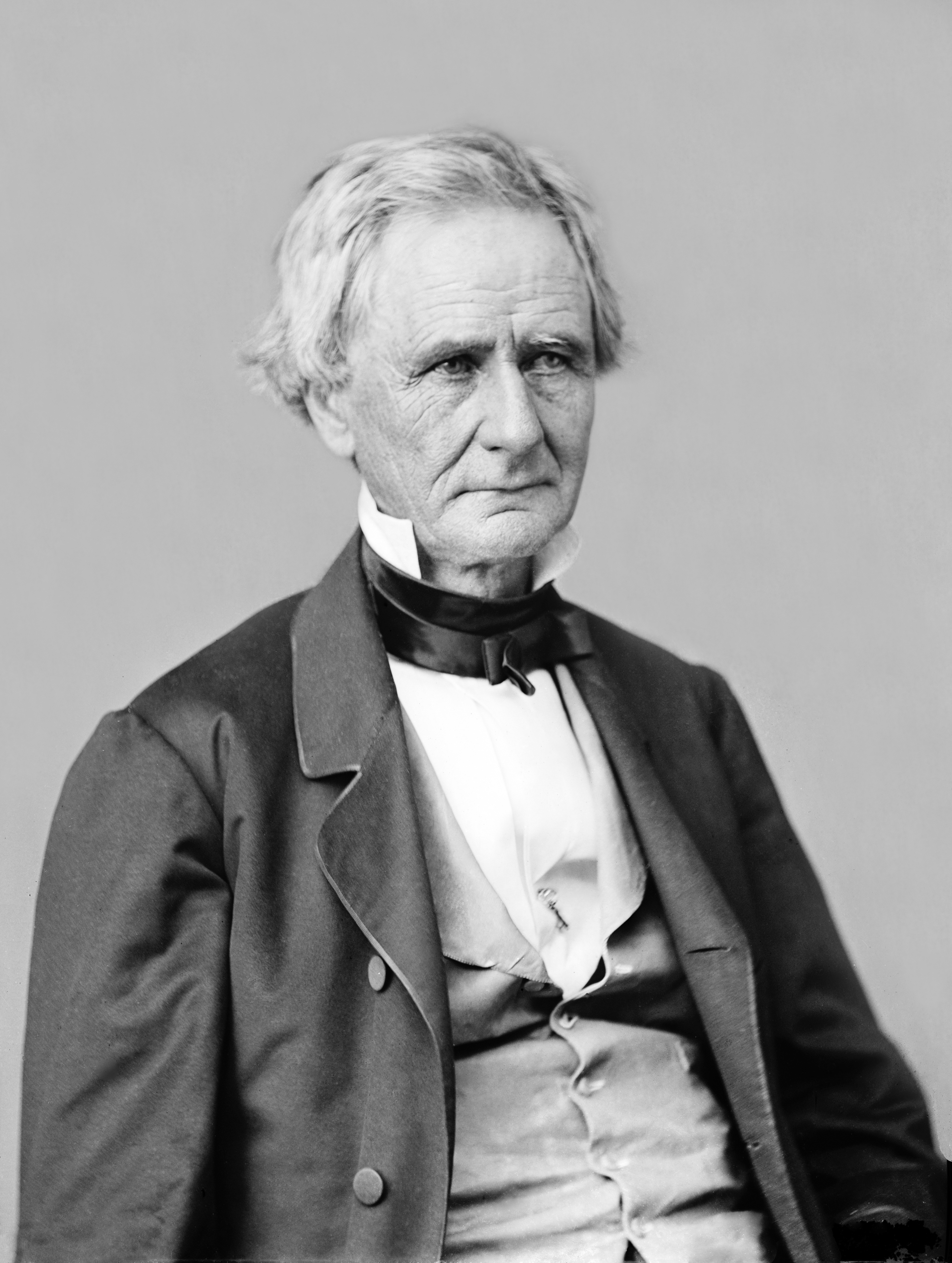
Simon Cameron
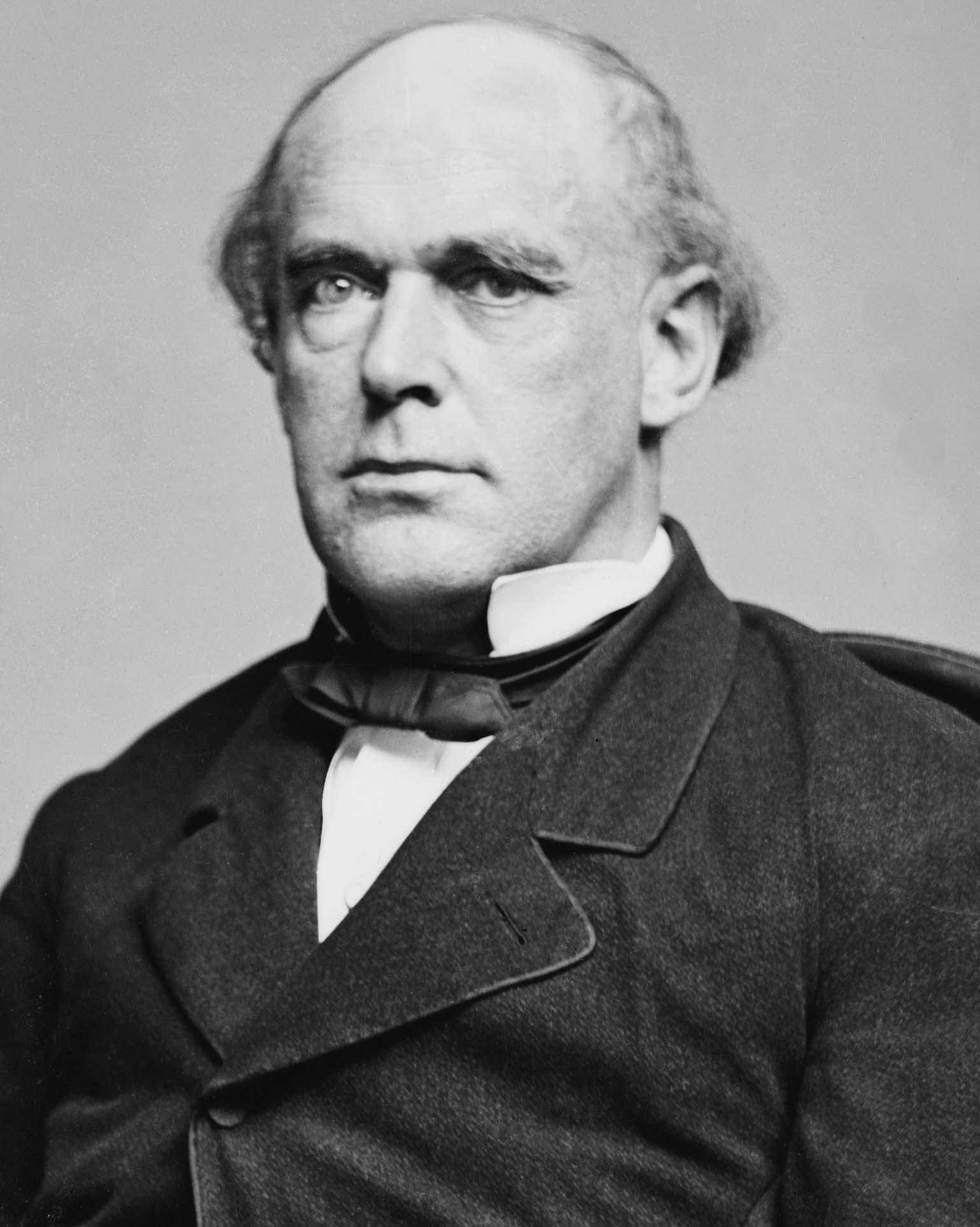
Salmon P. Chase
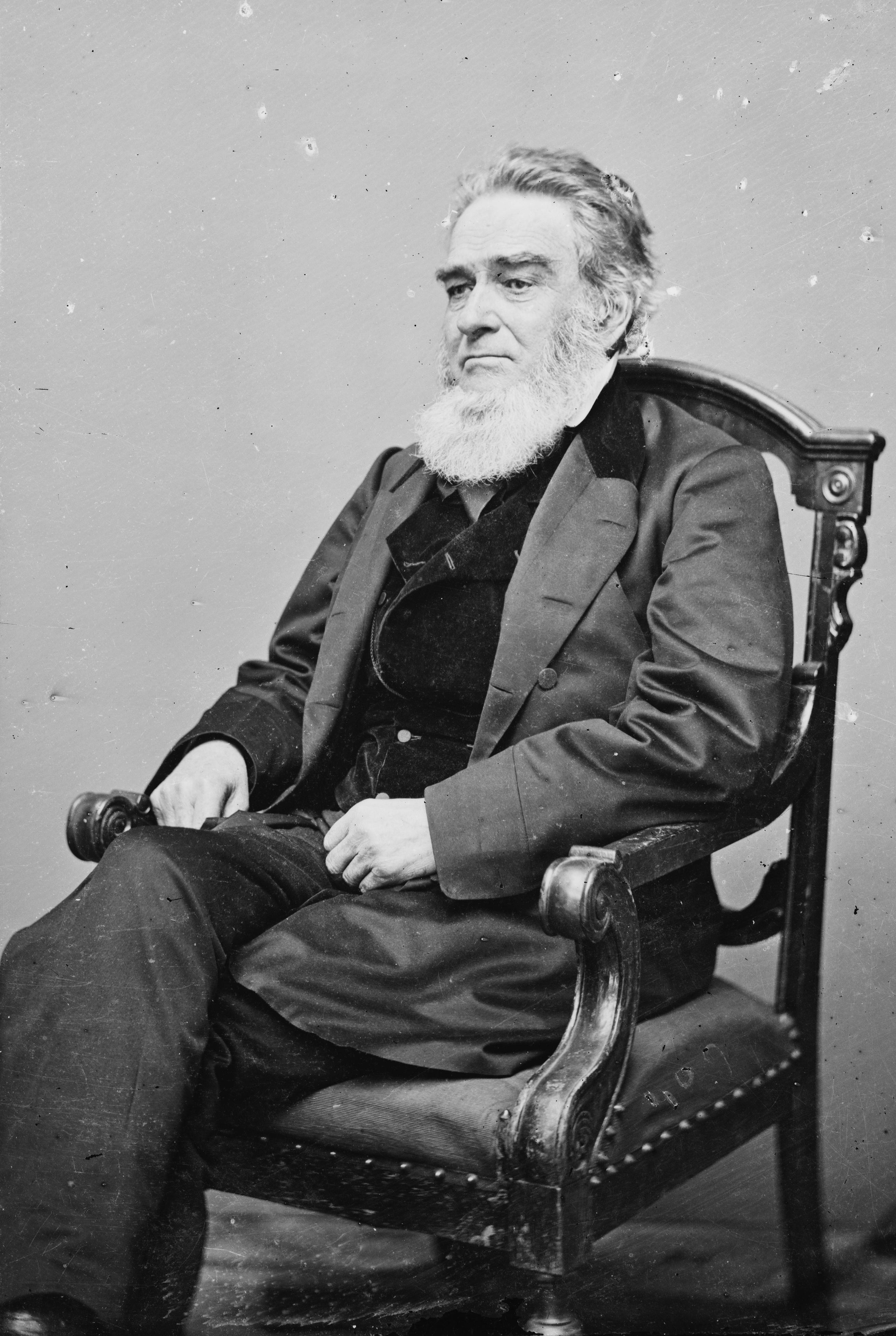
Edward Bates
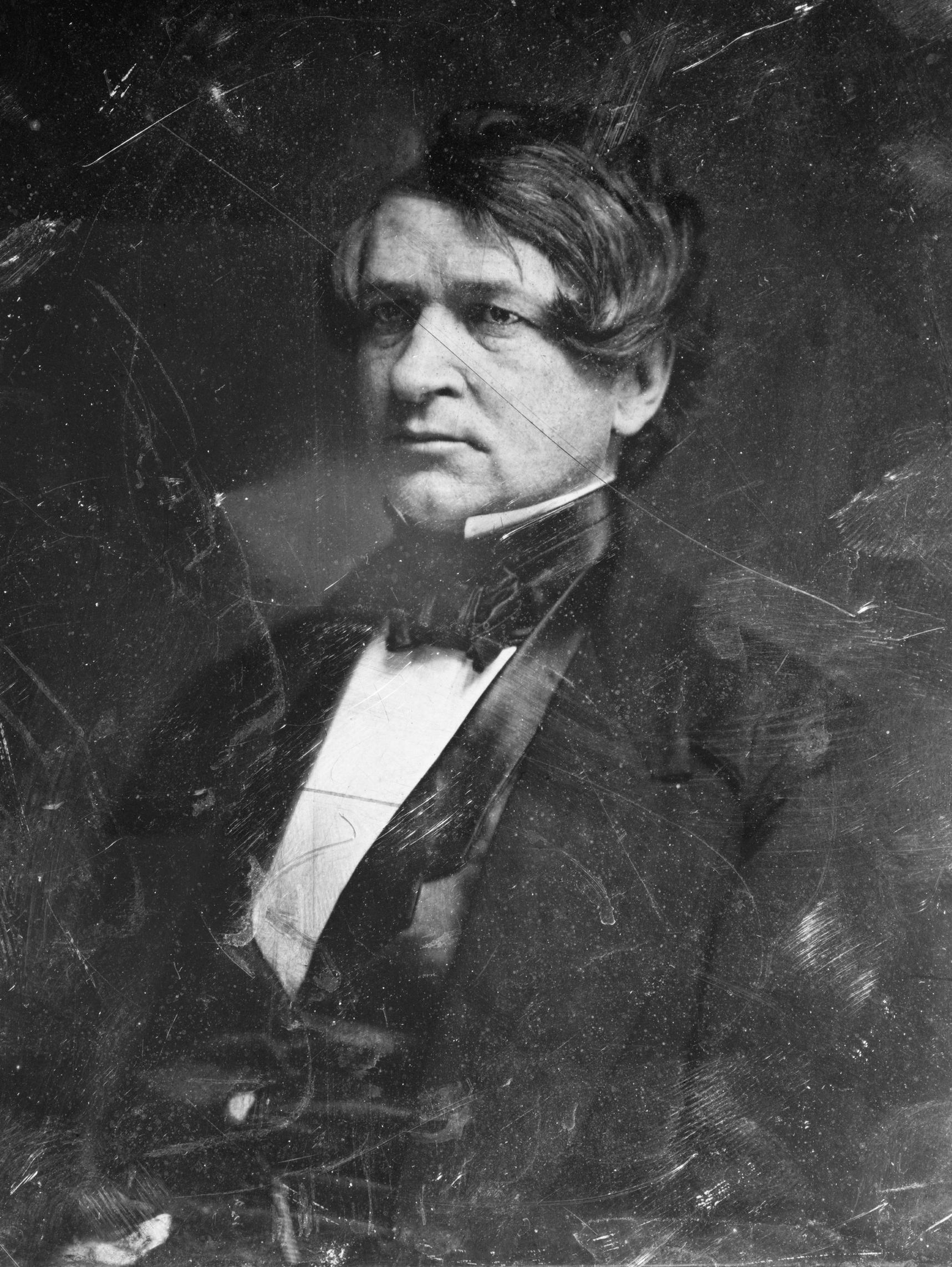
William L. Dayton
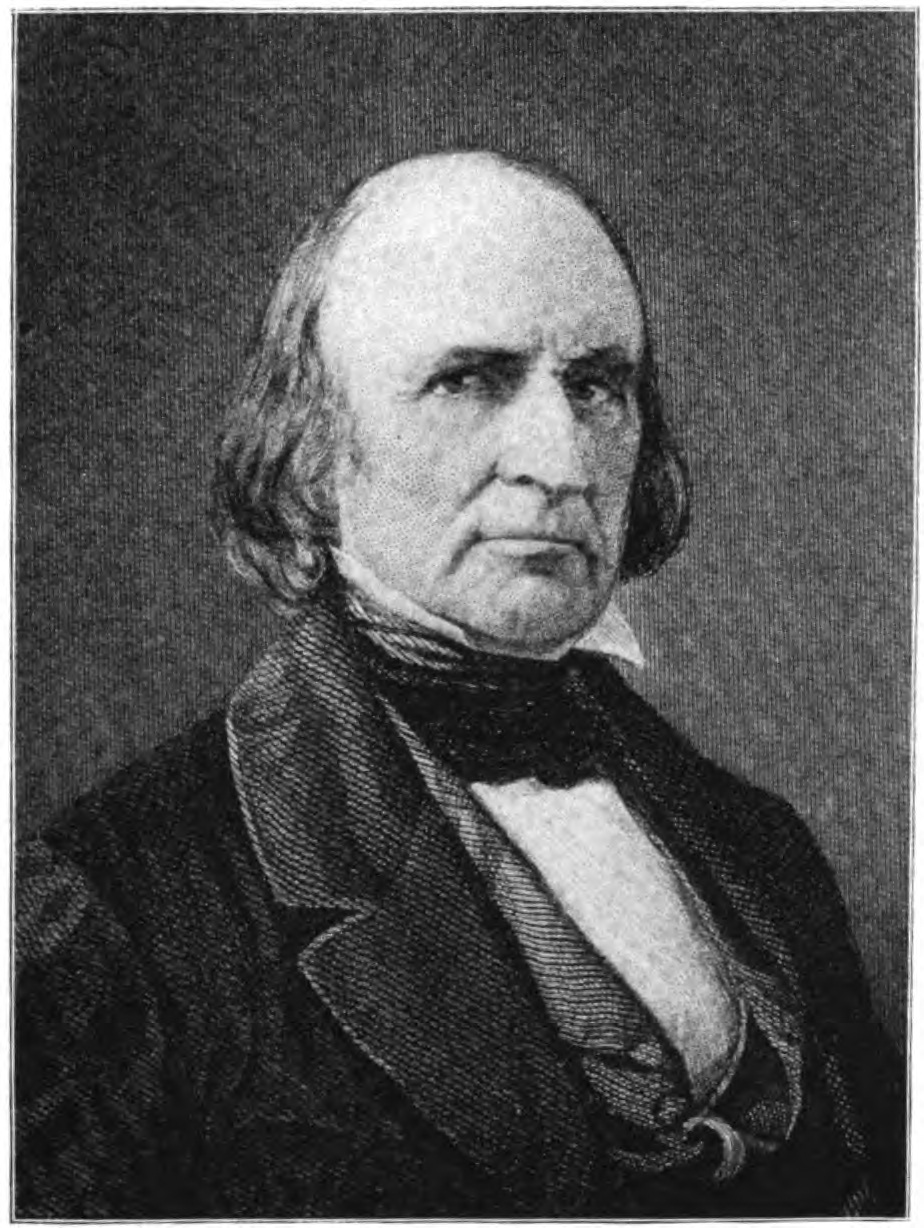
John McLean
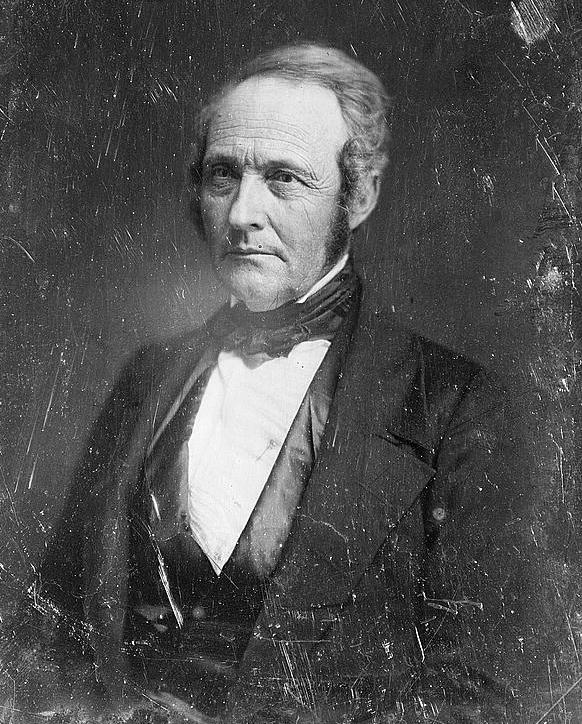
Jacob Collamer, deputato alla Camera dei rappresentanti per il Vermont
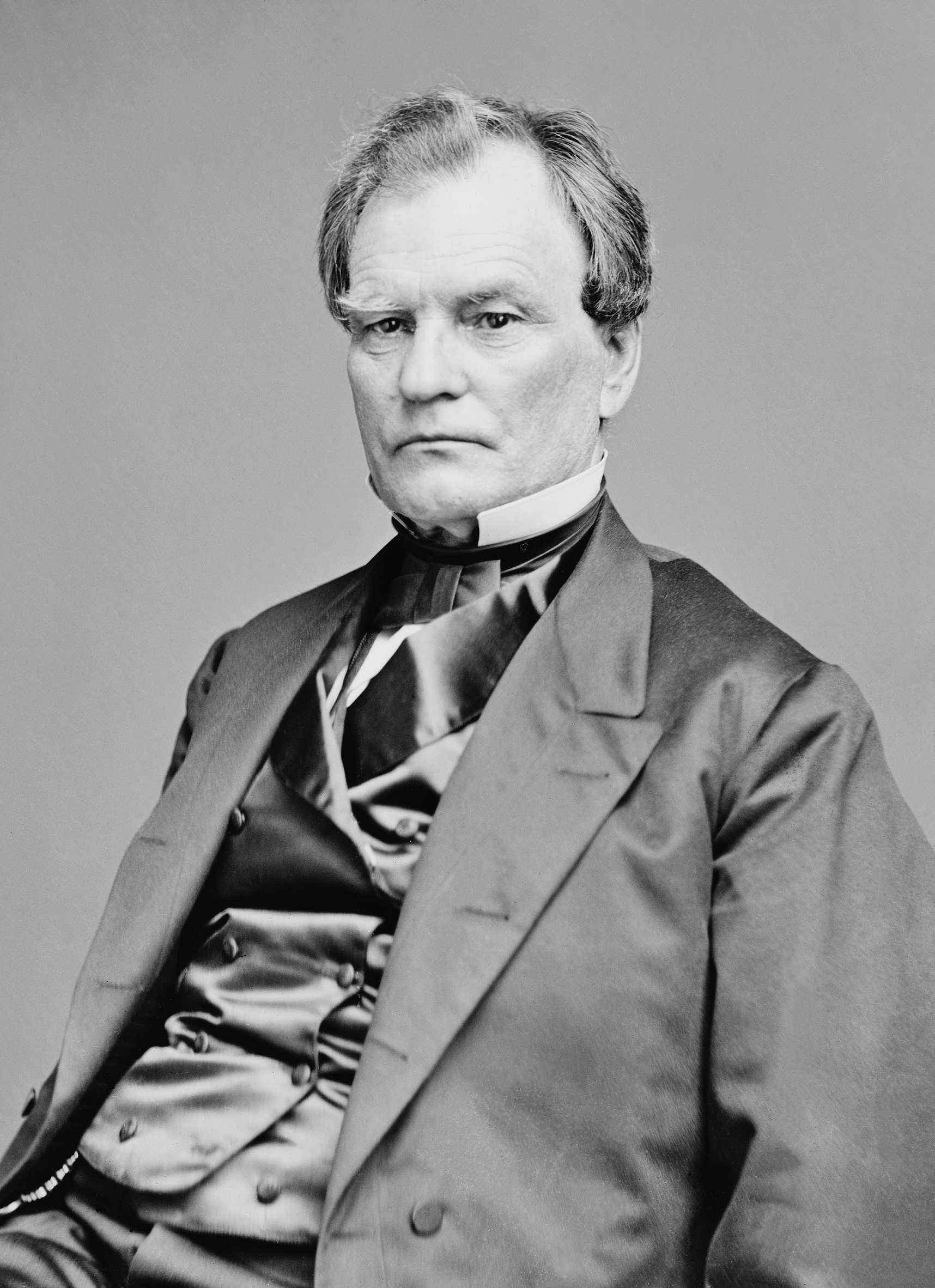
Benjamin Wade
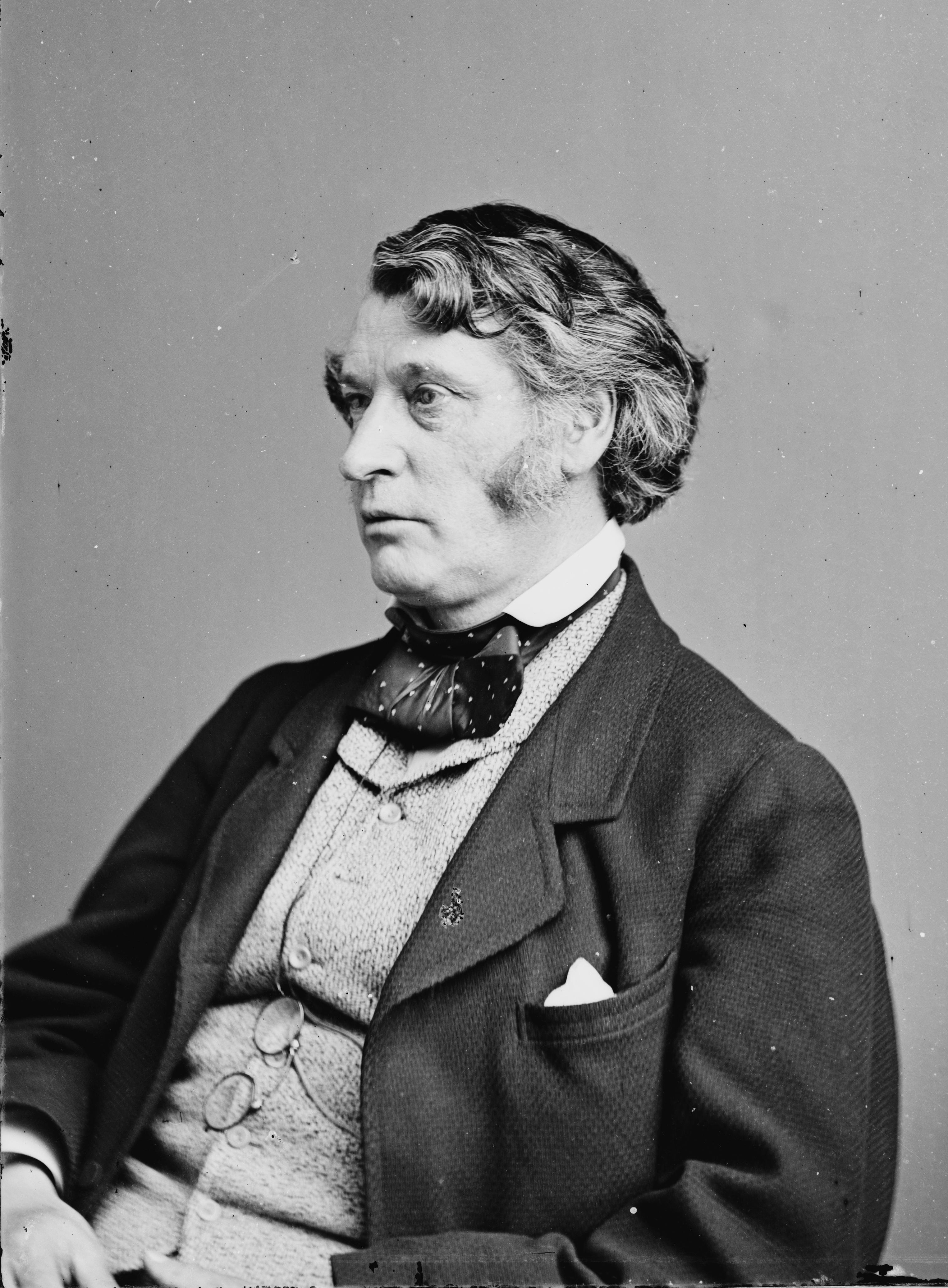
Charles Sumner, senatore per il Massachusetts.
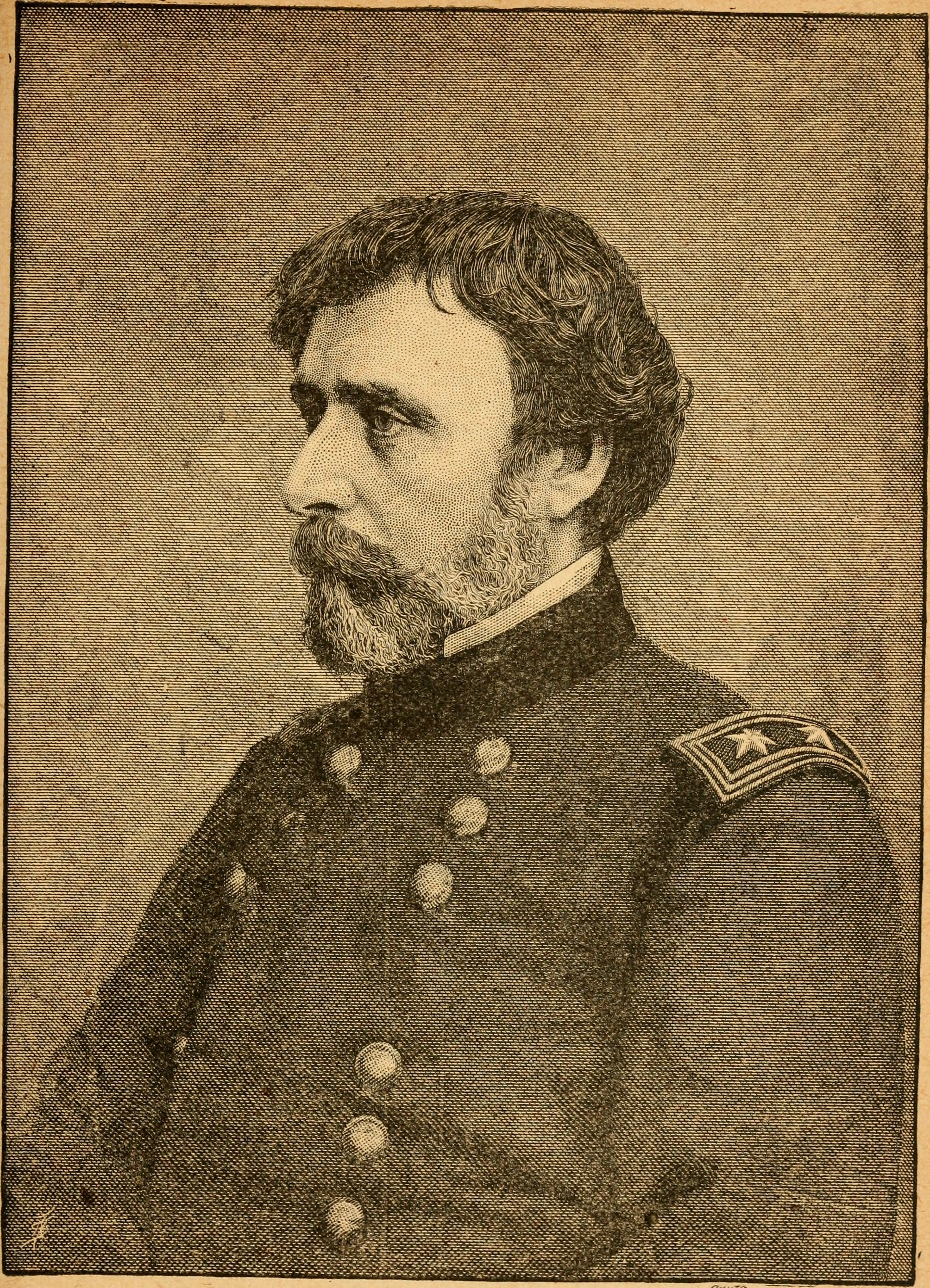
John Charles Frémont, candidato ufficiale nelle precedenti elezioni presidenziali del 1856.
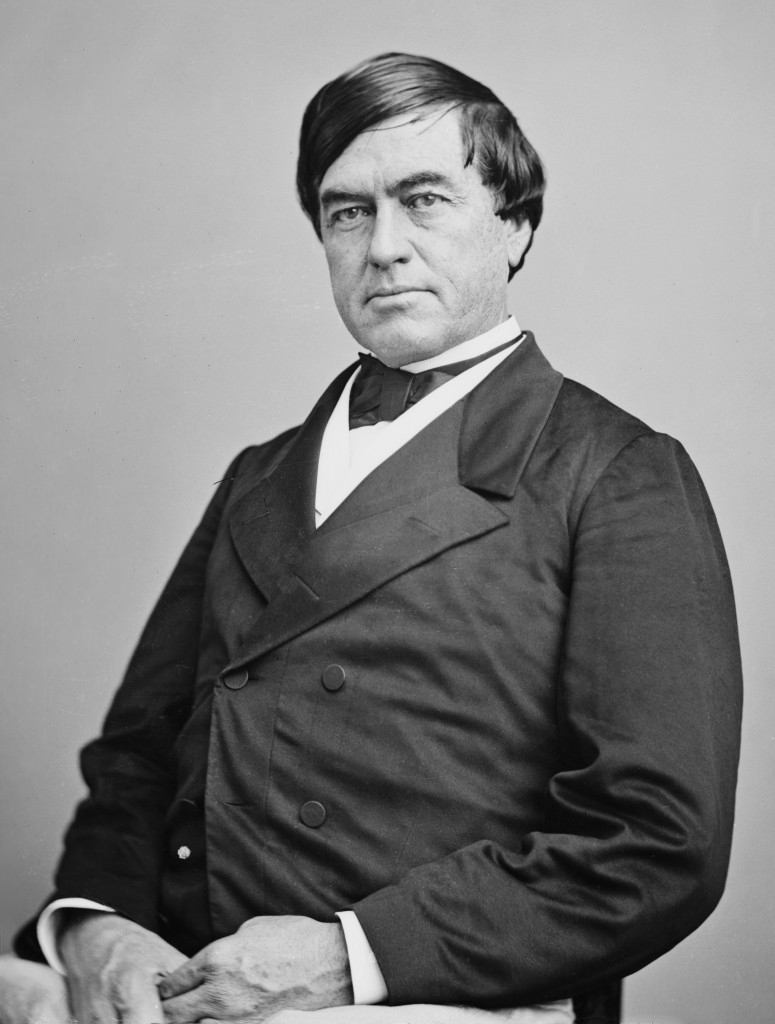
Cassius Marcellus Clay per il Kentucky

La Convention nazionale repubblicana si riunì al "Wingam" di Chicago il 16 maggio, subito dopo che i democratici erano stati costretti a sospendere la propria; con gli avversari in profondo disaccordo e un possibile successo negli Stati Uniti d'America nord-orientali si sentirono fiduciosi. William H. Seward venne subito considerato come uno dei principali candidati, seguito da Abraham Lincoln, Salmon P. Chase e Edward Bates. La riunione attirò l'interesse di una moltitudine di cittadini curiosi che affollarono l'edificio. Tra le delegazioni, elette dai singoli Stati, mancavano quelle di tutto il Sud schiavista; rimasero assenti la Carolina del Nord, la Carolina del Sud, il Tennessee, l'Arkansas, la Georgia, l'Alabama, il Mississippi, la Louisiana e la Florida.
Con il procedere dei lavori si vide che Seward, Chase e Bates avevano ciascuno delle fazioni contrarie. I delegati si preoccuparono per il fatto che Seward fosse troppo identificato con l'ala più radicale del Partito; le sue mosse successive verso il centro gli alienarono infine proprio i radicali. Chase, un ex democratico, aveva fatto allontanare molti degli vecchi appartenenti al Partito Whig dalla sua coalizione democratica alla fine degli anni 1840; si era anche opposto all'aumento dei dazi doganali richiesti insistentemente dagli uomini d'affari del Nord e subì la critica da parte della sua stessa delegazione dell'Ohio. Bates descrisse le proprie posizioni nei riguardi dell'estensione della schiavitù nei territori dell'Ovest e sui diritti costituzionali uguali garantiti a tutti i cittadini, opinioni che gli alienarono i sostenitori nei cosiddetti Stati cuscinetto e tra i conservatori del Sud. I tedeschi americani del Partito si opposero infine a Bates a causa della sua passata associazione con il Know Nothing, un partito anti-immigrazione.
Lincoln venne rappresentato dai suoi amici Leonard Swett, Ward Hill Lamon e David Davis. Durante la notte tra il 17 e il 18 maggio essi operarono freneticamente per assicurarsi i delegati anti-Seward. Dimostrarono che Lincoln aveva già il maggior sostegno dopo Seward, il che riuscì a persuadere alcuni; stilarono anche un accordo con Simon Cameron, che aveva riconosciuto di non avere alcuna possibilità di conquistare la nomina. Cameron controllava la delegazione della Pennsylvania e propose il suo sostegno in cambio della promessa di una posizione di governo per se stesso e il controllo dei finanziamenti federali nello Stato. Lincoln non volle però stilare un simile accordo; da Springfield (Illinois) telegrafò immediatamente a Davis: "Io non autorizzo nessun affare e non sarò vincolato da nessuno".
Nonostante questa restrizione Davis riuscì a raggiungere un accordo con Cameron, il che lo portò alla nomina a segretario alla Guerra nella prima presidenza di Abraham Lincoln.

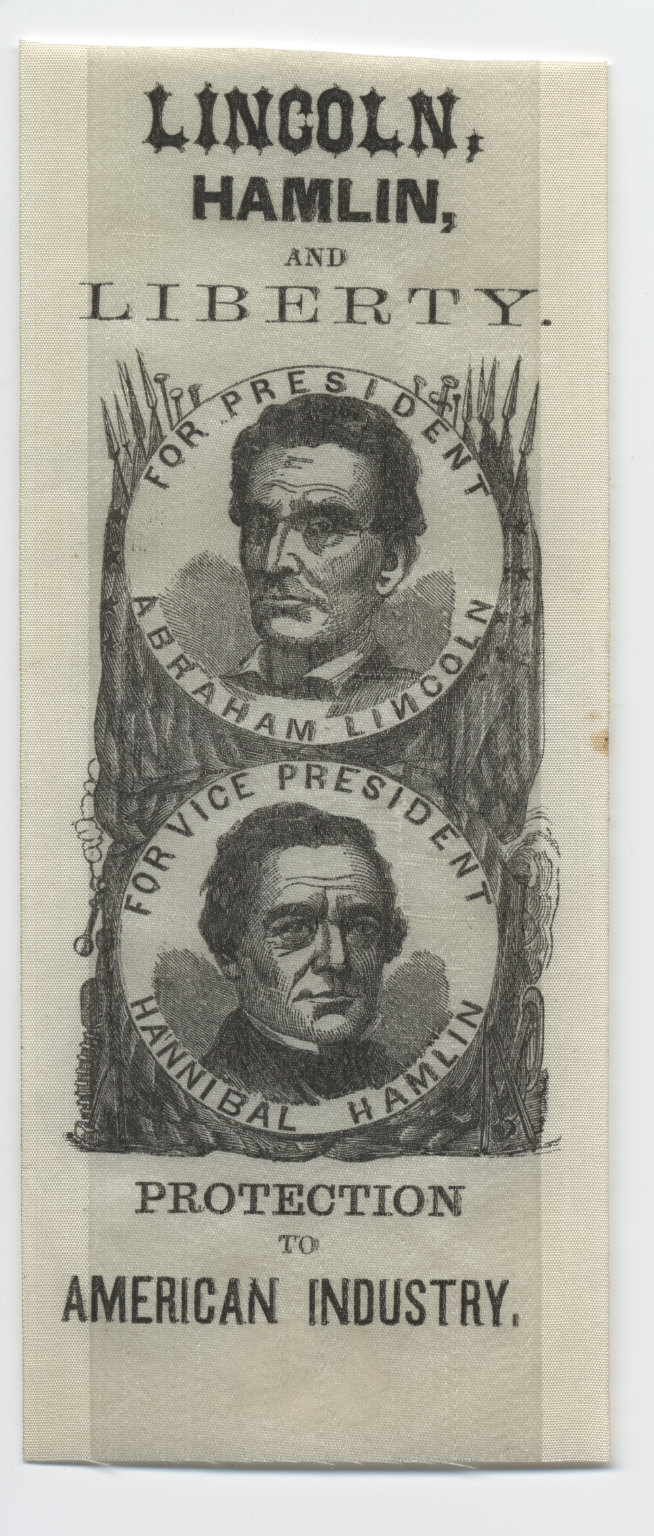
"Lincoln, Hamlin, And Liberty".

Dal momento che risultava essenziale trascinare dalla propria parte il West e poiché Lincoln era riuscito a conquistarsi una reputazione nazionale di aperto moderato grazie ai numerosi dibattiti e comizi a cui aveva dato un apporto sostanziale, egli divenne ben presto il principale candidato alla Nomination; ottenne la nomina già alla terza votazione il 18 maggio.
| Candidato         | Stato         | 1°  | 2°  | 3°  | Ripetizione |
| ----------------- | ------------- | --- | --- | --- | ----------- |
| William H. Seward | New York      | 173 | 184 | 180 | 111         |
| A. Lincoln        | Illinois      | 102 | 181 | 231 | 349         |
| S. Cameron        | Pennsylvania  | 51  | 2   | 0   | 0           |
| S. P. Chase       | Ohio          | 49  | 43  | 25  | 2           |
| E. Bates          | Missouri      | 48  | 35  | 22  | 0           |
| W. L. Dayton      | New Jersey    | 14  | 10  | 1   | 1           |
| J. McLean         | Ohio          | 12  | 8   | 5   | 1           |
| J. Collamer       | Vermont       | 10  | 0   | -   | -           |
| B. Wade           | Ohio          | 3   | 0   | -   | -           |
| J. M. Read        | Pennsylvania  | 1   | 0   | -   | -           |
| C. Sumner         | Massachusetts | 1   | 0   | -   | -           |
| J. C. Frémont     | California    | 1   | 0   | -   | -           |
| C. M. Clay        | Kentucky      | -   | 2   | 1   | 1           |

Dopo aver visto Lincoln vicinissimo ai 233 voti necessari al terzo ballottaggio, la delegazione dell'Ohio spostò quattro voti da Chase a Lincoln; questo fece ottenere la maggioranza a Lincoln e molti altri a quel punto spostarono su di lui il voto. A Lincoln fu affiancato il senatore Hannibal Hamlin del Maine, dopo che questi riuscì ad avere la meglio su Cassius M. Clay, un proprietario di piantagioni anti-schiavista.

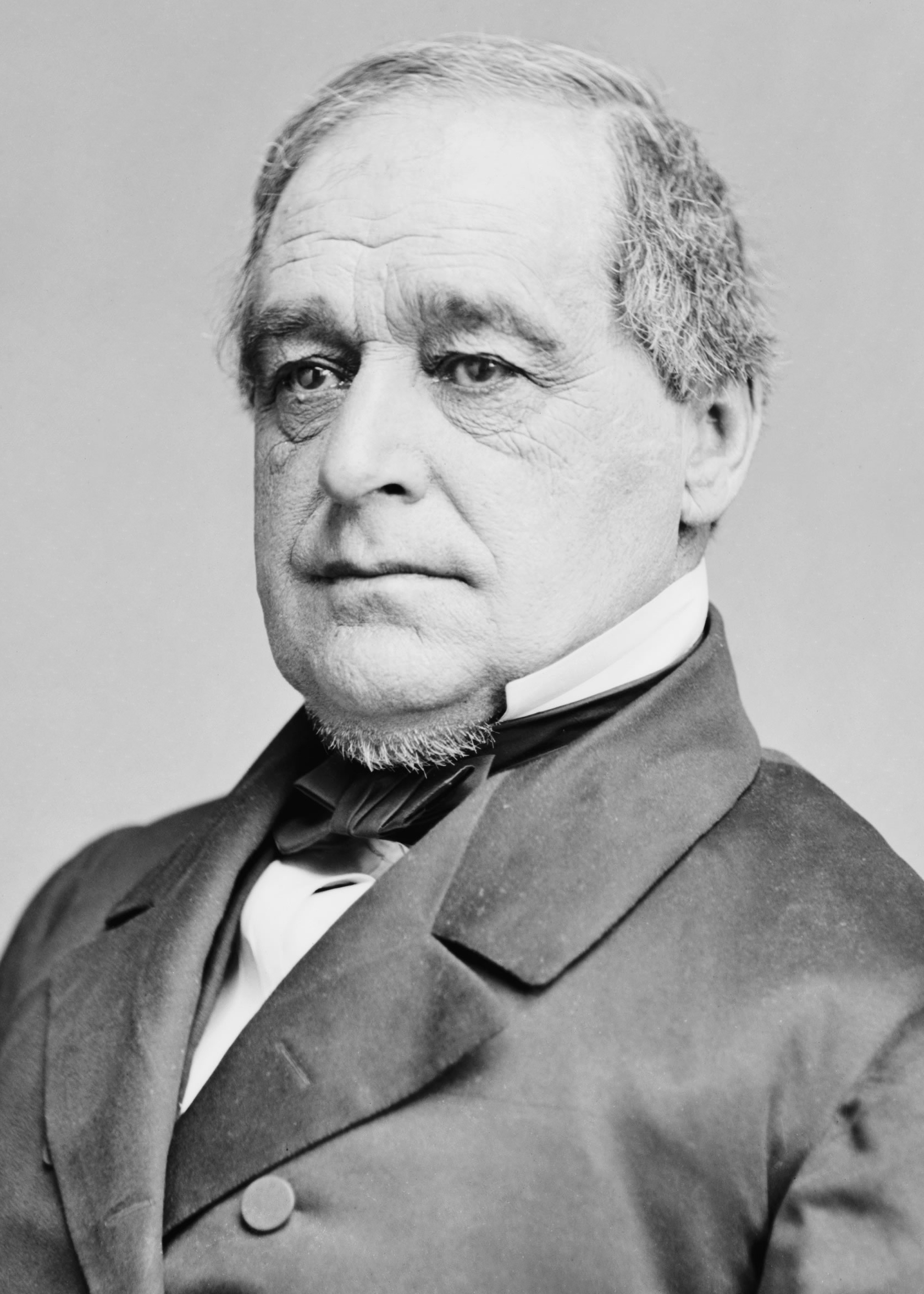
Hannibal Hamlin
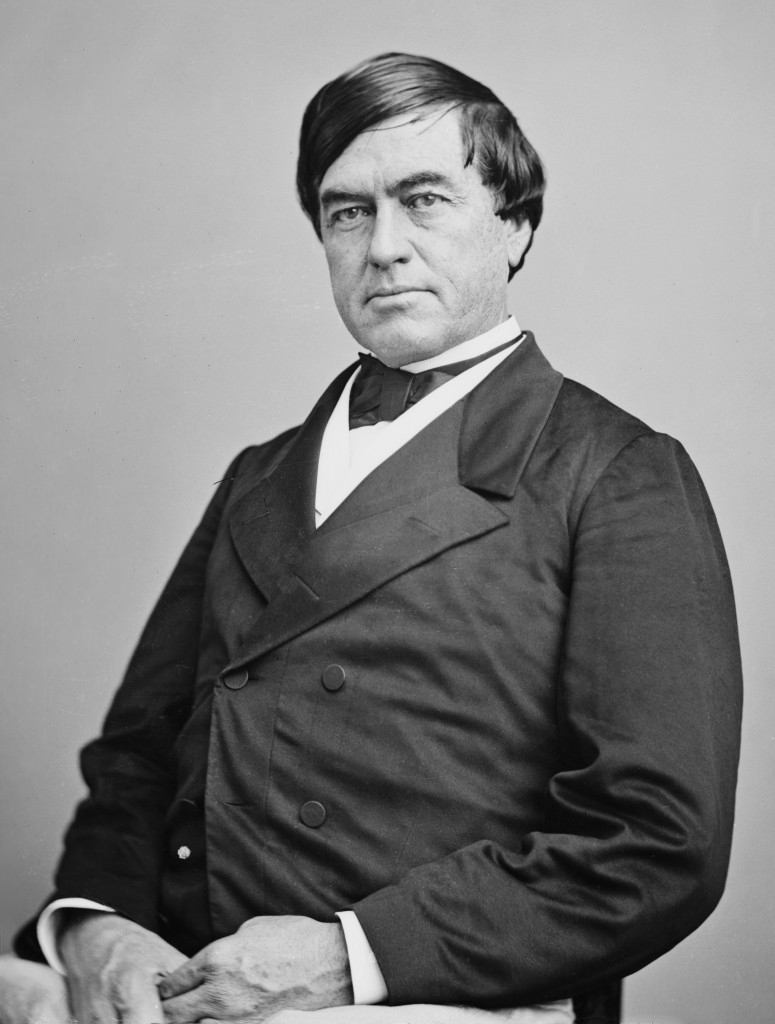
Cassius M. Clay
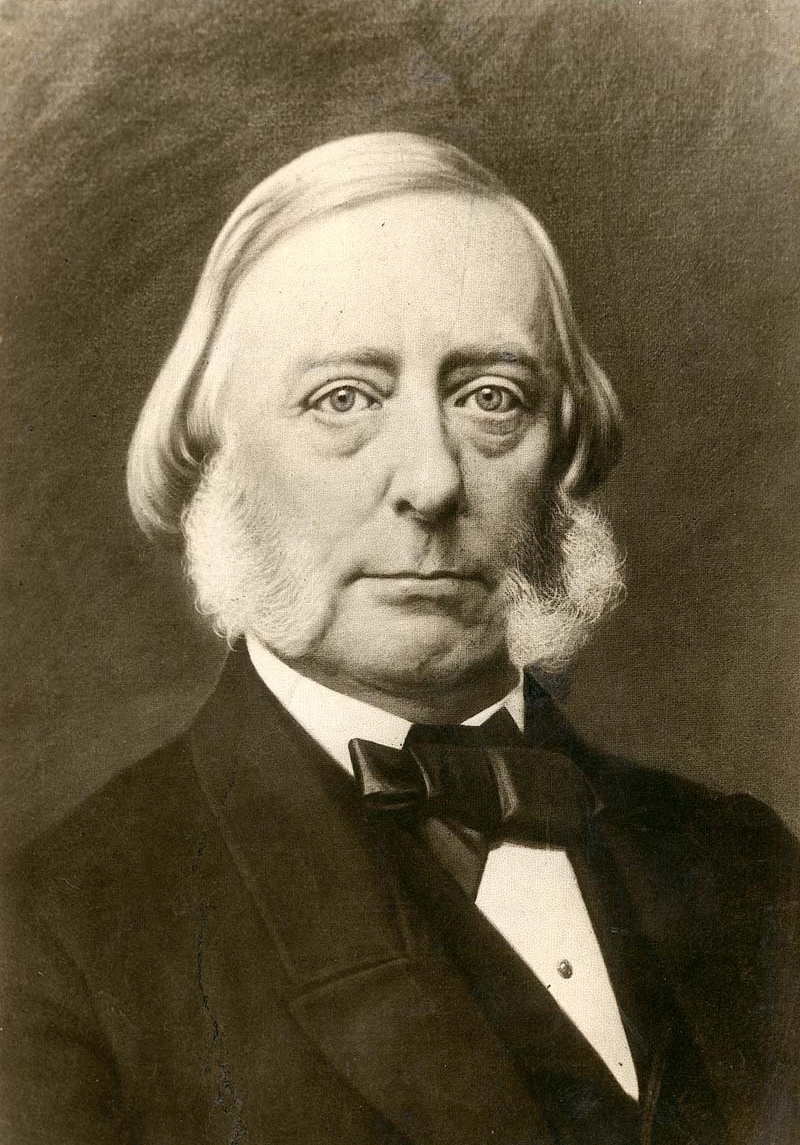
Andrew Horatio Reeder, ex governatore del Kansas
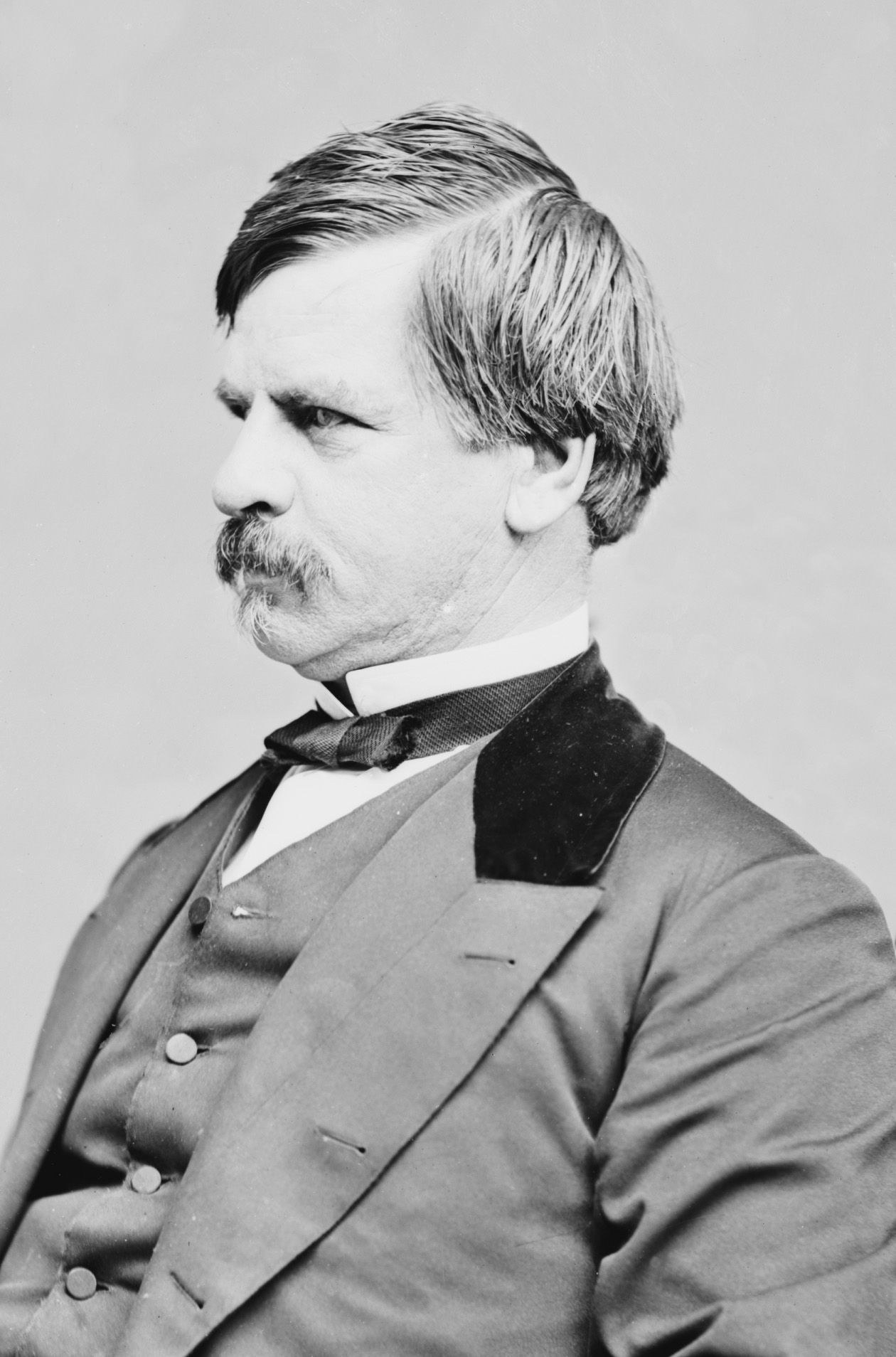
Nathaniel P. Banks
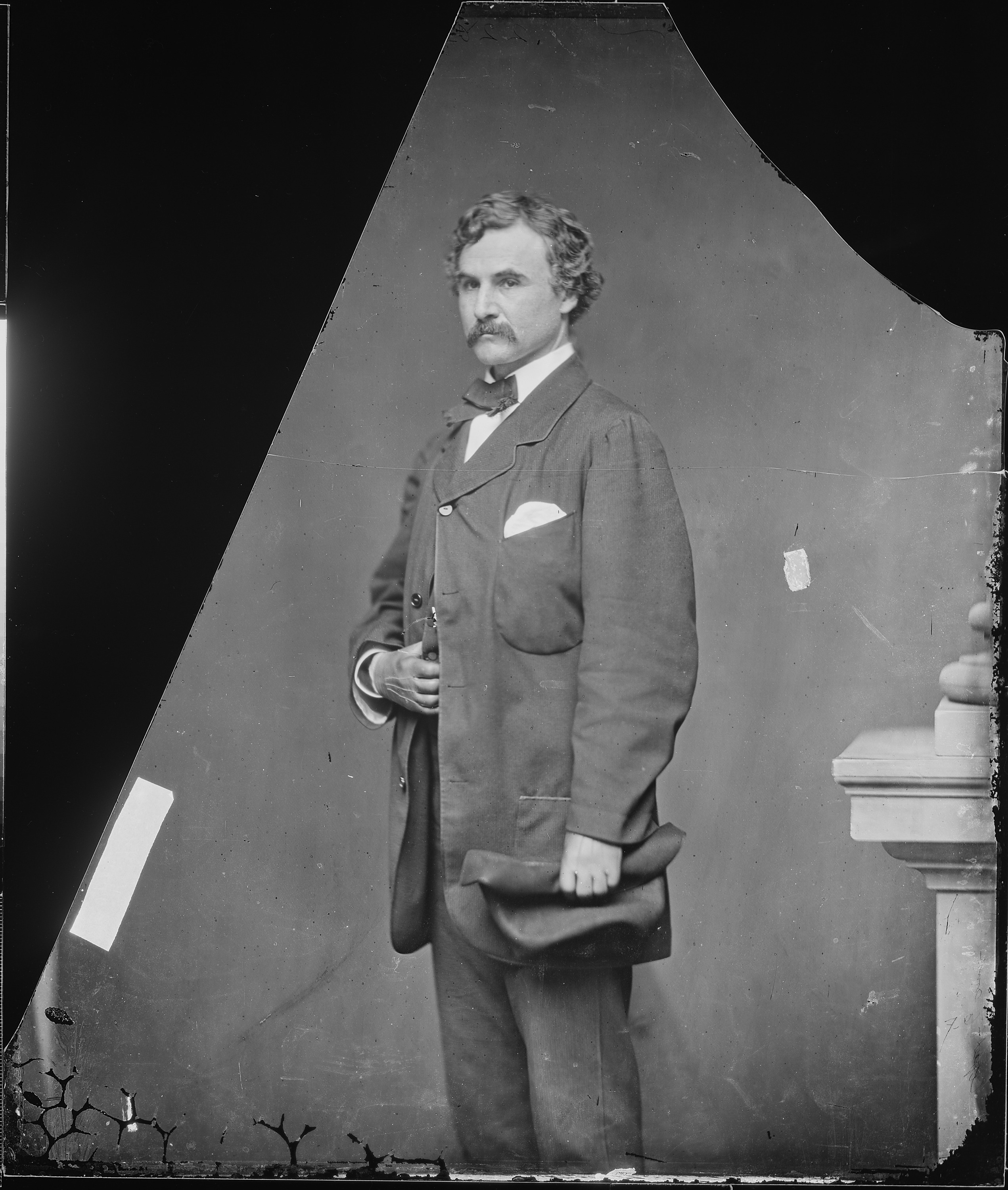
Henry Winter Davis
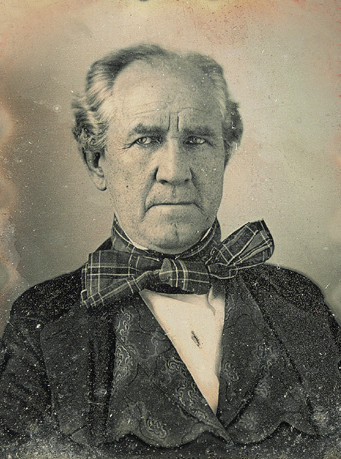
Sam Houston
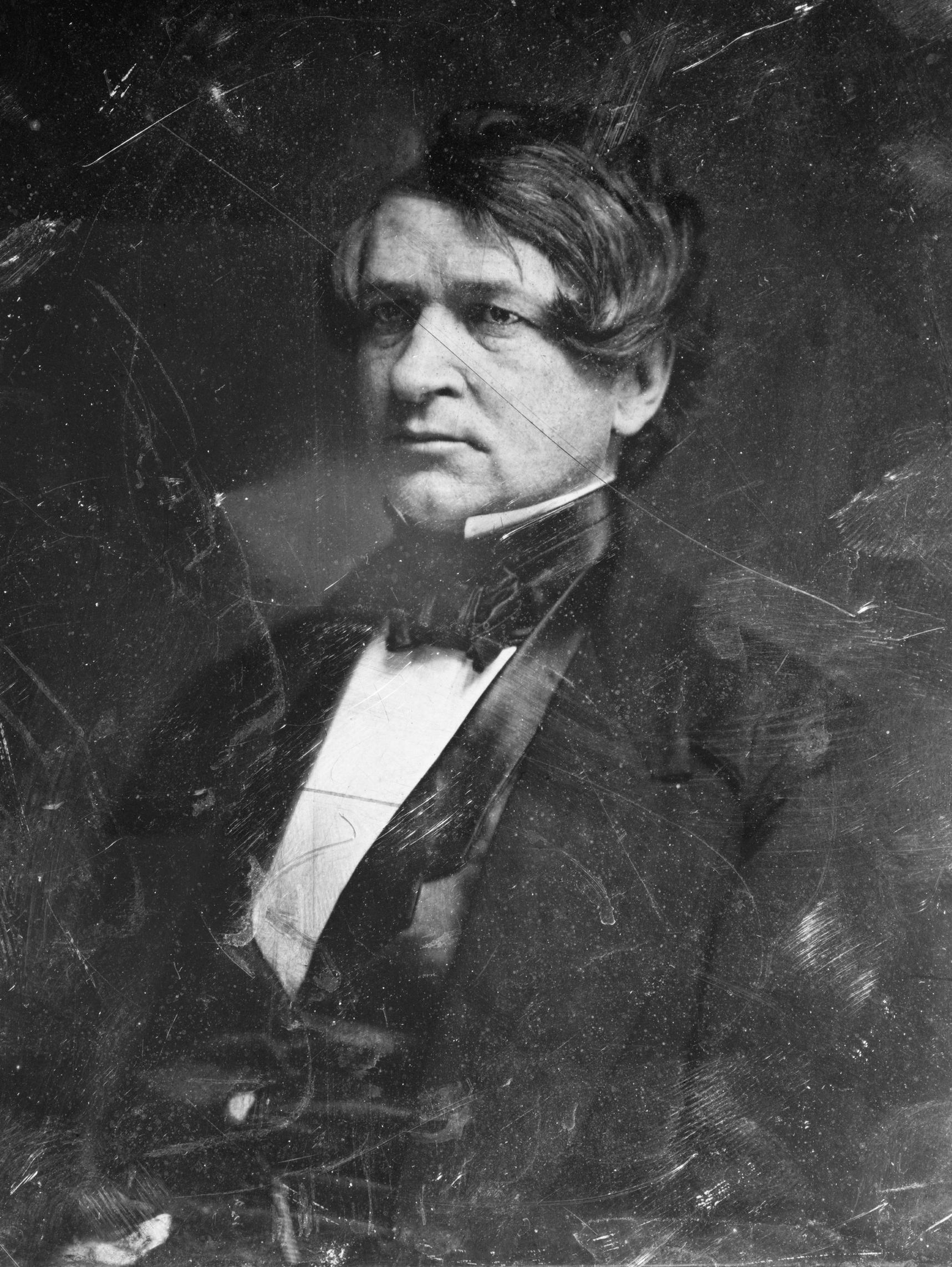
William L. Dayton

| Votazioni per la vicepresidenza |                       |     |     |
| Nominato                        | Stato                 | 1°  | 2°  |
| H. Hamlin                       | Maine                 | 194 | 367 |
| C. M. Clay                      | Kentucky              | 100 | 86  |
| J. Hickman                      | Pennsylvania          | 57  | 13  |
| A. H- Reeder                    | Pennsylvania & Kansas | 51  | 0   |
| N. Banks                        | Massachusetts         | 39  | 0   |
| H. W. Davis                     | Maryland              | 8   | 0   |
| S. Houston                      | Texas                 | 6   | 0   |
| William L. Dayton               | New Jersey            | 3   | 0   |
| John Meredith Read, Sr.         | Pennsylvania          | 1   | 0   |

| Candidati del Partito Repubblicano, 1860 |                                  |
| Abraham Lincoln                          | Hannibal Hamlin                  |
| per Presidente                           | per Vice Presidente              |
|                                          |                                  |
| Deputato per l'Illinois (1834-1844)      | 26° Governatore del Maine (1857) |
|                                          |                                  |

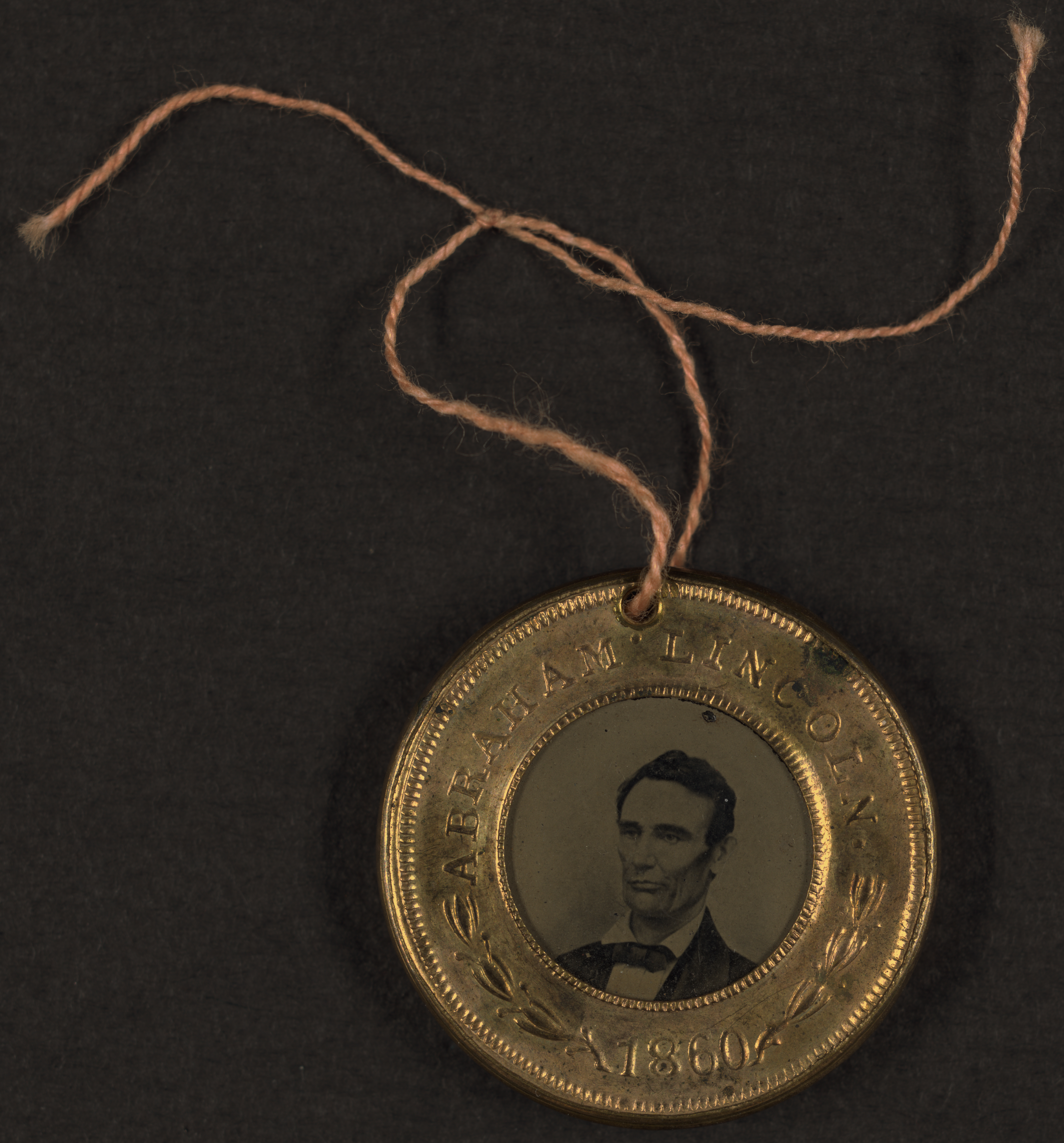
Medaglione della campagna elettorale con la foto di Lincoln.

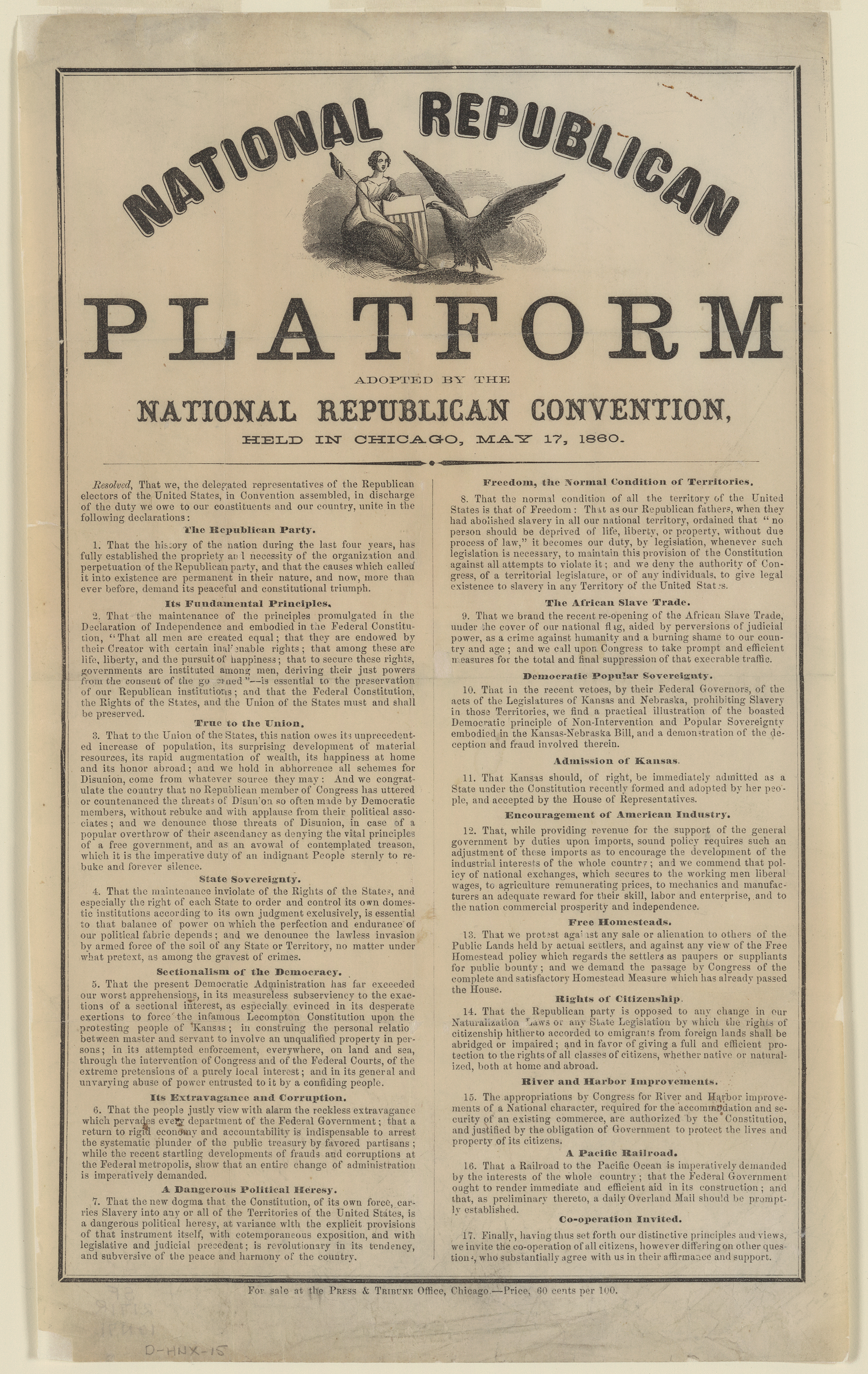
Il programma politico nazionale repubblicano.

La piattaforma politica prometteva di non interferire con la schiavitù presente negli Stati, ma si opponeva fermamente a quella nei territori dell'Ovest; assicurava inoltre l'istituzione di dazi protezionisti a sostegno dell'industria e del proletariato, una legge detta Homestead Act che accordasse ai coloni i terreni liberi in Occidente e il finanziamento di una linea ferroviaria transcontinentale. Non si fece invece alcuna menzione del mormonismo, condannato a chiare lettere nella precedente piattaforma del 1856, della Fugitive Slave Act, delle leggi sulla libertà personale o della decisione di Dred Scott contro Sandford.
Mentre i seguaci di Seward rimasero inizialmente delusi per la nomina di un semi-sconosciuto proveniente dall'Ovest, in seguito si radunarono dietro a Lincoln; i più tenaci fautori dell'abolizionismo tuttavia non condivisero la scelta di uno dichiaratamente moderato.

#### Constitutional Union Party
I candidati del "Constitutional Union Party" furono inizialmente i seguenti:
- John Bell, ex senatore per il Tennessee.
- Sam Houston, governatore del Texas.
- John Jordan Crittenden, senatore per il Kentucky.
- Edward Everett, ex senatore per il Massachusetts.
- William Alexander Graham, ex senatore per la Carolina del Nord.
- William Caleb Rives, ex senatore per la Virginia

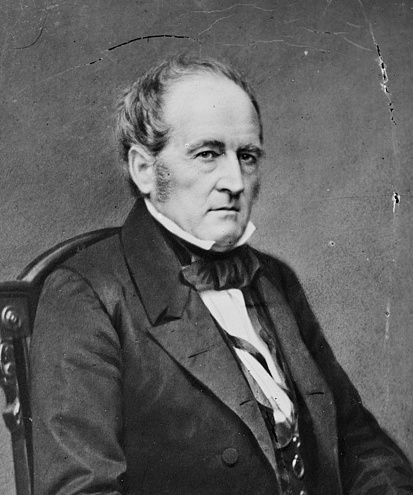
John Bell
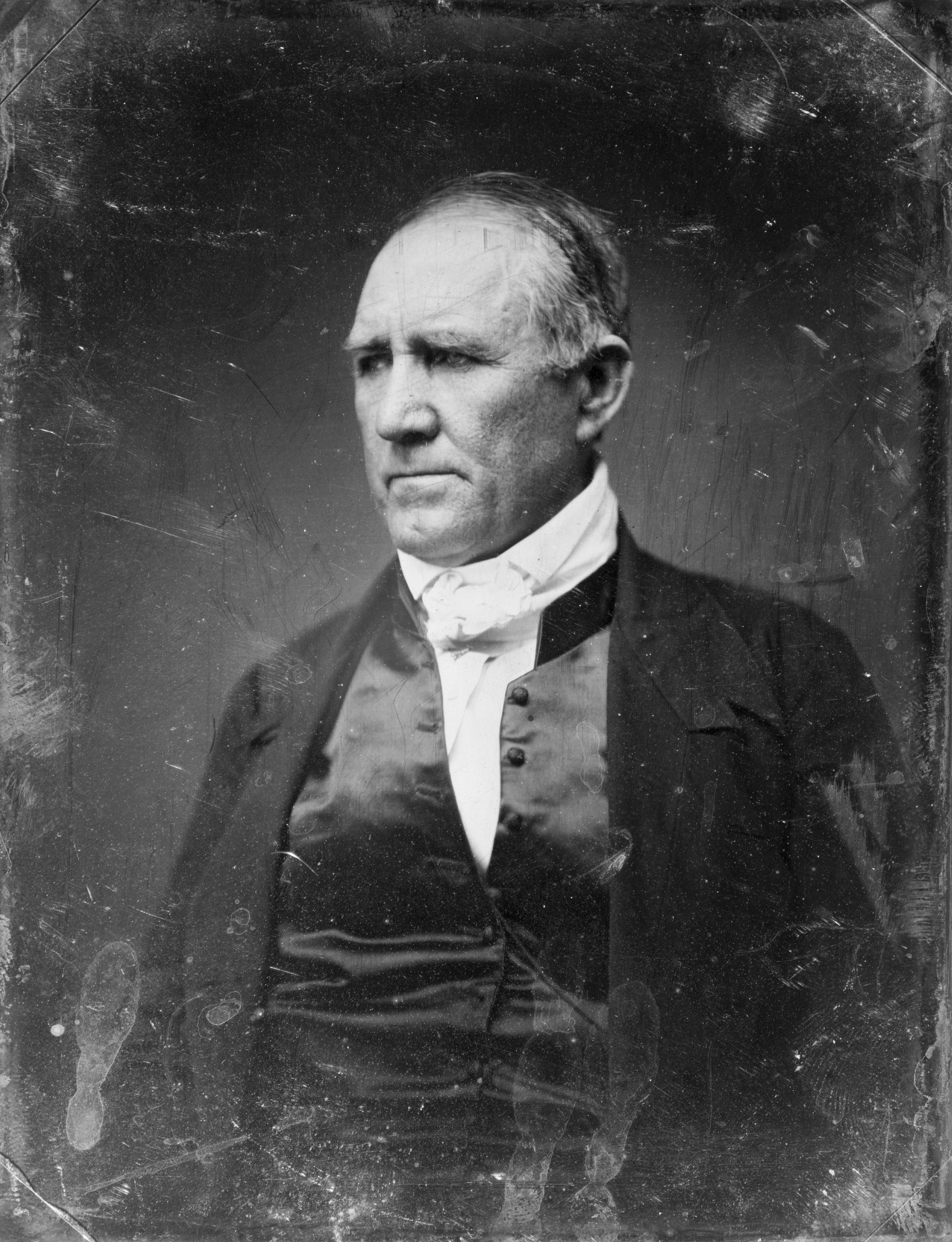
Sam Houston
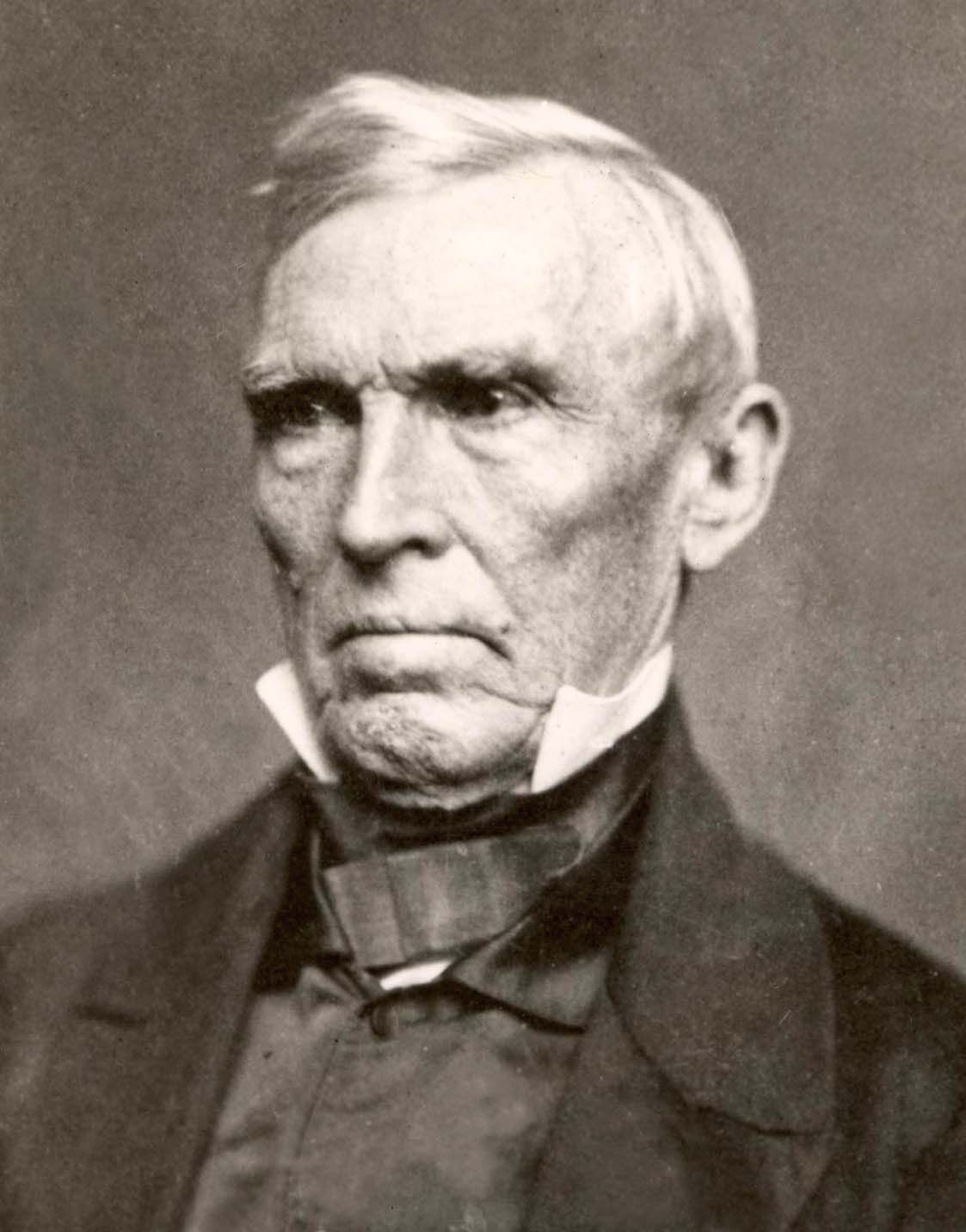
John J. Crittenden
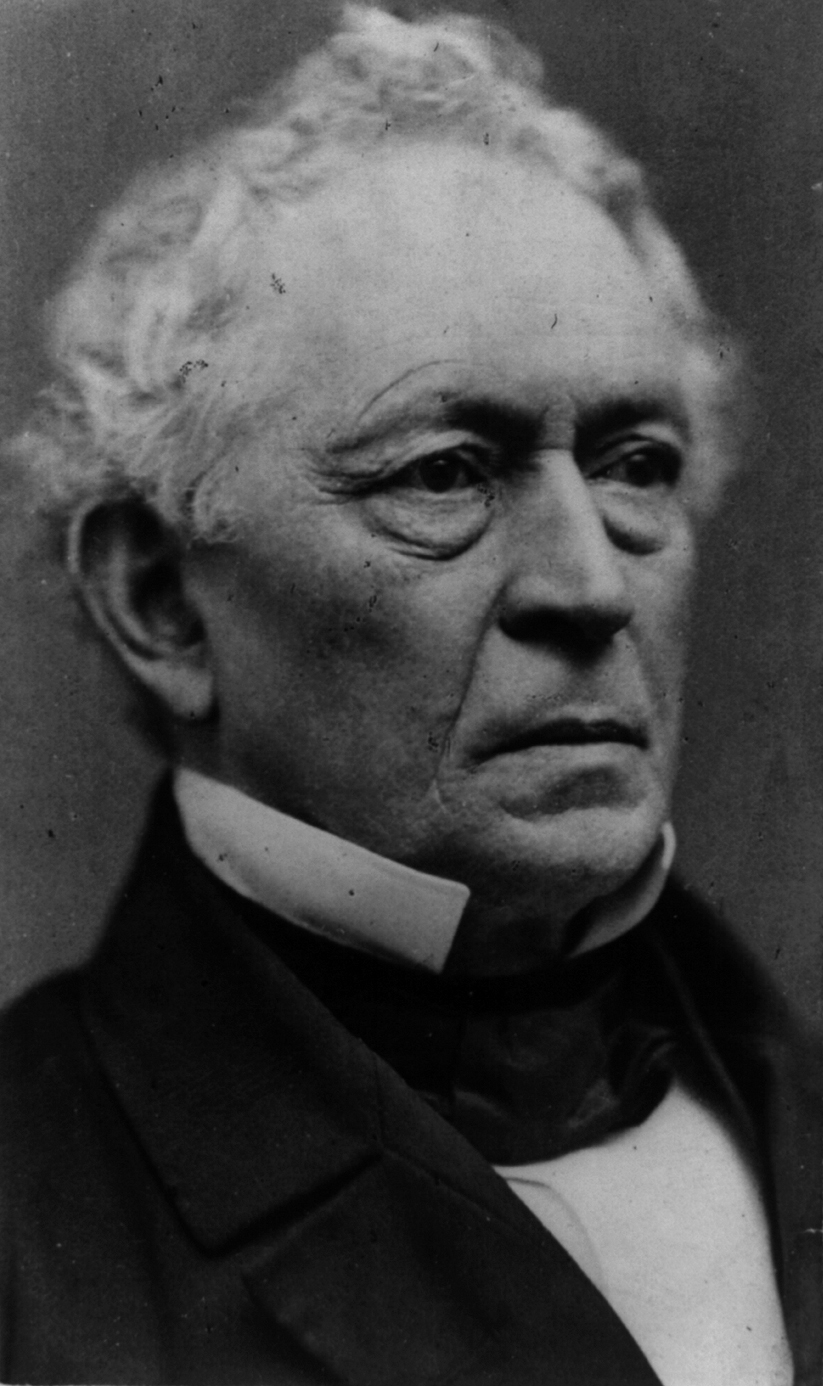
Edward Everett
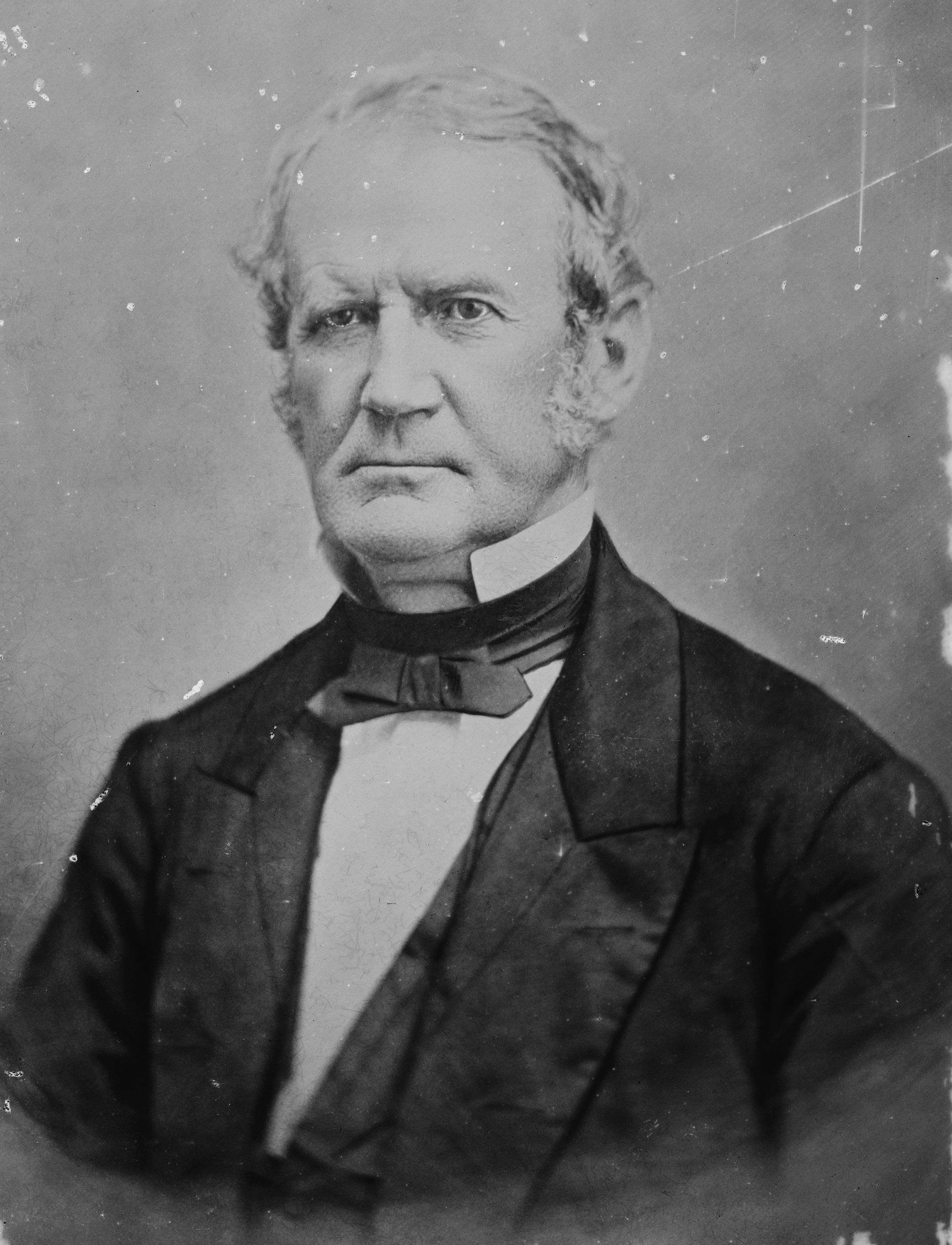
William Alexander Graham
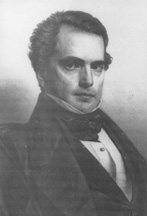
William Caleb Rives
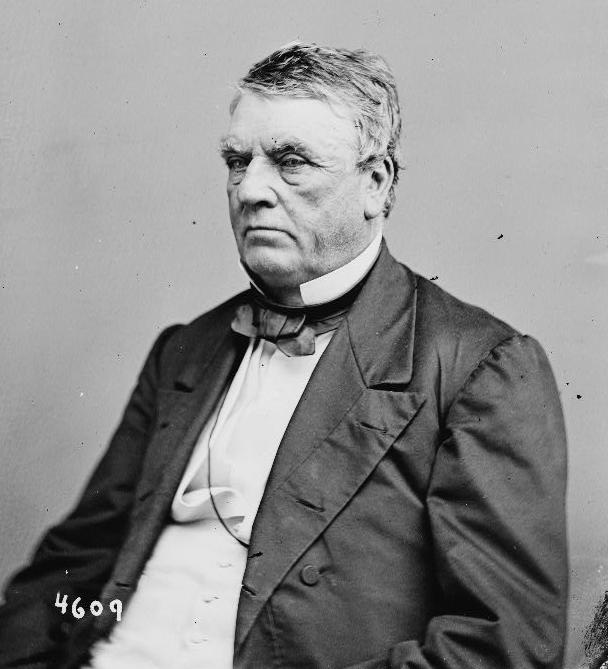
John Minor Botts
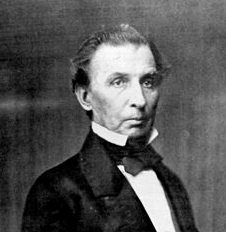
William Lewis Sharkey
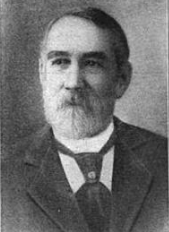
William Leftwich Goggin

Il "Constitutional Union Party" venne costituito dagli ex appartenenti ai Know Nothing e del Partito Whig che non furono disposti a confluire né nei Repubblicani né con i Democratici; i suoi membri sperarono di scongiurare la secessione ventilata dagli Stati del Sud evitando il tema della schiavitù.
| Votazione          | 1°   | 2°  |
| John Bell          | 68.5 | 138 |
| Sam Houston        | 57   | 69  |
| John J. Crittenden | 28   | 1   |
| Edward Everett     | 25   | 9.5 |
| William A. Graham  | 22   | 18  |
| John McLean        | 21   | 1   |
| William C. Rives   | 13   | 0   |
| John M. Botts      | 9.5  | 7   |
| William L. Sharkey | 7    | 8.5 |
| William L. Goggin  | 3    | 0   |
| ------------------ | ---- | --- |

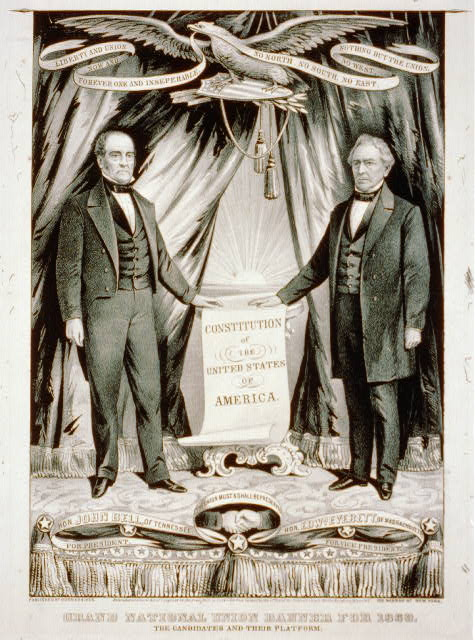
Manifesto elettorale di Bell e Everett.

S'incontrarono all'"Eastside District Courthouse" di Baltimora ed elessero già alla seconda votazione J. Bell il quale sopravanzò il governatore texano S. Houston; gli fu affiancato E. Everett per acclamazione alla Convention del 9 maggio, una settimana prima di Lincoln. Bell era un ex Whig che si era opposto sia alla Kansas-Nebraska Act sia alla Costituzione di Lecompton. Everett era stato preside dell'Università di Harvard e segretario di Stato durante la presidenza di Millard Fillmore.
| Candidati del Partito Constitutional Union, 1860 |                                              |
| John Bell                                        | Edward Everett                               |
| per Presidente                                   | per Vice Presidente                          |
|                                                  |                                              |
| Ex senatore per il Tennessee (1847-1859)         | Ex senatore per il Massachusetts (1853-1854) |
| Campaign                                         |                                              |
|                                                  |                                              |

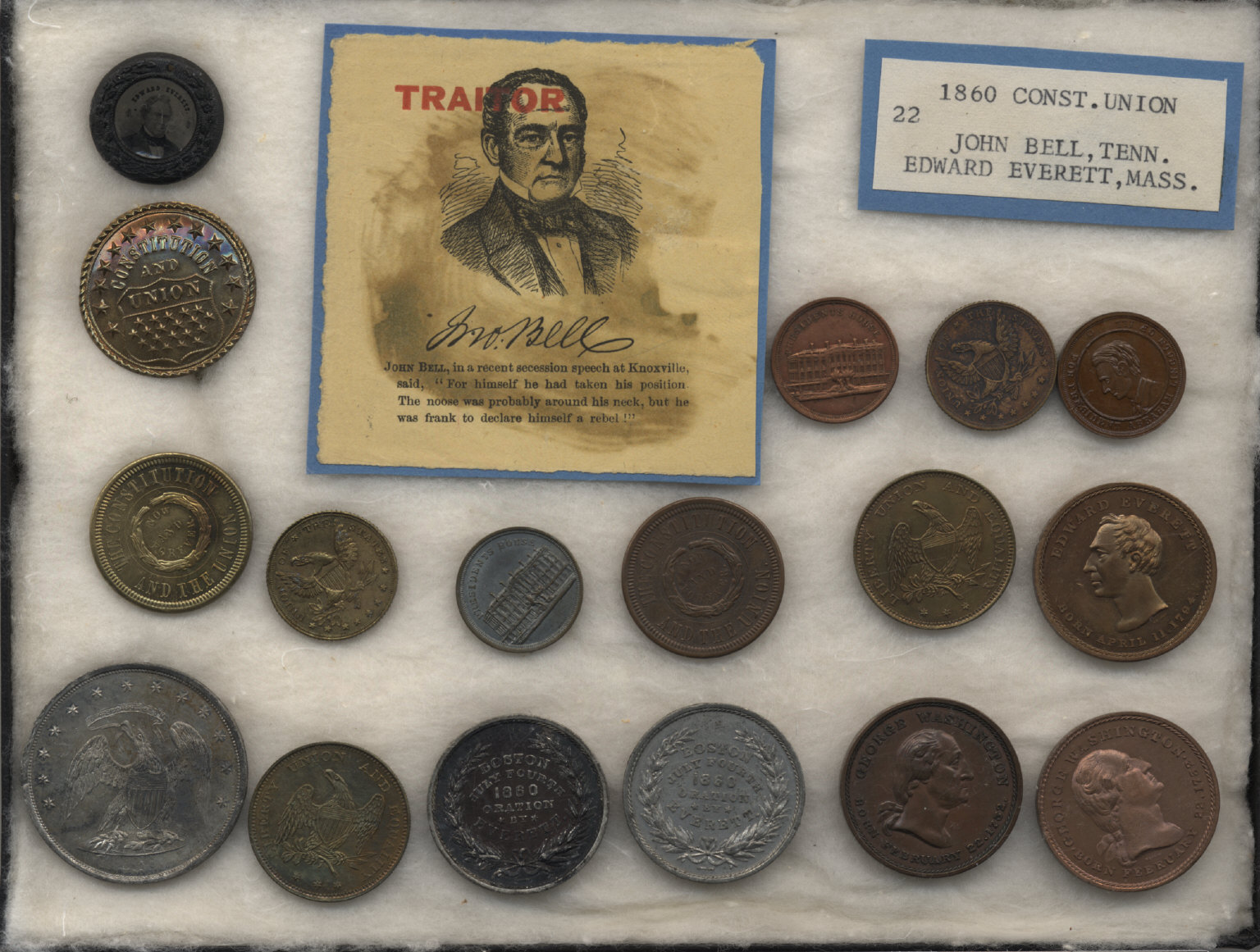
Cimeli della campagna elettorale Constitutional Union.

La piattaforma politica del Partito sostenne un compromesso che cercava di salvare l'integrità della nazione con lo slogan: "L'Unione così com'è e la Costituzione così com'è". Una volta insediatosi Lincoln e chiamata la milizia Bell sostenne con molta tranquillità la secessione del proprio Stato; nel 1863 Everett invece presenziò alla cerimonia d'inaugurazione del nuovo cimitero approntato subito dopo la battaglia di Gettysburg

#### Liberty Union Party
Il candidato del "Liberty Union Party" fu:
- Gerrit Smith, ex deputato per New York

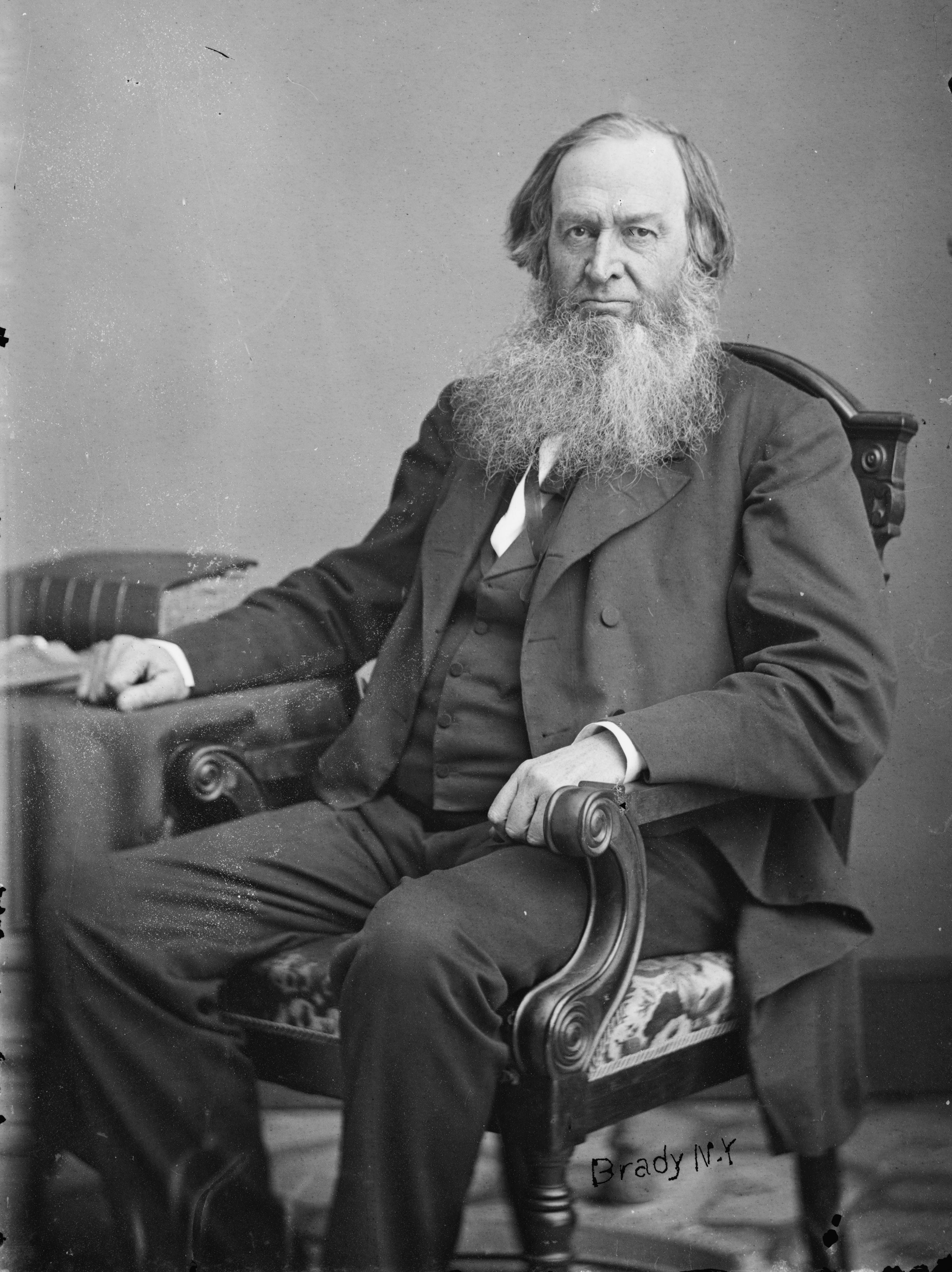
Gerrit Smith

Il "Liberty Union Party", formatosi nel 1860, rappresentò quanto ancora rimaneva del precedente "Liberty Party" degli anni 1840, nel 1848 la maggior parte dei suoi aderenti si era ritrovata dietro la bandiera del Free Soil Party, che a sua volta era poi confluito quasi interamente nel Partito Repubblicano nel 1854. Un convegno di un centinaio di delegati si tenne alla "Convention Hall" di Syracuse il 29 agosto. I rappresentanti provenivano da New York, Pennsylvania, New Jersey, Michigan, Illinois, Ohio, Kentucky e Massachusetts; molti dei delegati erano donne. G. Smith, un acceso fautore dell'abolizionismo e già presidente del "Liberty Party" nel 1848, inviò una missiva in cui affermava che la propria salute era stata talmente incerta da costringerlo a non allontanarsi da casa da due anni a quella parte. Egli rimaneva tuttavia popolare tra le file del Partito in quanto aveva a suo tempo ispirato alcuni dei sostenitori di John Brown a scagliare il raid contro l'arsenale di Harpers Ferry. Smith inviò 50 dollari di donazione per contribuire a pagare la campagna elettorale nei vari Stati.
Vi fu una competizione tra i sostenitori di G. Smith e quelli dell'abolizionista William Goodell per quanto riguardava la Nomination. Nonostante la sua dichiarazione riguardo alla malattia, Smith conquistò la candidatura e venne affiancato da Samuel McFarland della Pennsylvania.
In Ohio una lista di grandi elettori impegnata con Smith concorse con il nome di "Union Party". 

### People's Party
- Sam Houston, governatore del Texas

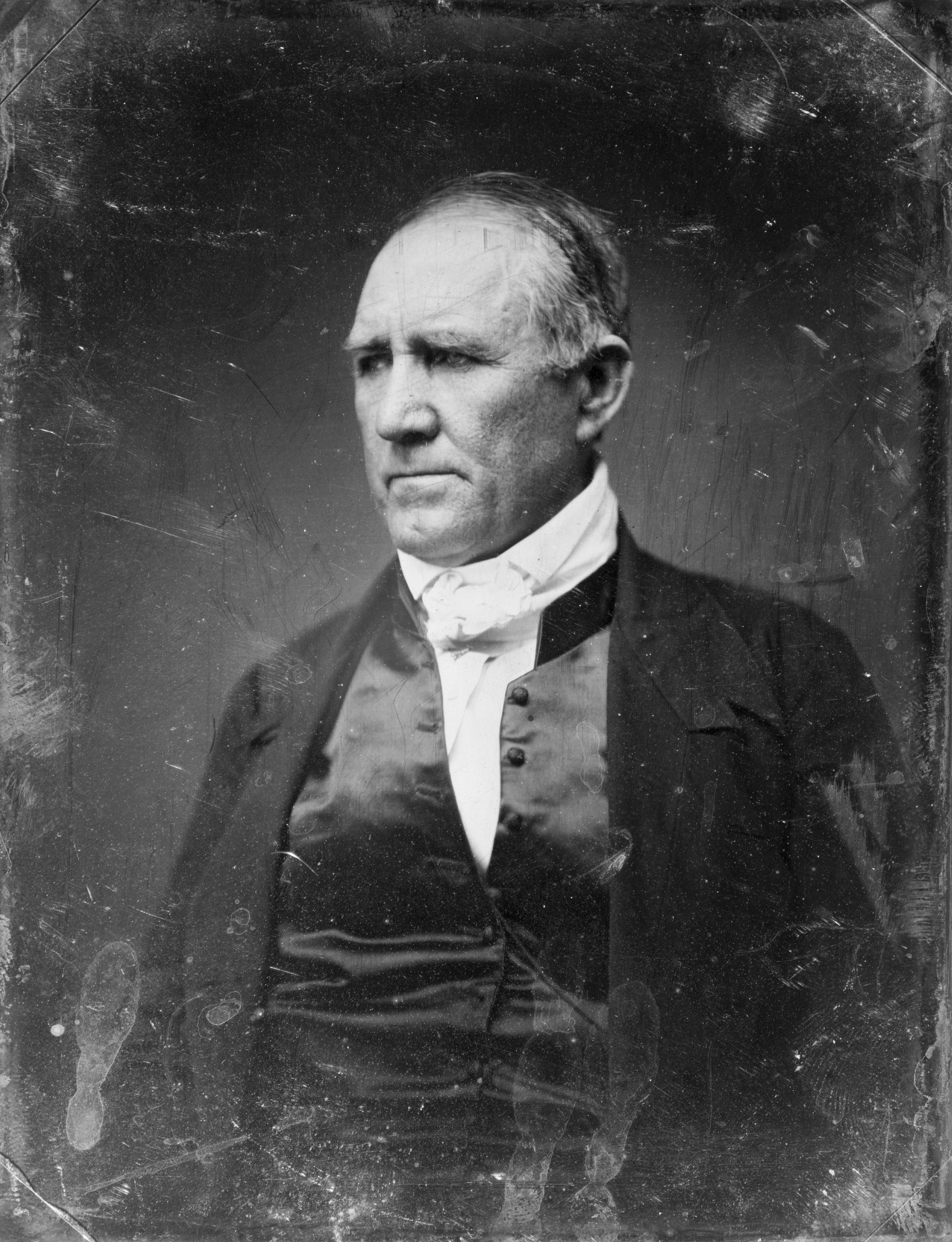
Sam Houston

Il "People's Party" fu una libera associazione di sostenitori di S. Houston. Il 20 aprile la nuova formazione tenne quella che definì una convenzione nazionale e candidò il governatore sul sito della battaglia di San Jacinto; non fu eletto un candidato vicepresidente in quanto si attendevano di ottemperare a tale compito negli incontri successivi. In alcune città degli Stati Uniti nord-orientali, come a New York il 30 maggio, si svolsero riunioni di massa, ma nonostante ciò non riuscirono a trovare un candidato adatto. Houston si ritirò il 16 agosto, convinto che la sua presenza avrebbe favorito i repubblicani; sollecitò invece una candidatura unificata per contrastare Lincoln.

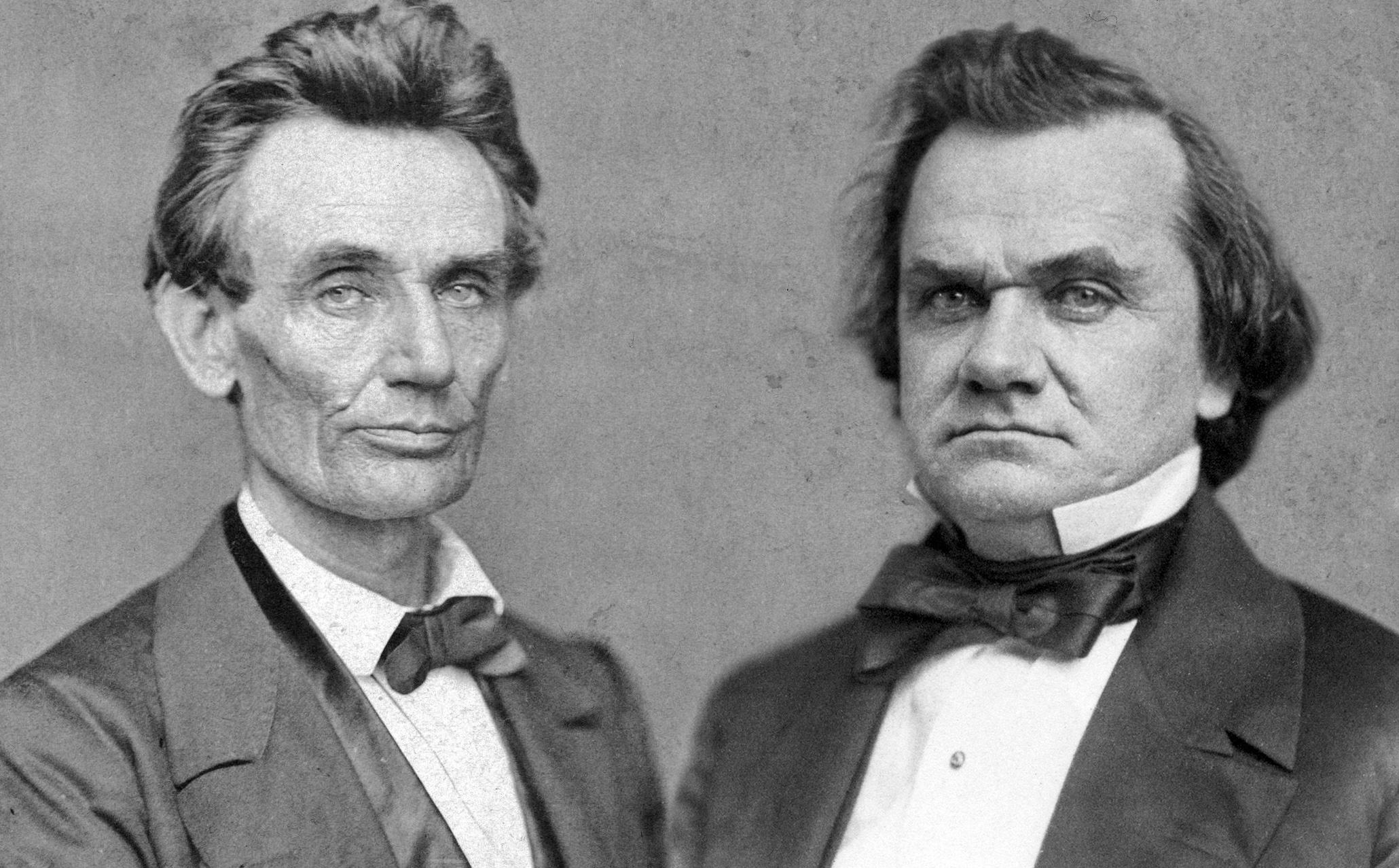
Gli sfidanti Repubblicano e Democratico del Nord.

### Campagna elettorale
Nel corso della loro campagna elettorale sia Bell che Douglas sostennero che ad un'eventuale elezione di Lincoln non sarebbe necessariamente seguita la secessione; tuttavia gli alti ufficiali dell'esercito leali all'Unione in Virginia, Kansas e Carolina del Sud avvertirono al contrario il candidato repubblicano di effettivi preparativi militari in corso.
I secessionisti riversarono il loro sostegno dietro a Breckinridge nel tentativo di forzare i candidati anti-repubblicani a coordinare i loro grandi elettori per ribaltare le elezioni oppure di far scegliere il presidente alla Camera dei rappresentanti, dove avrebbero votato ancora i deputati eletti nel 1858, prima che le maggioranze repubblicane elette nel 1860 si insediassero, col 37º Congresso.
L'eroe messicano Winfield Scott suggerì a Lincoln di assumere i poteri di comandante generale dell'esercito statunitense prima della cerimonia d'insediamento; tuttavia lo storico Bruce Chadwick osserva che Lincoln e i suoi consiglieri ignorarono del tutto i diffusi allarmi e le minacce di secessione bollandoli come semplici "truffe elettorali".

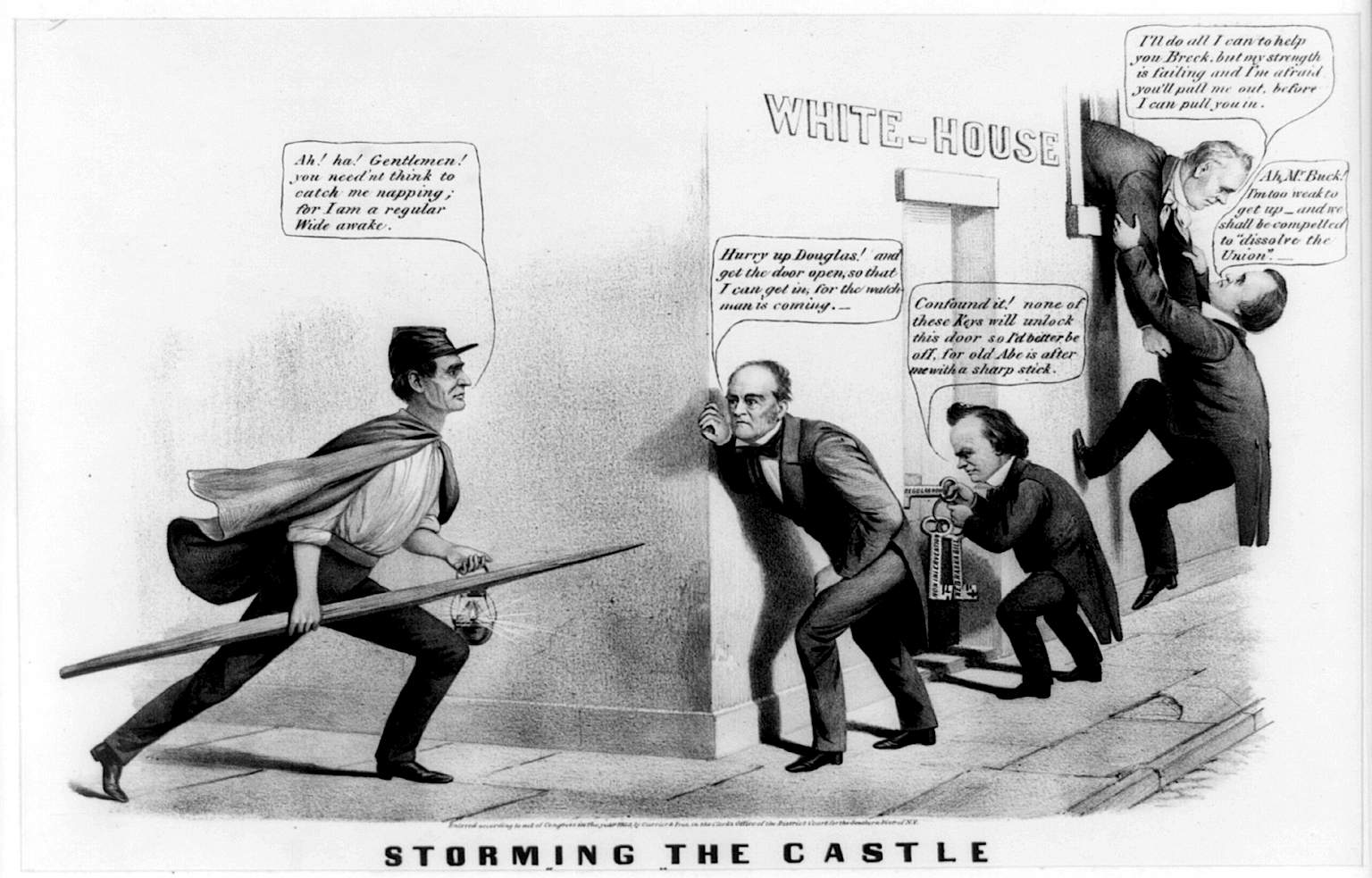
Durante la campagna elettorale gli "Wide Awakes", un club in di attivisti composto da giovani uomini repubblicani apparve nelle città di tutto il Nord; indossavano spesso uniformi costituite da berretti a visiera e mantelli corti e portavano lanterne. Qui il candidato presidenziale A. Lincoln (a sinistra) è vestito proprio come loro. Gira l'angolo della Casa Bianca sventando i tentativi degli altri tre candidati di intrufolarsi furtivamente. James Buchanan, all'estrema destra, cerca di trascinare John C. Breckinridge dalla finestra mentre si lamenta: "farò tutto il possibile per aiutarti, Breck, ma la mia forza sta venendo meno e temo che mi si butti fuori prima che possa farti entrare". Breckinridge si dispera "...sono troppo debole per alzarmi - e saremo costretti a sciogliere l'Unione". Nel centro S. A. Douglas cerca di sbloccare la porta assieme a J. Bell il quale sussurra: "sbrigati Douglas! Apri la porta, così che io possa entrare, prima che il guardiano [cioè Lincoln ] arrivi". Douglas si lamenta del fatto che nessuna delle tre chiavi che ha in mano (etichettate "Nomination regolare", "Non Intervento" e "Kansas-Nebraska Act") riesca a sciogliere la serratura: "è meglio che vada, perché il vecchio Abe mi sta cercando con un bastone appuntito".

La votazione nel profondo Sud non risultò essere monolitica come la mappa del collegio elettorale farebbe supporre. Economicamente, culturalmente e politicamente il Sud era composto da tre regioni; negli Stati del "Sud Superiore", più tardi conosciuti come "Stati cuscinetto" insieme al territorio del Kansas, i voti popolari unionisti costituivano la maggioranza in tutti e quattro, anche se vennero ripartiti tra Lincoln, Douglas e Bell. Negli Stati del Sud "medio" si ebbe una maggioranza unionista divisa tra Douglas e Bell in Virginia e nel Tennessee; nella Carolina del Nord e nell'Arkansas Bell e Douglas assieme si avvicinarono alla maggioranza. Il Texas fu l'unico stato sudista in cui Breckinridge si affermò con convinzione. In tre dei sei Stati del "profondo Sud", gli unionisti Bell e Douglas ottennero maggioranze sia nella Georgia che nella Louisiana o vi si avvicinarono (in Alabama). Breckinridge vinse nettamente solo negli altri tre Stati del profondo sud: Carolina del Sud, Florida e Mississippi; questi ultimi furono tra i quattro Stati del Sud con la più bassa popolazione di bianchi americani; insieme detenevano solo il 9% del totale dei bianchi sudisti.
Tra gli stati schiavisti, i tre con le più alte percentuali di affluenza furono quelli con i risultati più sbilanciati. Il Texas, con il 5% della popolazione totale del Sud secessionista, scelse al 75% Breckinridge. Kentucky e Missouri, con un quarto della popolazione totale, scelsero candidati unionisti per il 73%, tra Bell, Douglas e Lincoln; in confronto i sei stati del profondo Sud, che rappresentarono un quarto dei votanti confederati, si divisero, con il 57% di Breckinridge contro il 43% degli altri due candidati. I quattro Stati che furono ammessi nella Confederazione dopo la battaglia di Fort Sumter rappresentarono quasi la metà della sua intera popolazione e votarono una stretta maggioranza combinata del 53% per i candidati pro-Unione.
Negli undici Stati che più tardi dichiararono secessione dall'Unione, e controllati da eserciti confederati, Lincoln si presentò solo in Virginia, dove ricevette 1.929 voti (l'1,15%). Non sorprende che la stragrande maggioranza dei voti ricevuti da Lincoln siano stati espressi nelle contee di confine di quello che sarebbe diventato presto lo Stato della Virginia Occidentale; qui Lincoln raccolse 1.832 voti su 1.929. Non ottenne invece alcun voto in 121 delle 145 contee (di cui 31 tra le 50 che avrebbero formato la Virginia Occidentale). Ricevette un voto in tre contee e 10 voti o meno in nove delle 24 contee laddove ottenne dei voti. I migliori risultati di Lincoln si ebbero in gran parte nelle quattro contee che facevano parte dell'estremo settentrione dello Stato, una regione che da molto tempo si sentiva lontana dalla capitale Richmond e che era economicamente e culturalmente molto più legata ai suoi vicini Ohio e Pennsylvania. La Contea di Hancock diede il miglior risultato per Lincoln: lo votò oltre il 40% degli aventi diritto e finì secondo con solo otto voti meno di Breckinridge. Tra i 97 voti espressi per Lincoln nei confini statali dopo il 1863 93 vennero espressi nelle quattro contee lungo il Potomac corrispondenti al litorale costiero di Portsmouth.
Alcune delle differenze fondamentali tra le elezioni moderne e quelle della metà del XIX secolo sono che in quel periodo non vi fu alcuna segretezza nel voto, che i candidati risultarono gli unici responsabili della stampa e della distribuzione delle schede elettorali con su i propri nomi (un servizio tipicamente realizzato da parte di editori di giornali sostenitori) e che per distribuire i voti validi per le elezioni presidenziali in uno Stato i candidati ebbero bisogno di cittadini ammissibili a votare in quel particolare Stato che si impegnassero a votare per il candidato. Ciò significava che anche se un elettore avesse avuto accesso a una scheda per Lincoln la scelta a suo favore in una contea fortemente pro-schiavistica avrebbe comportato (almeno) l'ostracismo sociale (ovviamente votare per Breckinridge in una contea abolizionista metteva l'elettore davanti allo stesso rischio). In dieci Stati schiavisti meridionali nessun cittadino si impegnò pubblicamente a votare per Abraham Lincoln. Nella maggior parte della Virginia nessun editore si sarebbe mai arrischiato a stampare le schede elettorali con il nome di Lincoln.
Nei quattro stati schiavisti che non si separarono (Missouri, Kentucky, Maryland e Delaware) Lincoln giunse quarto, tranne che in Delaware (dove arrivò terzo). All'interno dei quindici Stati schiavisti Lincoln ottenne solo due contee su 996, la quella di Saint Louis e la contea di Gasconade. Nelle elezioni presidenziali del 1856 il candidato repubblicano non aveva ricevuto alcun voto in dodici dei quattordici Stati schiavisti dove vigeva il voto popolare (gli stessi Stati delle elezioni del 1860 più il Missouri e la Virginia).

### Esito

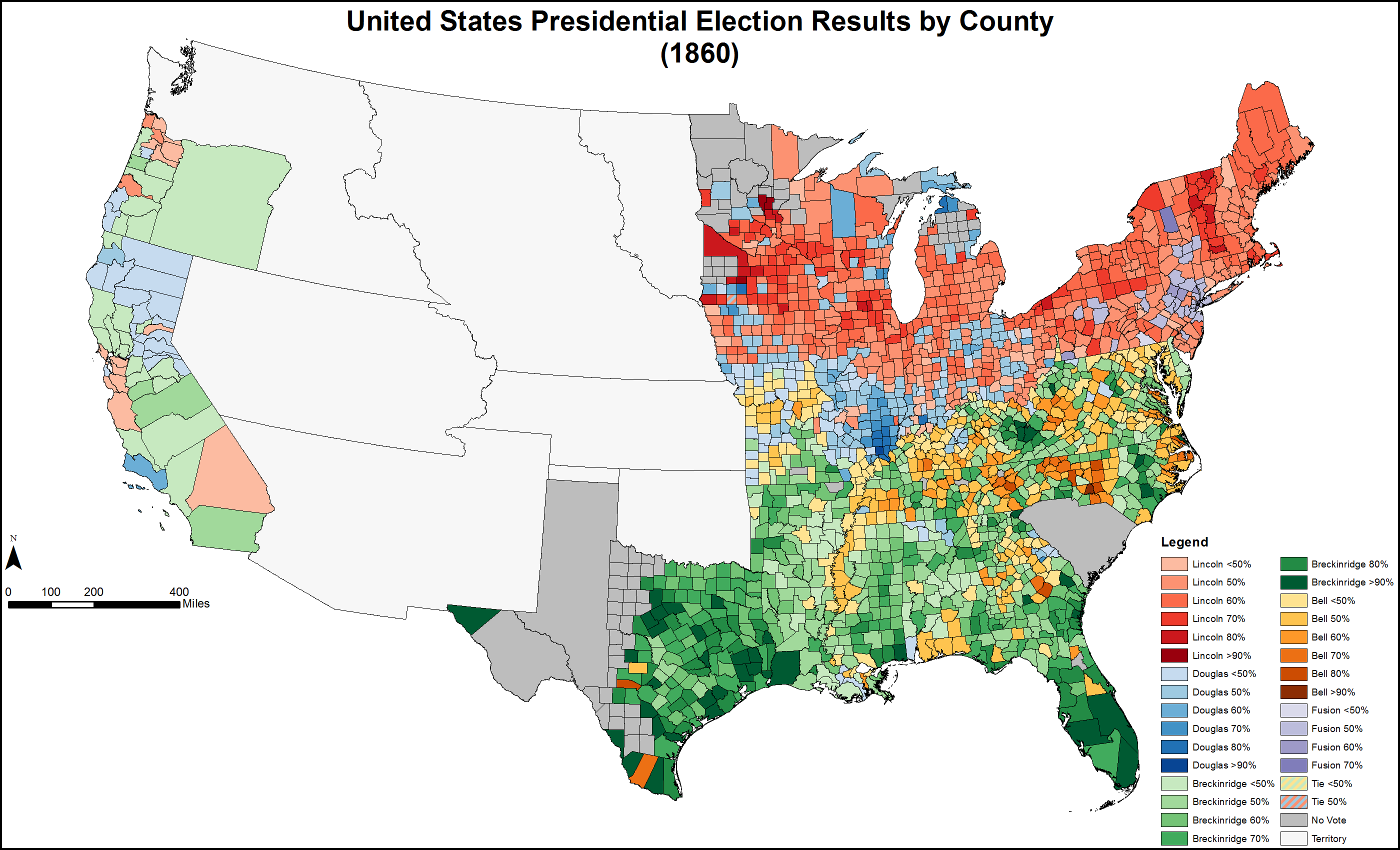
Risultati per contea indicanti la percentuale per il candidato vincente. Le tonalità di rosso sono per Lincoln (repubblicano), quelle di blu per Douglas (democratico unionista), quelle di verde per Breckinridge (democratico sudista), quelle di giallo per Bell (Constitutional Union) e infine le sfumature di viola sono per "Fusione democratica". La Carolina del Sud non partecipò alle votazioni popolari.

Le elezioni presidenziali si svolsero martedì 6 novembre e furono degne di nota per l'esagerato frazionamento in un paese che presto si sarebbe dissolto nella guerra civile. La partecipazione al voto sfiorò l'81,2%, la più alta nella storia americana sino a quel tempo e la 2° più alta della Storia degli Stati Uniti d'America nel suo complesso (superata solo nelle elezioni presidenziali negli Stati Uniti d'America del 1876).
Tutti e 6 i presidenti eletti fino al momento che Andrew Jackson riuscì ad ottenere la riconferma nelle elezioni presidenziali negli Stati Uniti d'America del 1832 erano stati presidenti a lungo termine, gli ultimi 4 però con un voto popolare al di sotto del 51%. Solo Franklin Pierce aveva ottenuto una maggioranza statistica nel voto popolare pari al 50,83%.
Lincoln vinse con meno del 40% del voto popolare a livello nazionale, trascinando dalla sua parte Stati posti sopra la linea Mason-Dixon e a Nord del fiume Ohio, oltre agli stati della California e dell'Oregon nel Far West. A differenza di tutti i precedenti presidenti eletti Lincoln non riuscì ad ottenere la preferenza in nessuno degli Stati schiavisti e, anzi, non fu neppure presente al ballottaggio negli Stati Uniti meridionali della Carolina del Sud, della Carolina del Nord della Georgia, della Florida, dell'Alabama, del Tennessee, del Mississippi, dell'Arkansas, della Louisiana e del Texas.
Fu il primo presidente eletto a non essere presente con una lista in tutti gli Stati, un record che da allora in poi è stato uguagliato solo 3 volte, ma mai nella stessa misura in quanto a dimensioni del fenomeno. Nelle elezioni presidenziali negli Stati Uniti d'America del 1892 Grover Cleveland non fu presente nel Colorado, nell'Idaho, in Kansas, nel Dakota del Nord e nello Wyoming, mentre Harry Truman nelle elezioni presidenziali negli Stati Uniti d'America del 1948 e Lyndon B. Johnson nelle elezioni presidenziali negli Stati Uniti d'America del 1964 non lo furono in Alabama.
La vittoria repubblicana risultò dalla concentrazione di suffragi realizzati negli stati liberi, che messi assieme controllarono la maggioranza dei "Grandi elettori". La strategia di Lincoln rimase deliberatamente focalizzata, in collaborazione con il presidente del Partito Thurlow Weed, sull'espansione in quegli Stati in cui John Charles Frémont aveva già vinto nelle Elezioni presidenziali negli Stati Uniti d'America del 1856. New York rappresentò uno Stato critico, avendo a disposizione bel 35 grandi elettori, l'11,5% del totale; con l'aggiunta della Pennsylvania (27) e dell'Ohio (23) un candidato avrebbe potuto raccogliere più della metà (85) dei voti necessari nel Collegio elettorale degli Stati Uniti d'America.
L'organizzazione giovanile dei "Wide Awakes" ebbe il merito di far ampliare massicciamente la registrazione alle liste elettorali e, anche se Lincoln non era presente nella maggior parte degli stati meridionali, gli aumenti di popolazione negli stati liberi avevano ben oltrepassato quelli visti negli stati schiavisti già da molti anni prima di questa elezione; quindi gli stati liberi dominavano nel Collegio elettorale nazionale complessivo già da parecchio tempo.
La divisione nel Partito Democratico si rivelò in alcuni casi direttamente responsabile della vittoria di Lincoln, tuttavia gran parte del voto anti-repubblicano venne "sprecato" proprio negli Stati del Sud dove Lincoln non era nemmeno presente; un solo avversario a livello nazionale sarebbe riuscito al massimo a privare i repubblicani della California, dell'Oregon e di 4 grandi elettori del New Jersey, il cui totale di 11 voti non avrebbe comportato alcuna differenza nel risultato finale.
Ogni altro Stato andato a Lincoln venne vinto con una netta maggioranza. Nei tre Stati di New York, Rhode Island e New Jersey dove i voti anti-Lincoln si sono uniti in "Ticket di fusione", questi ne vinse comunque 2 ed ebbe il bottino diviso nel New Jersey. Anche se l'opposizione avesse formato delle coalizioni in tutti gli Stati Lincoln avrebbe ancora ricevuto 169 voti elettorali, sempre più dei 152 richiesti.
Così come Lincoln, anche Breckinridge e Bell non riuscirono a conquistare nessun grande elettore al di fuori delle rispettive zone d'influenza. Mentre Bell si ritirò nella propria attività familiare sostenendo tranquillamente la secessione del suo Stato, Breckinridge servì come generale negli Stati Confederati d'America; concluse con 72 voti e 11 Stati schiavisti su 15. Egli si piazzò 2° a distanza con il 18% del voto popolare nazionale, ma accumulò tra il 50 e il 75% nei primi 7 Stati che proclamarono la secessione.
Conquistò inoltre 9 degli 11 Stati che alla fine si separarono, oltre agli Stati cuscinetto nella guerra di secessione americana Delaware e Maryland, perdendo solo la Virginia e il Tennessee. Breckinridge ricevette invece ben poco sostegno negli stati liberi, mostrando una certa forza solo in California, Oregon, Pennsylvania e Connecticut.
Bell conquistò 3 Stati schiavisti (Tennessee, Kentucky e Virginia) e perdette il Maryland per soli 722 voti popolari, finì tuttavia 3° in tutti gli altri Stati schiavisti vinti da Breckinridge o Douglas. Ottenne tra il 45 e il 47% in Maryland, nel Tennessee e nella Carolina del Nord e tra il 36 e il 40% nel Missouri, in Arkansas, nella Louisiana, in Georgia e nella Florida. Sperò di ottenere il sostegno degli ex Whig, ma la maggioranza di loro preferì schierarsi con Lincoln. Ad eccezione dei buoni piazzamenti ottenuti negli Stati di Everett (Massachusetts e California) Bell ricevette negli stessi Stati liberi meno preferenze di Breckinridge e, di conseguenza, arrivò ultimo nel voto popolare nazionale con il 12%.
Douglas fu l'unico candidato a vincere voti elettorali sia negli Stati schiavisti che in quelli liberi (Missouri e New Jersey). Il suo elettorato fu il più diffuso geograficamente; concluse al 2º posto nel voto popolare con il 29,5%, ma rimase ultimo tra i "Grandi elettori". Egli raggiunse una quota del 28-47% negli stati del Medio-Atlantico, nel Midwest e nel West Trans-Mississippi, ma scivolò al 19-39% nella Nuova Inghilterra. Al di fuori della sua regione prese tra il 15 e il 17% del totale dei voti popolari negli Stati schiavisti del Kentucky, dell'Alabama e della Louisiana, il 10% o meno nei 9 Stati schiavisti restanti. Douglas, con la sua "Dottrina Norfolk" promise di mantenere l'Unione con la forza se gli Stati avessero proceduto alla separazione. Il voto popolare per Lincoln e Douglas combinato è stato il 70% del totale.

### Avvio della guerra civile
L'elezione di Lincoln costituì la causa immediata di secessione dei primi 7 Stati del Sud (SC, MS, FL, AL, GA, LA, TX), che costituirono la Confederazione nel febbraio del 1861. L'acquisizione del Kansas come Stato libero e la resistenza militare adottata dalla Presidenza di Abraham Lincoln sulla Confederazione portarono alla secessione di altri 4 Stati (VA, NC, TN, AR) dopo il maggio del 1861.
Lincoln fu il candidato del Partito Repubblicano con una piattaforma politica contraria all'espansione della schiavitù nell'Ovest, si rifiutò di riconoscere il diritto alla secessione e si oppose alla cessione delle proprietà federali negli Stati del Sud. Numerosi storici hanno esplorato le ragioni per cui tanti bianchi americani meridionali hanno adottato il secessionismo nel 1860, dopo trent'anni di controversie tra Stati del Nord e del Sud per le tariffe di protezione, la spesa federale e i diritti civili (non permettendo agli schiavi di rimanere uniti alle proprie famiglie residenti in alcuni Stati del Nord).
Le tariffe vennero riscosse sulle importazioni del Sud per proteggere le industrie del Nord, le imposte furono addebitate sul cotone del Sud ma non sulla lana settentrionale, le spese federali imposte 3 a 1 sui fari di navigazione del Nord rispetto alla linea costiera più lunga del Sud; infine nel 1859 scoppiò una rivolta antischiavista in Virginia fomentata dagli abolizionisti.
Bertram Wyatt-Brown sostiene che i secessionisti desideravano la necessità dell'indipendenza come se essa fosse una questione d'onore. Non potevano più tollerare gli atteggiamenti dei settentrionali che consideravano la proprietà di schiavi come un grande peccato e i politici del Nord che insistevano per fermare la diffusione della schiavitù.
Avery Craven sostiene che i secessionisti credevano che la strategia di Lincoln comportasse un progetto a lungo termine che avrebbe inglobato il sistema sociale nel suo complesso, con migliaia di meridionali che erano lavoratori dipendenti e con oltre 2 milioni di schiavi residenti in famiglie private, come era per quasi la metà della popolazione di molti Stati del Sud nel 1860.
Questa situazione non avrebbe mai potuto essere risolta attraverso il processo democratico e pertanto collocò "le grandi masse degli uomini, sia al Nord che al Sud, nell'impotenza completa prima della deriva bellica".
Gli storici concordano nel negare l'esistenza di una cospirazione sudista per distruggere l'Unione, tutto fu difatti compiuto alla luce del giorno in quanto il Sud non aveva mai fatto mistero delle proprie intenzioni e i vari governi statali avevano già da tempo preso misure che rientravano nell'ambito dei diritti degli Stati legalmente loro riconosciuti.
In tale situazione si stanzieranno somme per addestrare ed armare la milizia; vi furono stretti contatti tra i diversi governi e i parlamenti meridionali: si dibatté ampiamente la prospettiva sui giornali e in pubblici comizi. La bomba esplosa non si rivelerà pertanto affatto inattesa: si può anzi affermare che il secessionismo era nato prima nel Nord al tempo della conferenza di Hartford.

## Risultati
| Candidati                           | Candidati                            | Partiti                         | Voti      | %     | Delegati |
| Presidente                          | Vicepresidente                       | Partiti                         | Voti      | %     | Delegati |
| ----------------------------------- | ------------------------------------ | ------------------------------- | --------- | ----- | -------- |
| Abraham Lincoln (Illinois)          | Hannibal Hamlin (Maine)              | Partito Repubblicano            | 1 865 908 | 39,82 | 180      |
| John Cabell Breckinridge (Kentucky) | Joseph Lane (Oregon)                 | Democratici sudisti             | 848 019   | 18,10 | 72       |
| John Bell (Tennessee)               | Edward Everett (Massachusetts)       | Constitutional Union Party/Whig | 590 901   | 12,61 | 39       |
| Stephen Arnold Douglas (Illinois)   | Herschel Vespasian Johnson (Georgia) | Democratici (nordisti)          | 1 380 202 | 29,46 | 12       |
| Altri                               | -                                    | -                               | 531       | 0,01  | –        |
| Totale                              | Totale                               | Totale                          | 4 685 561 | 100   | 303      |

- Fonti: voto popolare: Atlante delle Elezioni Presidenziali degli Stati Uniti, di Dave Leip; voto elettorale: Archivio nazionale degli Stati Uniti.
- Il voto popolari esclude la Carolina del Sud dove gli elettori furono scelti dai legislatori statali.

## Risultati per Stato

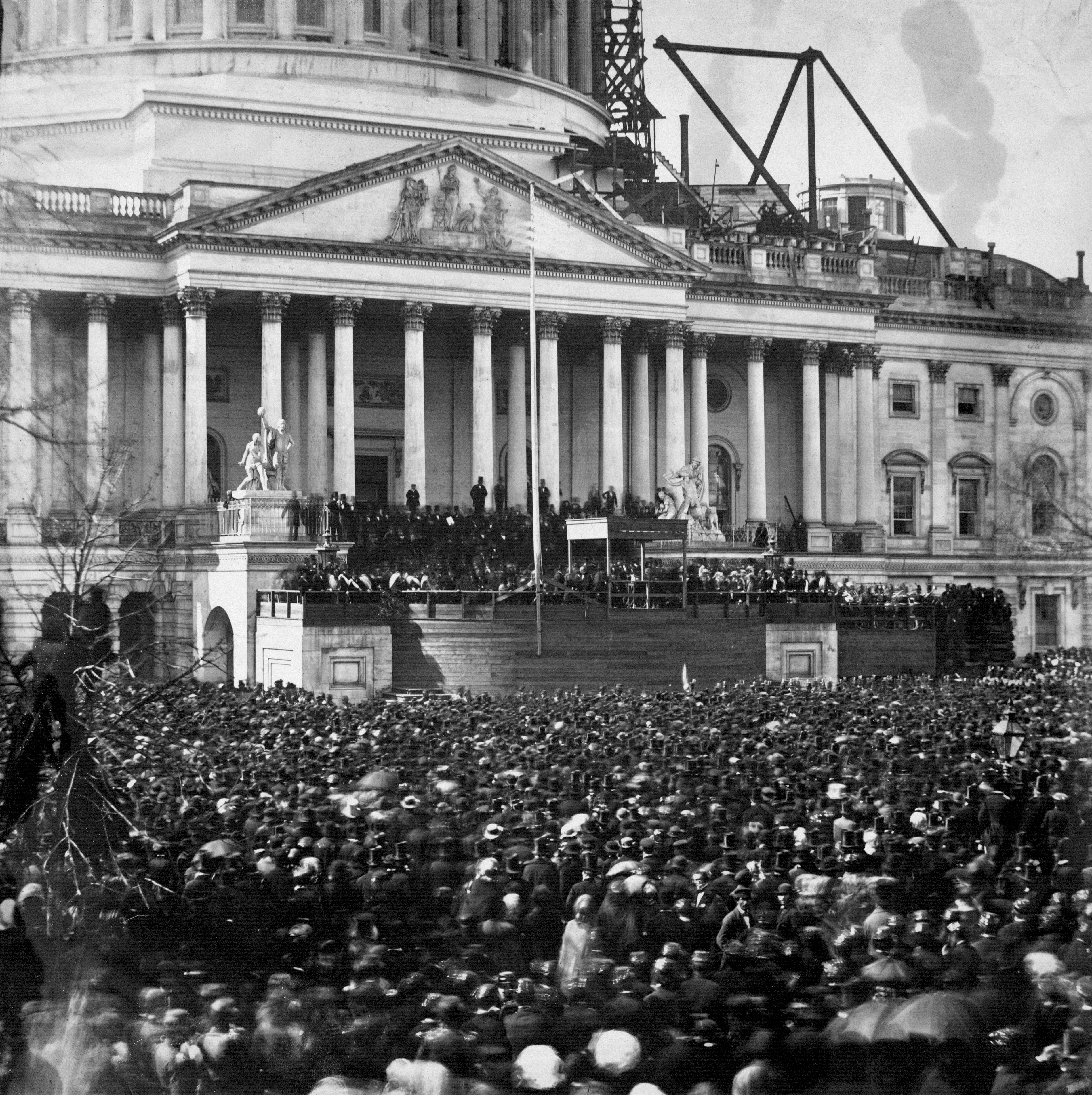
Cerimonia d'inaugurazione della presidenza di Abraham Lincoln (4 marzo del 1861).

Fonte: Walter Dean Burnham.
| Stati vinti da Lincoln/Hamlin         |
| Stati vinti da Breckinridge/Lane      |
| Stati vinti da Bell/Everett           |
| Stati vinti da Douglas/H. V. Johnson. |

|                              |                 | Abraham Lincoln Repubblicano | Abraham Lincoln Repubblicano | Abraham Lincoln Repubblicano | Stephen Douglas Democratico Nordista | Stephen Douglas Democratico Nordista | Stephen Douglas Democratico Nordista | John Breckinridge Democratico Sudista | John Breckinridge Democratico Sudista | John Breckinridge Democratico Sudista | John Bell Constitutional Union | John Bell Constitutional Union | John Bell Constitutional Union | Fusione anti-Repubblicana | Fusione anti-Repubblicana | Fusione anti-Repubblicana | Totale per Stato | Totale per Stato |
| Stato federato               | Voti elettorali | #                            | %                            | Voti elettorali              | #                                    | %                                    | Voti elettorali                      | #                                     | %                                     | Voti elettorali                       | #                              | %                              | Voti elettorali                | #                         | %                         | Voti elettorali           | #                |                  |
| ---------------------------- | --------------- | ---------------------------- | ---------------------------- | ---------------------------- | ------------------------------------ | ------------------------------------ | ------------------------------------ | ------------------------------------- | ------------------------------------- | ------------------------------------- | ------------------------------ | ------------------------------ | ------------------------------ | ------------------------- | ------------------------- | ------------------------- | ---------------- | ---------------- |
| Alabama                      | 9               | non presente                 | non presente                 | non presente                 | 13,618                               | 15,1                                 | -                                    | 48,669                                | 54,0                                  | 9                                     | 27.835                         | 30,9                           | -                              | non presente              | non presente              | non presente              | 90.122           | AL               |
| Arkansas                     | 4               | non presente                 | non presente                 | non presente                 | 5.357                                | 9,9                                  | -                                    | 28.732                                | 53,1                                  | 4                                     | 20.063                         | 37,0                           | -                              | non presente              | non presente              | non presente              | 54.152           | AR               |
| California                   | 4               | 38.733                       | 32,3                         | 4                            | 37.999                               | 31,7                                 | -                                    | 33.969                                | 28,4                                  | -                                     | 9.111                          | 7,6                            | -                              | non presente              | non presente              | non presente              | 119.812          | CA               |
| Carolina del Nord            | 10              | non presente                 | non presente                 | non presente                 | 2.737                                | 2,8                                  | -                                    | 48.846                                | 50,5                                  | 10                                    | 45.129                         | 46,7                           | -                              | non presente              | non presente              | non presente              | 96.712           | NC               |
| Carolina del Sud             | 8               | senza voto popolare          | senza voto popolare          | senza voto popolare          | senza voto popolare                  | senza voto popolare                  | senza voto popolare                  | senza voto popolare                   | senza voto popolare                   | 8                                     | senza voto popolare            | senza voto popolare            | senza voto popolare            | senza voto popolare       | senza voto popolare       | senza voto popolare       | -                | SC               |
| Connecticut                  | 6               | 43.488                       | 58,1                         | 6                            | 15.431                               | 20,6                                 | -                                    | 14.372                                | 19,2                                  | -                                     | 1.528                          | 2,0                            | -                              | non presente              | non presente              | non presente              | 74.819           | CT               |
| Delaware                     | 3               | 3.822                        | 23,7                         | -                            | 1.066                                | 6,6                                  | -                                    | 7.339                                 | 45,5                                  | 3                                     | 3.888                          | 24,1                           | -                              | non presente              | non presente              | non presente              | 16.115           | DE               |
| Florida                      | 3               | non presente                 | non presente                 | non presente                 | 223                                  | 1,7                                  | -                                    | 8.277                                 | 62,2                                  | 3                                     | 4.801                          | 36,1                           | -                              | non presente              | non presente              | non presente              | 13.301           | FL               |
| Georgia                      | 10              | non presente                 | non presente                 | non presente                 | 11.581                               | 10,9                                 | -                                    | 52.176                                | 48,9                                  | 10                                    | 42.960                         | 40,3                           | -                              | non presente              | non presente              | non presente              | 106.717          | GA               |
| Illinois                     | 11              | 172,171                      | 50,7                         | 11                           | 160.215                              | 47,2                                 | -                                    | 2.331                                 | 0,7                                   | -                                     | 4.914                          | 1,4                            | -                              | non presente              | non presente              | non presente              | 339,631          | IL               |
| Indiana                      | 13              | 139.033                      | 51,1                         | 13                           | 115.509                              | 42,4                                 | -                                    | 12.295                                | 4,5                                   | -                                     | 5.306                          | 1,9                            | -                              | non presente              | non presente              | non presente              | 272.143          | IN               |
| Iowa                         | 4               | 70.302                       | 54,6                         | 4                            | 55.639                               | 43,2                                 | -                                    | 1.035                                 | 0,8                                   | -                                     | 1.763                          | 1,4                            | -                              | non presente              | non presente              | non presente              | 128.739          | IA               |
| Kentucky                     | 12              | 1.364                        | 0,9                          | -                            | 25.651                               | 17,5                                 | -                                    | 53.143                                | 36,3                                  | -                                     | 66.058                         | 45,2                           | 12                             | non presente              | non presente              | non presente              | 146.216          | KY               |
| Louisiana                    | 6               | non presente                 | non presente                 | non presente                 | 7.625                                | 15,1                                 | -                                    | 22.681                                | 44,9                                  | 6                                     | 20.204                         | 40,0                           | -                              | non presente              | non presente              | non presente              | 50.510           | LA               |
| Maine                        | 8               | 62.811                       | 62,2                         | 8                            | 29.693                               | 29,4                                 | -                                    | 6.368                                 | 6,3                                   | -                                     | 2.046                          | 2,0                            | -                              | non presente              | non presente              | non presente              | 100.918          | ME               |
| Maryland                     | 8               | 2.294                        | 2,5                          | -                            | 5.966                                | 6,4                                  | -                                    | 42.482                                | 45,9                                  | 8                                     | 41.760                         | 45,1                           | -                              | non presente              | non presente              | non presente              | 92.502           | MD               |
| Massachusetts                | 13              | 106.684                      | 62,9                         | 13                           | 34.370                               | 20,3                                 | -                                    | 6.163                                 | 3,6                                   | -                                     | 22.331                         | 13,2                           | -                              | non presente              | non presente              | non presente              | 169.548          | MA               |
| Michigan                     | 6               | 88.481                       | 57,2                         | 6                            | 65.057                               | 42,0                                 | -                                    | 805                                   | 0,5                                   | -                                     | 415                            | 0,3                            | -                              | non presente              | non presente              | non presente              | 154.758          | MI               |
| Minnesota                    | 4               | 22.069                       | 63,4                         | 4                            | 11.920                               | 34,3                                 | -                                    | 748                                   | 2,2                                   | -                                     | 50                             | 0,1                            | -                              | non presente              | non presente              | non presente              | 34.787           | MN               |
| Mississippi                  | 7               | non presente                 | non presente                 | non presente                 | 3.282                                | 4,7                                  | -                                    | 40.768                                | 59,0                                  | 7                                     | 25.045                         | 36,2                           | -                              | non presente              | non presente              | non presente              | 69.095           | MS               |
| Missouri                     | 9               | 17.028                       | 10,3                         | -                            | 58.801                               | 35,5                                 | 9                                    | 31.362                                | 18,9                                  | -                                     | 58.372                         | 35,3                           | -                              | non presente              | non presente              | non presente              | 165.563          | MO               |
| New Hampshire                | 5               | 37.519                       | 56,9                         | 5                            | 25.887                               | 39.3                                 | -                                    | 2.125                                 | 3,2                                   | -                                     | 412                            | 0,6                            | -                              | non presente              | non presente              | non presente              | 65.943           | NH               |
| New Jersey                   | 7               | 58.346                       | 48,1                         | 4                            | non presente                         | non presente                         | 3                                    | non presente                          | non presente                          | -                                     | non presente                   | non presente                   | -                              | 62.869                    | 51,9                      | -                         | 121.215          | NJ               |
| New York                     | 35              | 362.646                      | 53,7                         | 35                           | non presente                         | non presente                         | -                                    | non presente                          | non presente                          | -                                     | non presente                   | non presente                   | -                              | 312.510                   | 46,3                      | -                         | 675.156          | NY               |
| Ohio                         | 23              | 231.709                      | 52,3                         | 23                           | 187.421                              | 42,3                                 | -                                    | 11.406                                | 2,6                                   | -                                     | 12.194                         | 2,8                            | -                              | non presente              | non presente              | non presente              | 442.730          | OH               |
| Oregon                       | 3               | 5.329                        | 36,1                         | 3                            | 4.136                                | 28,0                                 | -                                    | 5.075                                 | 34,4                                  | -                                     | 218                            | 1,5                            | -                              | non presente              | non presente              | non presente              | 14.758           | OR               |
| Pennsylvania                 | 27              | 268.030                      | 56,3                         | 27                           | 16.765                               | 3,5                                  | -                                    | non presente                          | non presente                          | non presente                          | 12.776                         | 2,7                            | -                              | 178.871                   | 37,5                      | -                         | 476.442          | PA               |
| Rhode Island                 | 4               | 12.244                       | 61,4                         | 4                            | 7.707                                | 38,6                                 | -                                    | non presente                          | non presente                          | non presente                          | non presente                   | non presente                   | non presente                   | non presente              | non presente              | non presente              | 19.951           | RI               |
| Tennessee                    | 12              | non presente                 | non presente                 | non presente                 | 11.281                               | 7,7                                  | -                                    | 65.097                                | 44,6                                  | -                                     | 69.728                         | 47,7                           | 12                             | non presente              | non presente              | non presente              | 146.106          | TN               |
| Texas                        | 4               | non presente                 | non presente                 | non presente                 | 18                                   | 0,0                                  | -                                    | 47.454                                | 75,5                                  | 4                                     | 15.383                         | 24,5                           | -                              | non presente              | non presente              | non presente              | 62.855           | TX               |
| Vermont                      | 5               | 33.808                       | 75,8                         | 5                            | 8.649                                | 19,4                                 | -                                    | 1.866                                 | 4,2                                   | -                                     | 217                            | 0,5                            | -                              | non presente              | non presente              | non presente              | 44.644           | VT               |
| Virginia                     | 15              | 1.887                        | 1,1                          | -                            | 16.198                               | 9,7                                  | -                                    | 74.325                                | 44,5                                  | -                                     | 74.481                         | 44,6                           | 15                             | non presente              | non presente              | non presente              | 166.891          | VA               |
| Wisconsin                    | 5               | 86.110                       | 56,6                         | 5                            | 65.021                               | 42,7                                 | -                                    | 887                                   | 0,6                                   | -                                     | 161                            | 0,1                            | -                              | non presente              | non presente              | non presente              | 152.179          | WI               |
| Stati Uniti:                 | 303             | 1.865.908                    | 39,8                         | 180                          | 1.004.823                            | 21,5                                 | 12                                   | 669.148                               | 14,3                                  | 72                                    | 590.901                        | 12,6                           | 39                             | 554.250                   | 11,8                      | 0                         | 4.685.030        | US               |
| MAGGIORANZA GRANDI ELETTORI: | 152             |                              |                              |                              |                                      |                                      |                                      |                                       |                                       |                                       |                                |                                |                                |                           |                           |                           |                  |                  |

## Geografia dei risultati

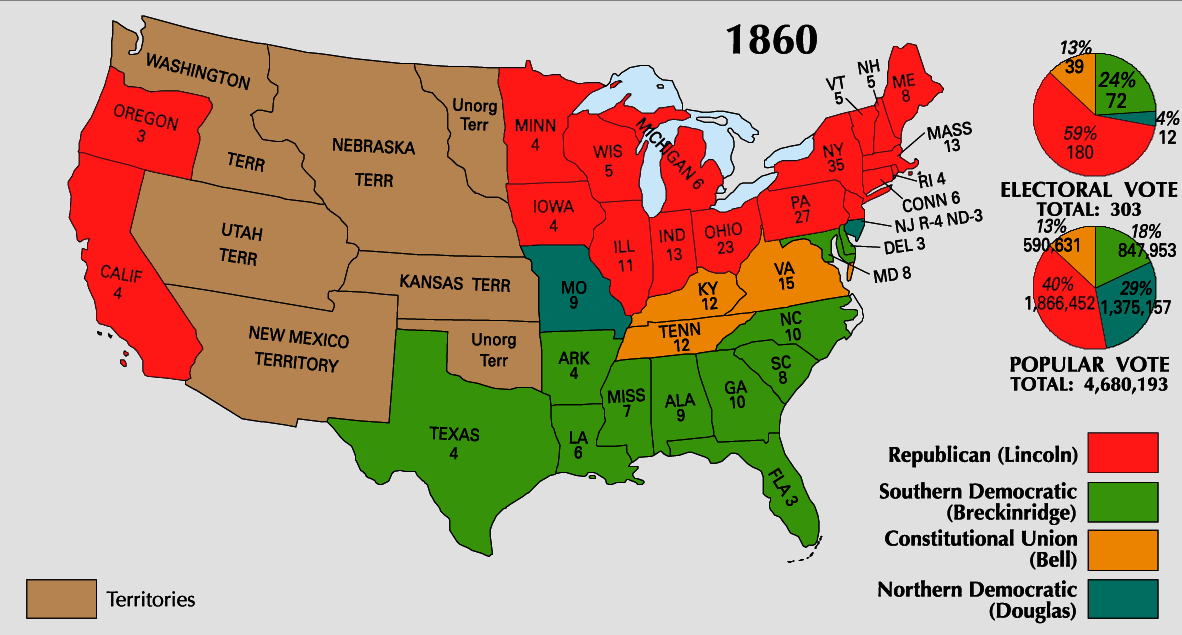

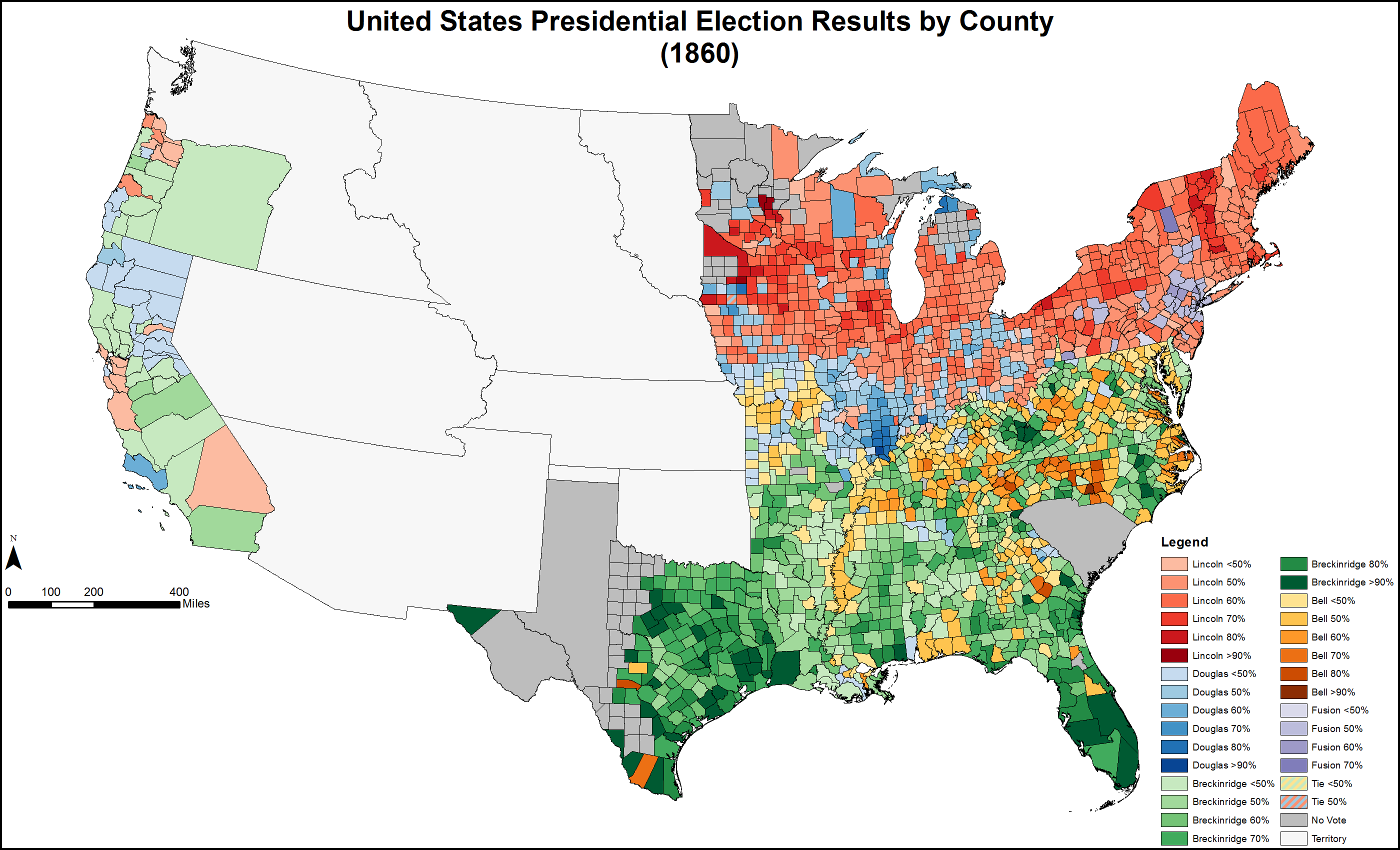
Mappa dei risultati presidenziali per contea
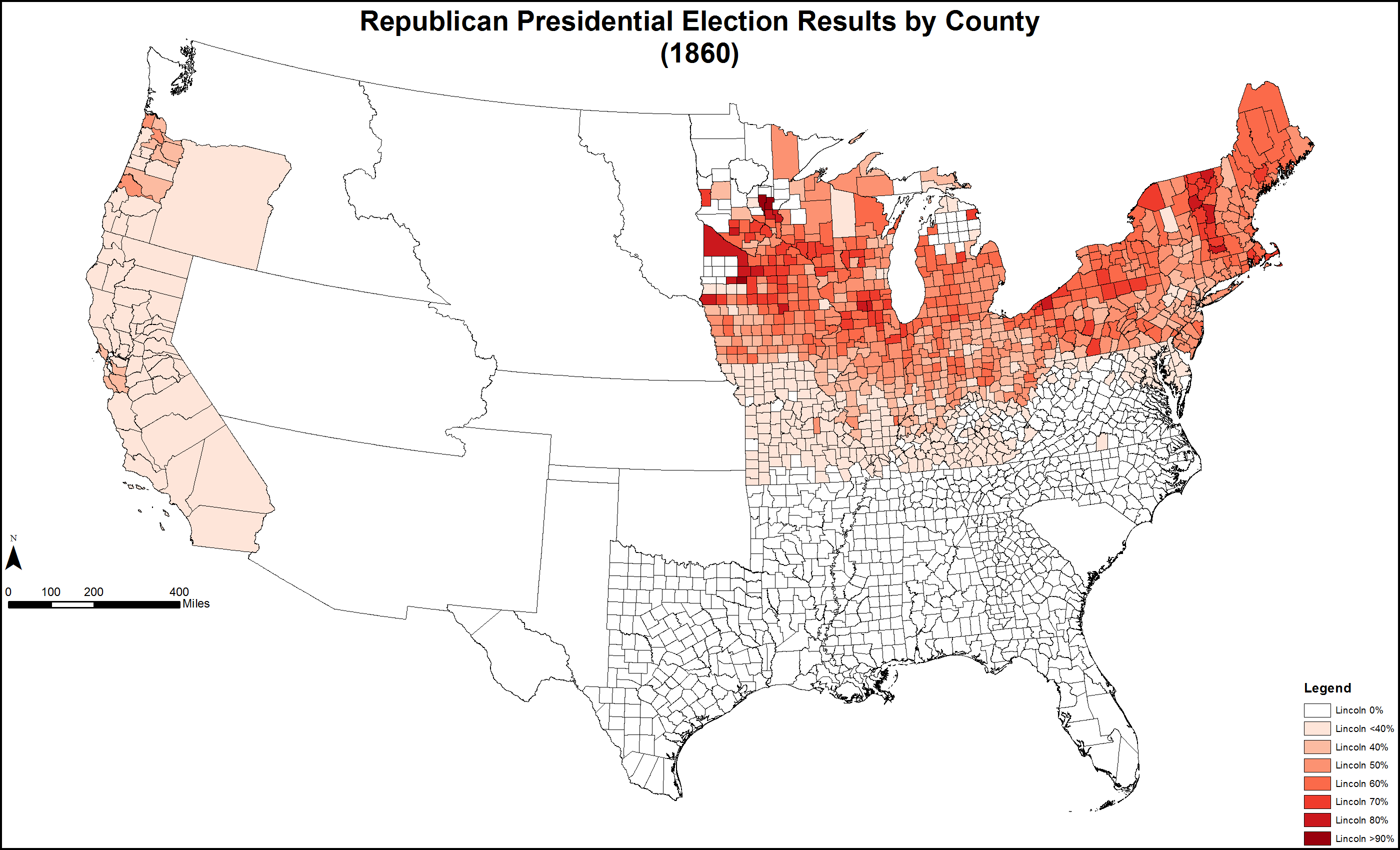
Mappa dei risultati repubblicani per contea
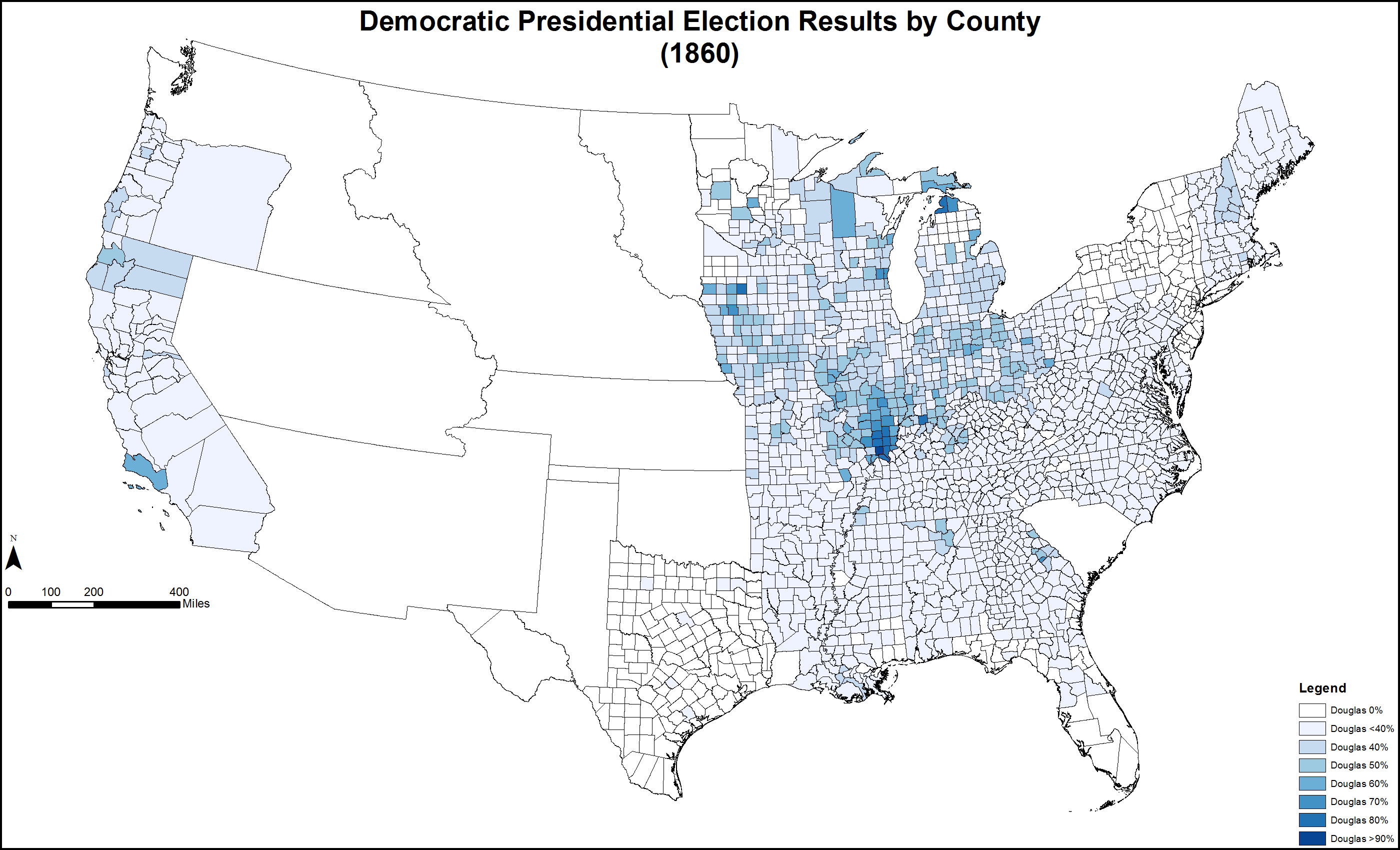
Mappa dei risultati democratici unionisti per contea
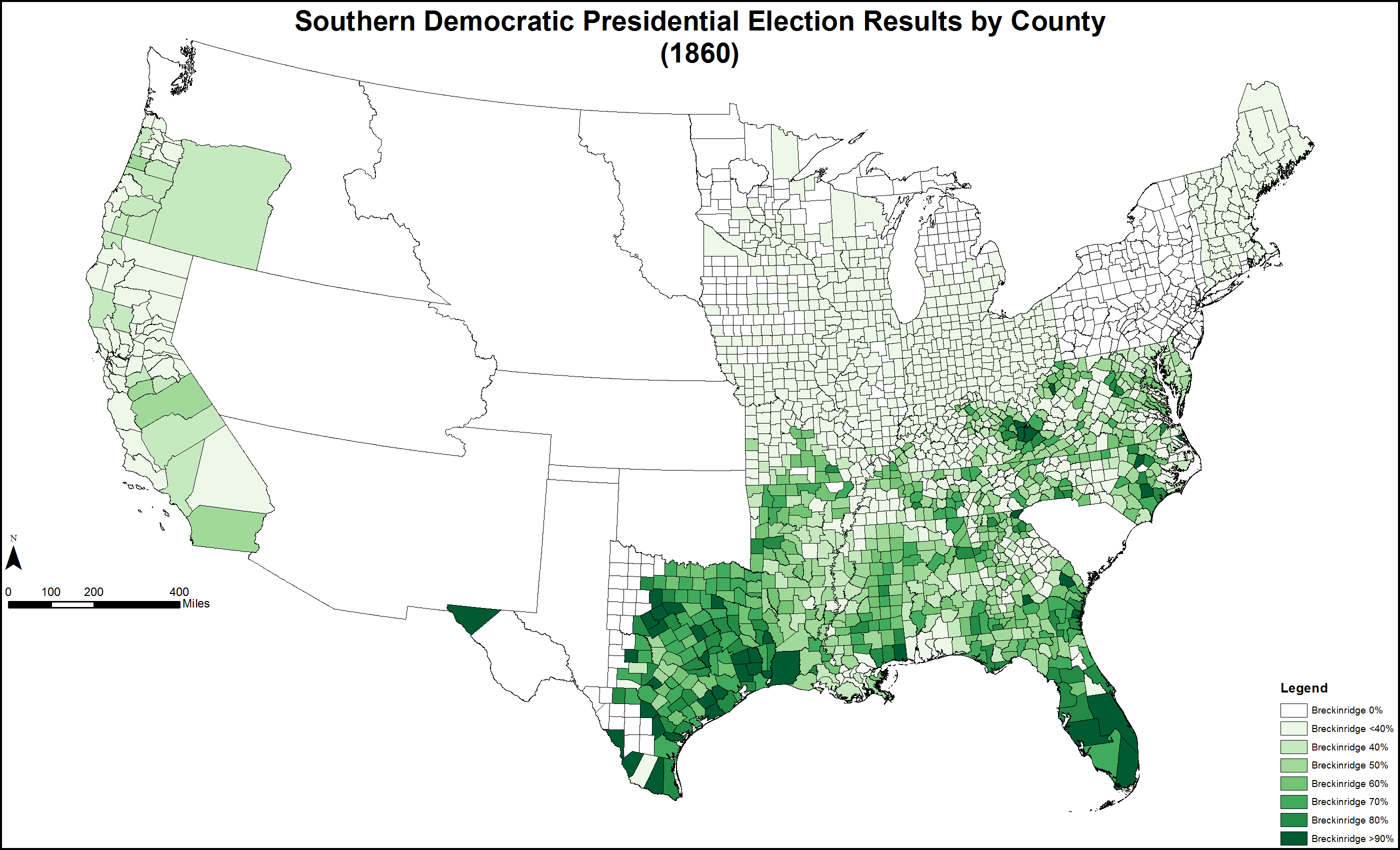
Mappa dei risultati democratici sudisti per contea
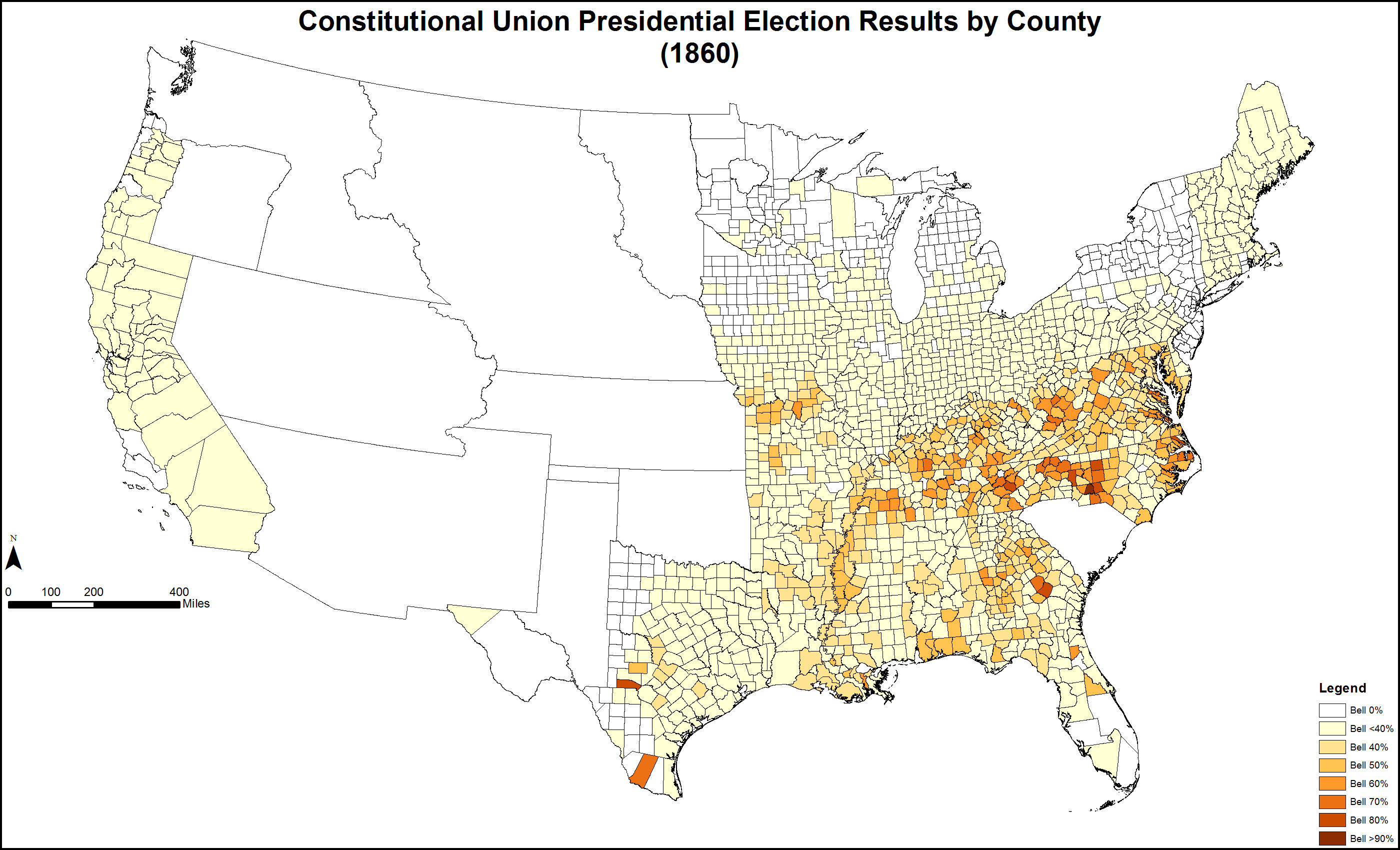
Mappa dei risultati del "Constitutional Union" per contea
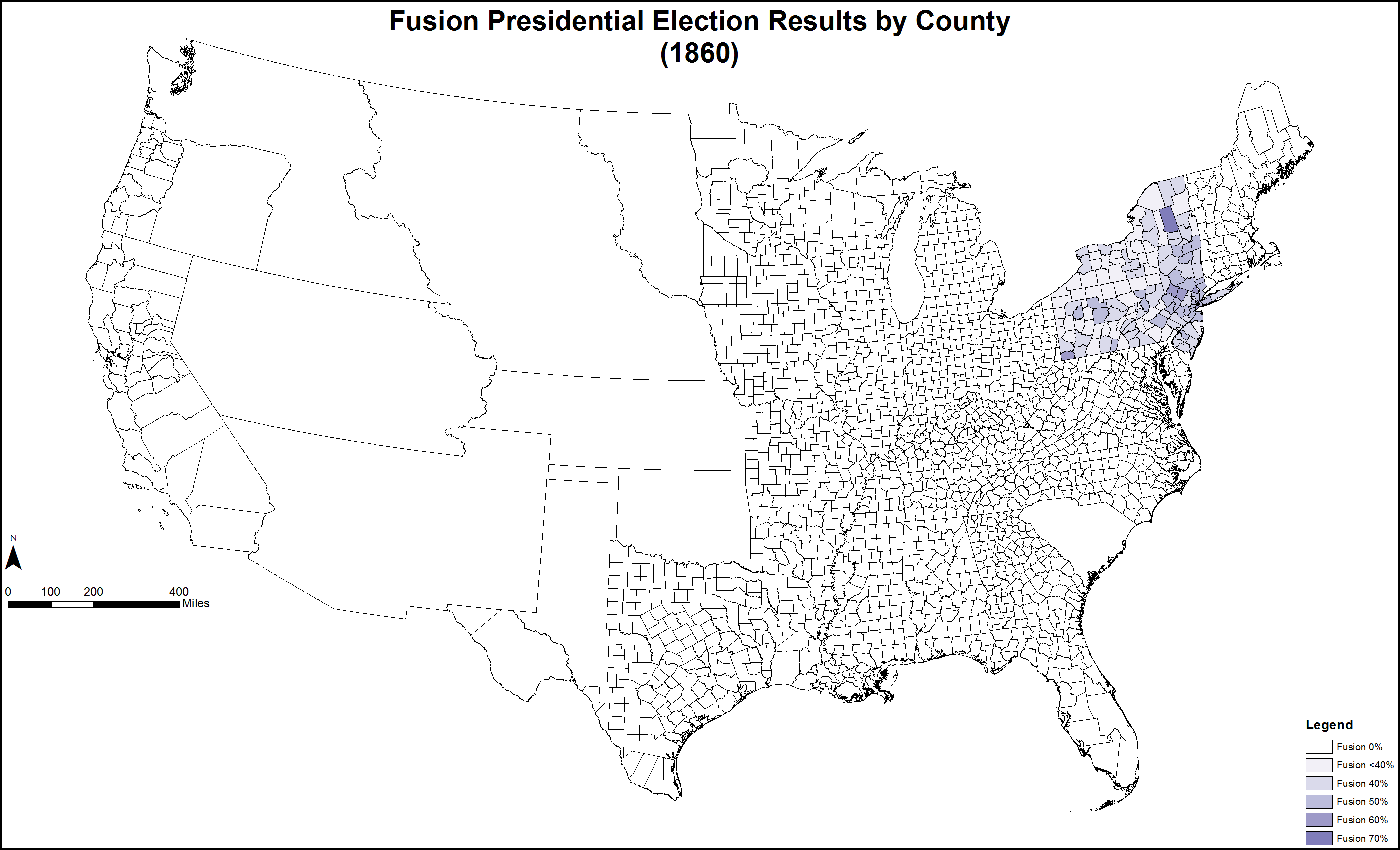
Mappa dei risultati di "Fusione democratica" per contea
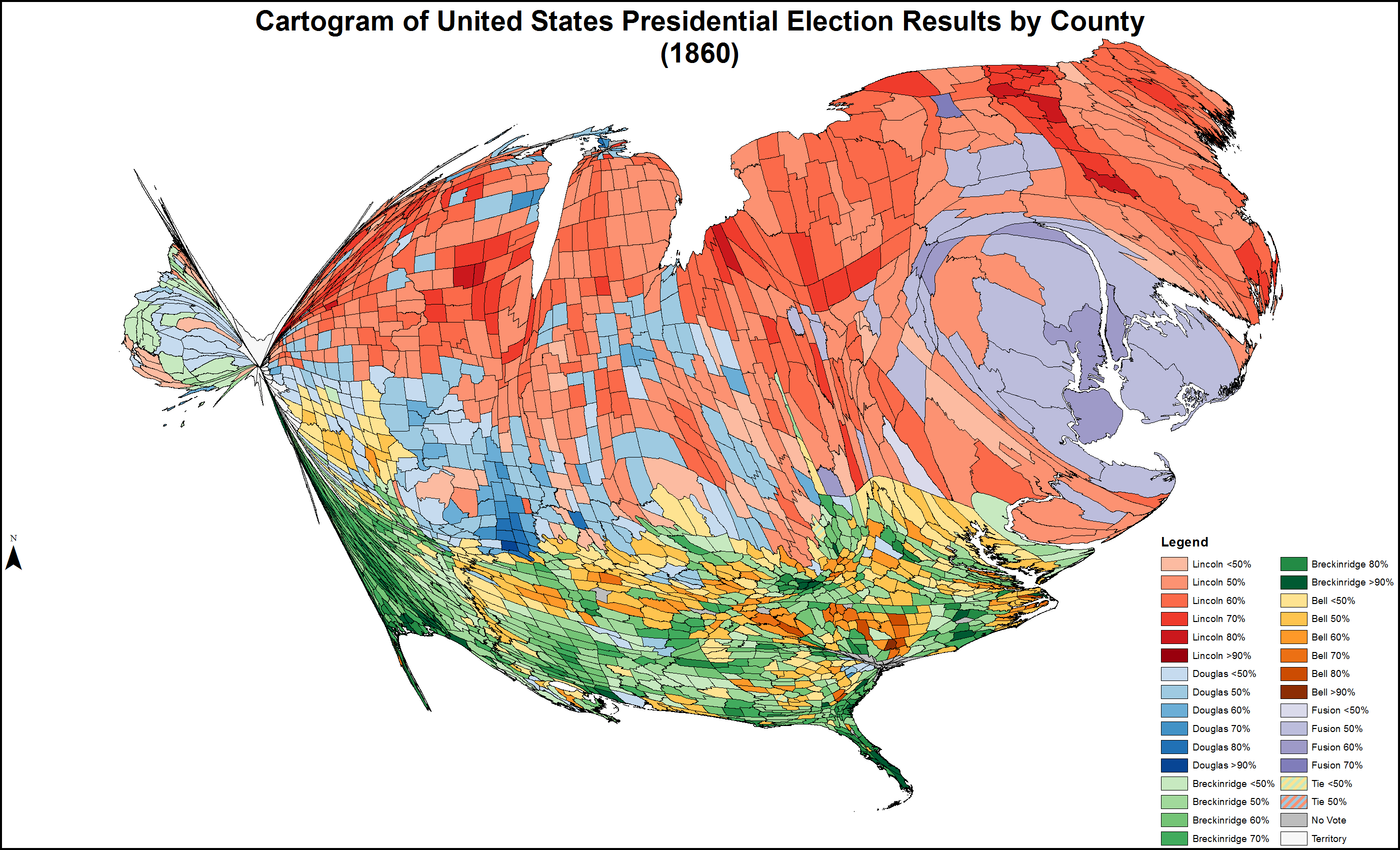
Cartogramma dei risultati presidenziali per contea
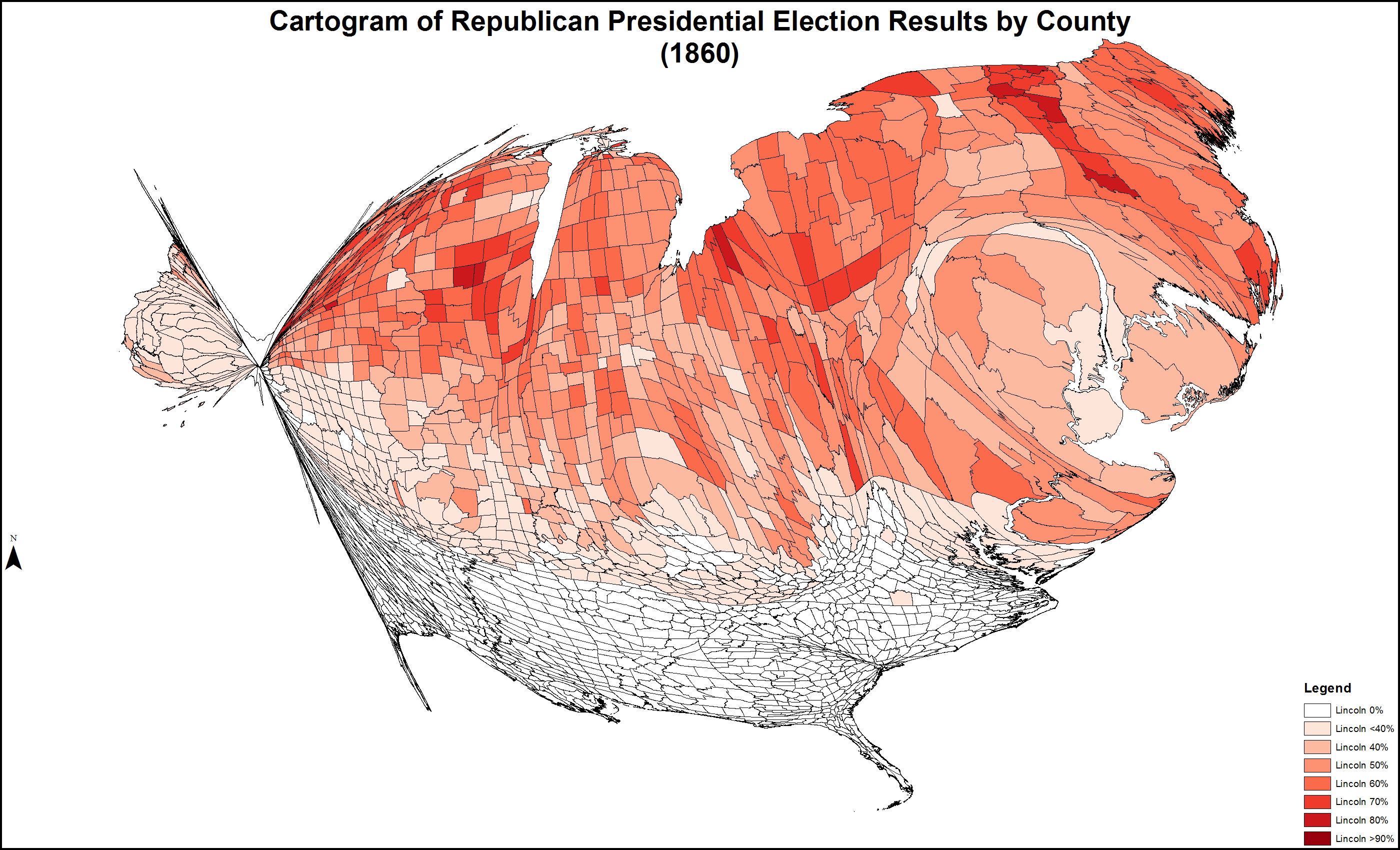
Cartogramma dei risultati repubblicani per contea
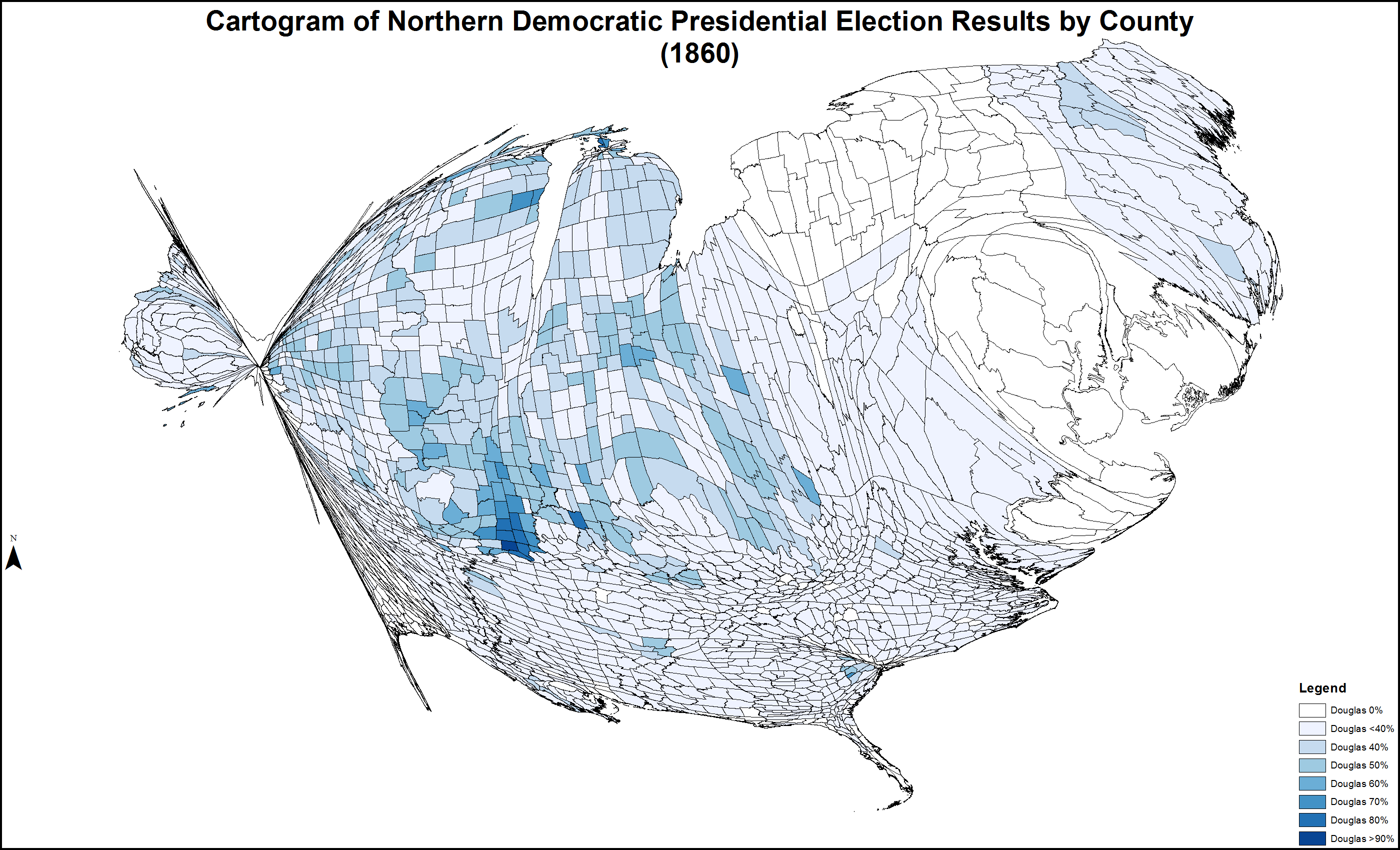
Cartogramma dei risultati democratici unionisti per contea
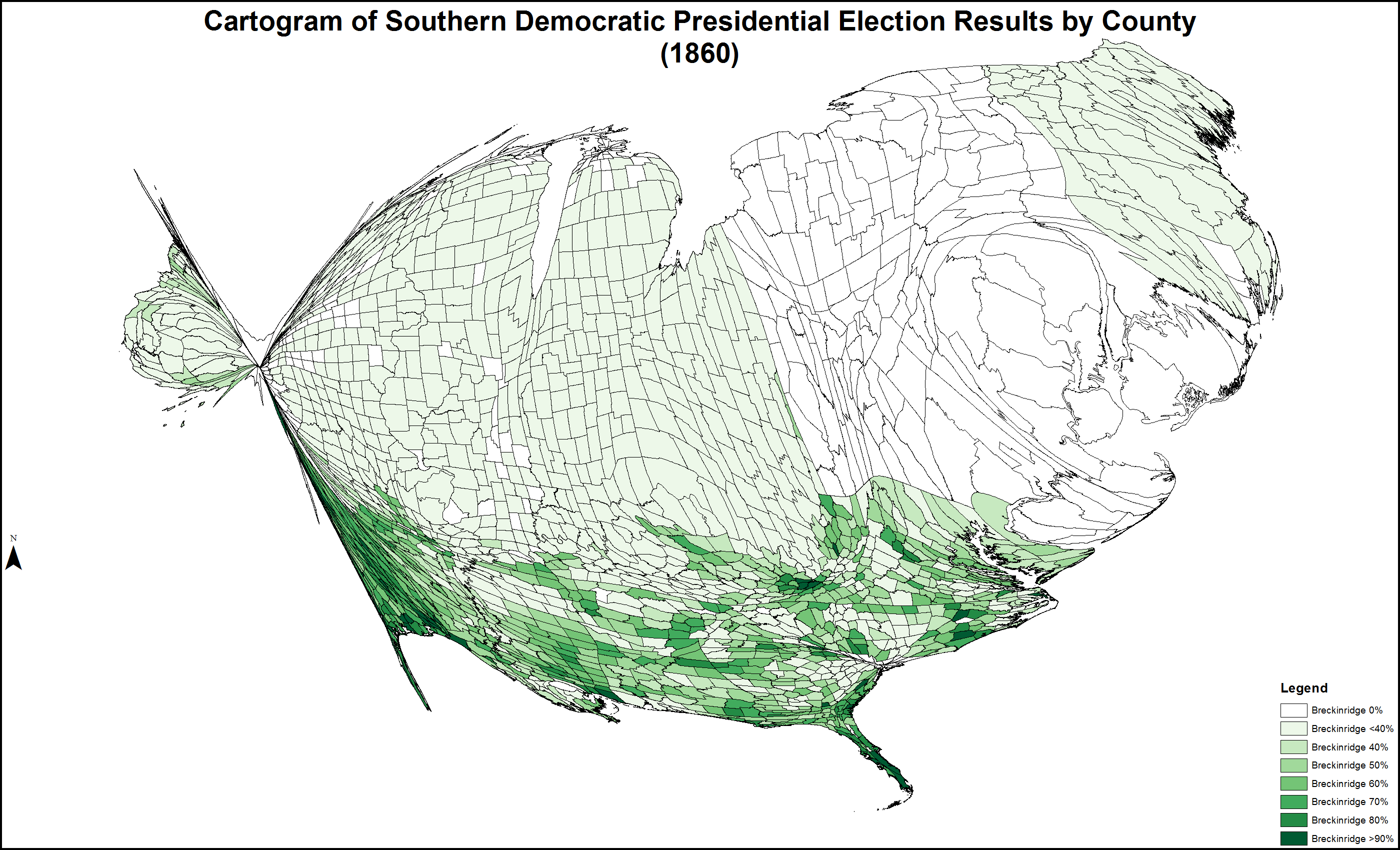
Cartogramma dei risultati democratici sudisti per contea
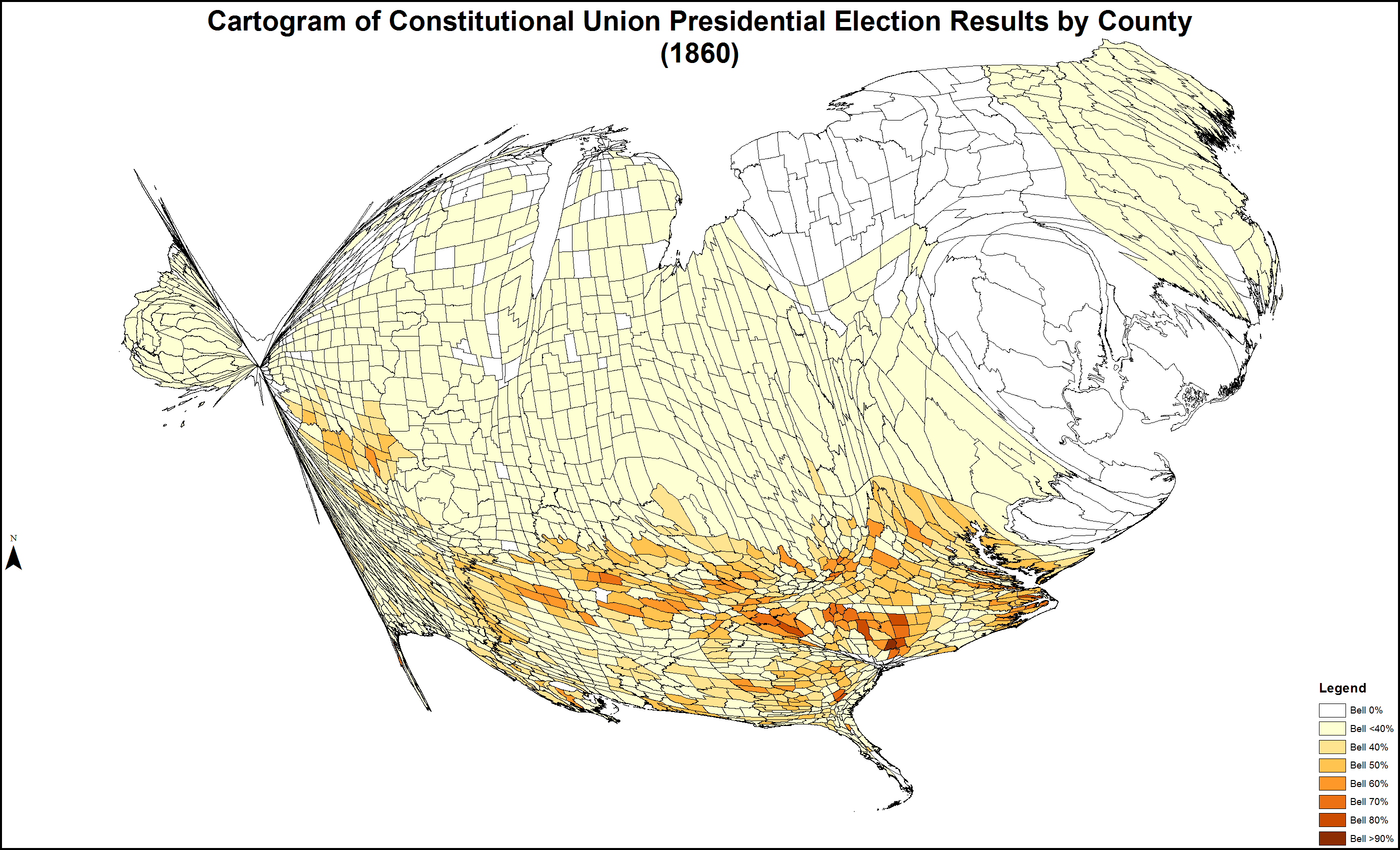
Cartogramma dei risultati del "Constitutional Union" per contea
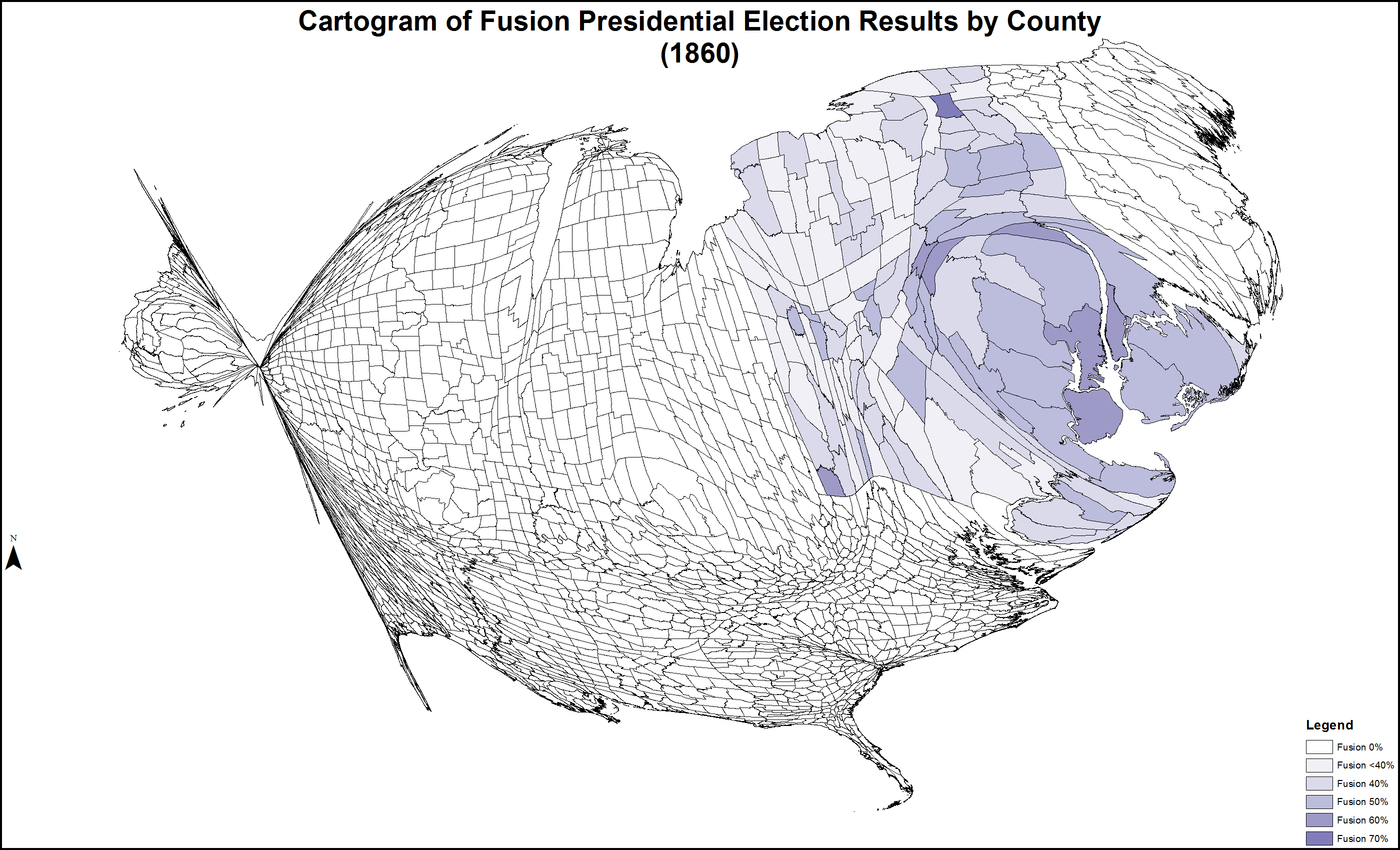
Cartogramma dei risultati di "Fusione democratica" per contea